# 北京首都国际机场
北京首都国际机场，简称首都机场，为中华人民共和国首都北京的其中一個聯外国际機场，位於北京市朝阳区及顺义区，是中国国际航空的基地机场。
2010至2019年间，北京首都国际机场是世界排名第二大客流的机场，仅次于美国亚特兰大国际机场。2018年，首都机场旅客吞吐量首次破亿人次，达到100,983,290人次。
2024年全年，首都机场旅客吞吐量6736.1万人次，较2023年5289.3万人次增长27.35%。旅客吞吐量仅次于上海浦东国际机场和广州白云机场，位列中国大陆第三。

## 历史
首都机场于1958年3月1日投入使用，是中华人民共和国成立后首个建设并投入使用的民用机场，也是中国历史上第四个开通国际航班的机场（前三个开通国际航班的分别是上海龙华1926年、昆明巫家坝1937年及重庆白市驿1939年）。
在机场建设选址时，首都国际机场的地址选在了时为河北省归属的顺义县境内，故机场所占土地成为北京的外飞地，為河北省包围，机场归属北京東郊區（後朝陽區）管辖。后随着顺义从河北划归北京管辖，机场依然归属朝阳区，故成为朝阳区的外飞地，為順義縣（後顺义区）包圍。2004年新修建的T3航站楼则是在顺义区土地上修建，故首都国际机场的T1、T2航站楼为朝阳区外飞地，T3航站楼为顺义区土地。虽然机场的管辖归属朝阳区，但是机场工作人员多为顺义区人，机场高层人员也为顺义区的人大代表、政协委员。

### 建设过程
1949年中华人民共和国成立后，民航与空军合用北京西郊机场，但该机场净空条件差，规模及设施无法适应民航发展需要，军委民航局遂于1950年报请中共中央，拟新建一座民航专用机场，建港工程处于1950年10月成立，经勘察后，在北京东北郊的孙河地区购地4,000余亩，但机场建设因朝鲜战争而搁置，直至1954年才重新提上日程，但选址已改为当时属于河北省的顺义县天竺村以北、二十里铺以东地区。:12
1954年5月5日，中国民航局申报修建民航专用机场的报告获批，同年10月在苏联专家的指导下开始规划设计，中国民航局设计处、中华人民共和国建筑工程部北京设计院等单位负责完成设计:12。中国民航局于1955年1月17日成立北京航空港建港工程处，同年6月10日正式动工:13。截至1958年底，首都机场工程共投资7,900万元。1958年3月1日，首都机场投入使用:20:62，但当时候机楼尚未建成，暂以指挥调度楼为候机室:694。1958年10月1日，展开建筑面积10,138平方米的第一代候机楼（南候机楼）启用，该航站楼为苏式建筑，高峰小时可接待旅客230人，在T1航站楼建成后主要用於VIP乘客和包租的飛機，也一度是中国国际航空的总部办公楼，直至2008年3月17日国航新办公楼启用，现为国航客舱服务部所在地。与南候机楼同时建成启用的还有机场东侧的主跑道等设施:18，民航局北京飞机修理厂也于1958年11月至1959年1月从西郊机场迁至首都机场:65并新建飞机翻修、发动机翻修等生产用房共19350平方米，1960年又新建一座面积6,912平方米的机库:929，随后该修理厂改称民航第101厂:910。

### 早期运营
首都机场建成后只有一条长2500米、宽80米、厚0.25米~0.28米的主跑道，可供全重120吨的飞机起降:18，1959年赫鲁晓夫访华时乘坐的图-114全重已超过当时首都机场跑道的设计承载能力，但因地基强度较好，仍能顺利起降:20。即便如此，首都机场在使用7年后，跑道、停机坪、滑行道、候机楼、通信导航设施等仍然已无法满足当时国际上通用的大型飞机起降需求。1963年至1964年中国阿富汗两国政府就通航问题的谈判时，中方就以开放北京机场的国际通航的时机和对象须审慎选择，开放北京机场还涉及扩建机场问题，目前机场和导航设备尚不具备接待国际航线大飞机的客观条件，婉拒了阿富汗政府的两国同行要求。1965年3月22日，副总理兼外交部长陈毅访问阿富汗，表示“我已开始扩建乌鲁木齐机场，为两国首都之间通航创造条件。”表明中国政府决定开放北京作为国际通航点。中国民航总局为此于1965年8月21日向总参谋部和国务院呈报《关于扩建首都机场的报告》，该报告于同年8月29日获批:21。1965年9月8日，中国民航总局在首都机场扩建计划任务书中提出将跑道由2500米延长至3200米，加强无线电通信导航设施，以满足波音707类飞机的有限使用。1965年9月20日，副总理兼外交部长陈毅在访问了非洲和西亚一些国家后，在回国途中路过喀布尔并短暂停留并拜会了阿富汗首相穆罕默德·优素福，向其表示：“烏魯木齊機場十月可准备就绪，北京—喀布尔通航条件成熟。”1965年11月8日国家计委批准首都机场扩建计划。1966年完成该扩建工程，原跑道两端各加长350米，客机坪扩建至63450平方米，候机楼增设2条室外登机阶梯，新建一座1200平方米的贵宾候机楼及一座1300平方米的国际招待所，同时建成的还有客机坪管线加油设施、中心收讯室等:22。1972年，民航北京管理局又在首都机场建成一座面积3060平方米的霍克薛利三叉戟型维修机库:929。

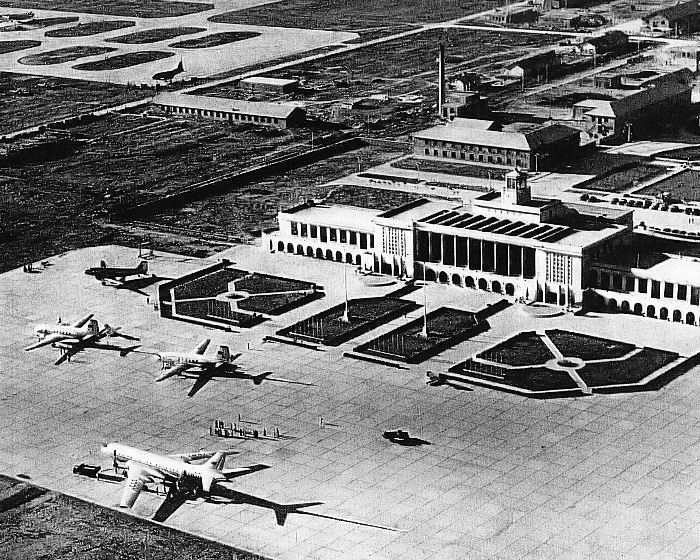
1959年，北京刚建成的首都国际机场
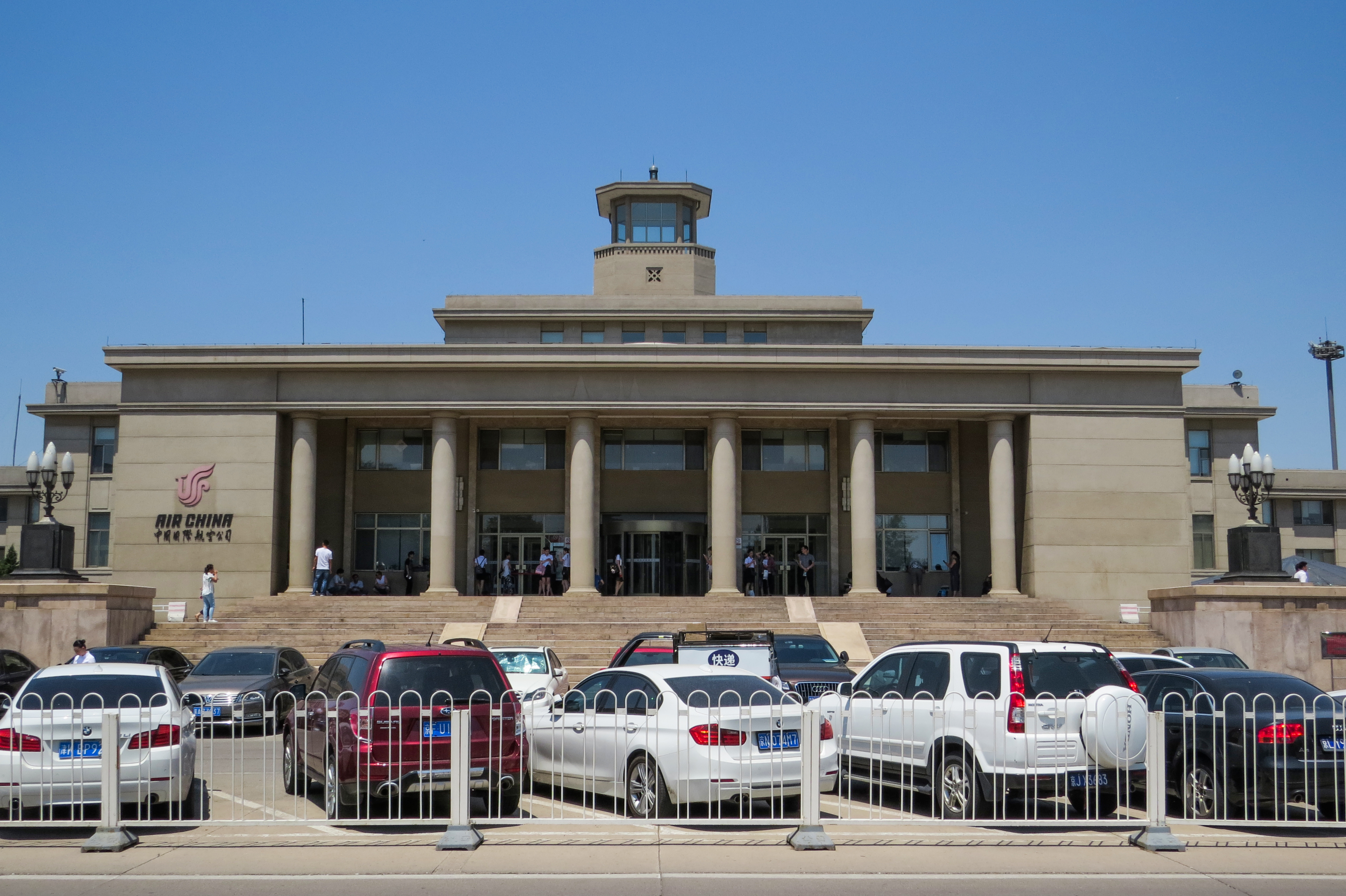
首都机场第一代航站楼（陆侧），位于现第一，第二航站楼以南，又称南航站楼，现在是中国国航客舱服务总部办公楼
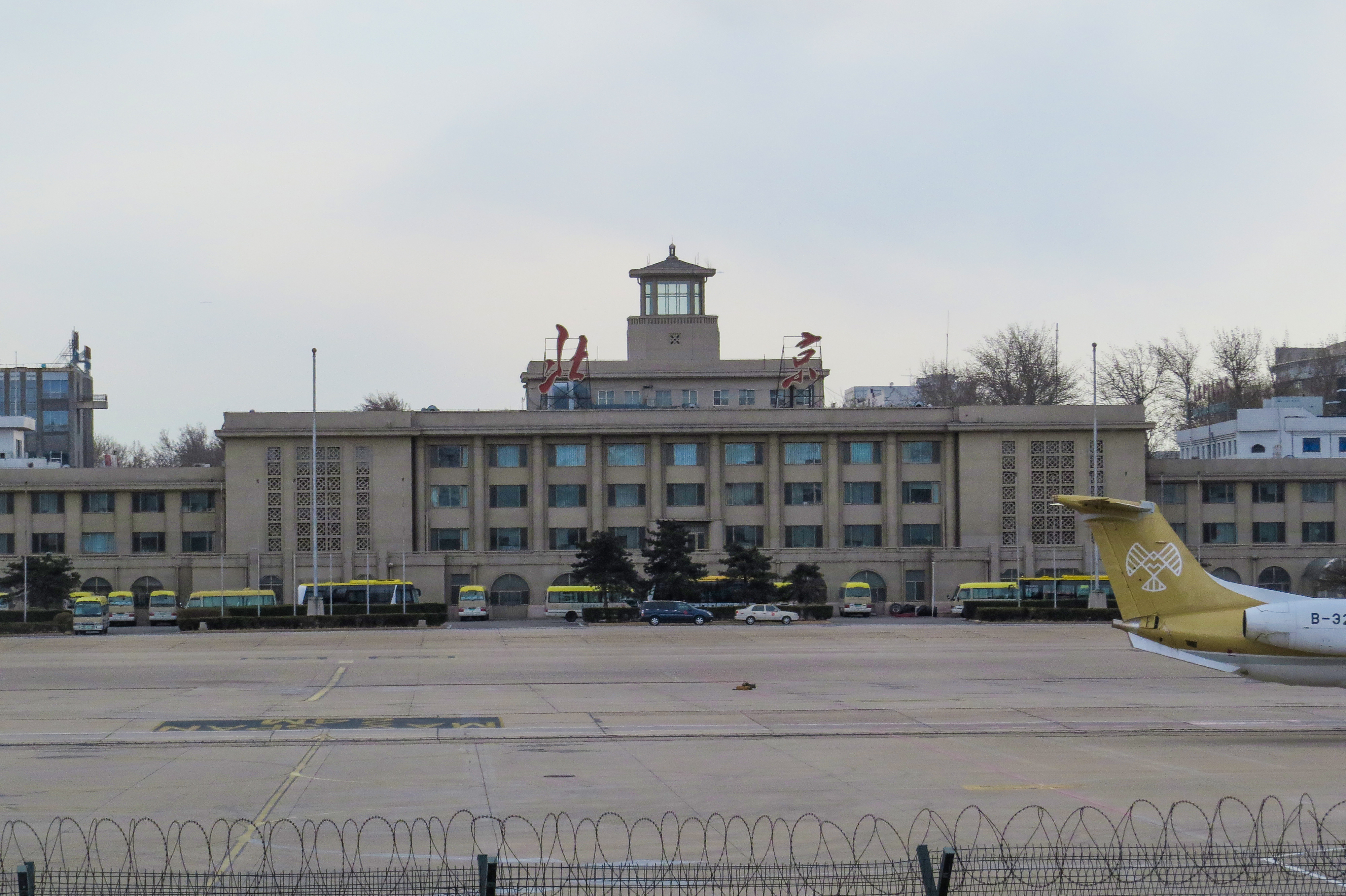
首都机场第一代航站楼（空侧）
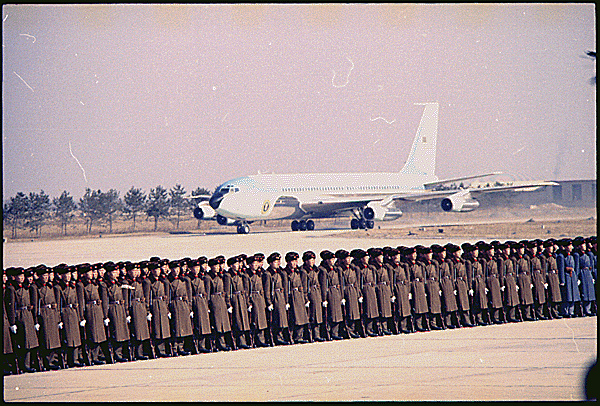
1972年，美国总统尼克松的空军一号抵达首都机场。

### 向西扩建及北候机楼

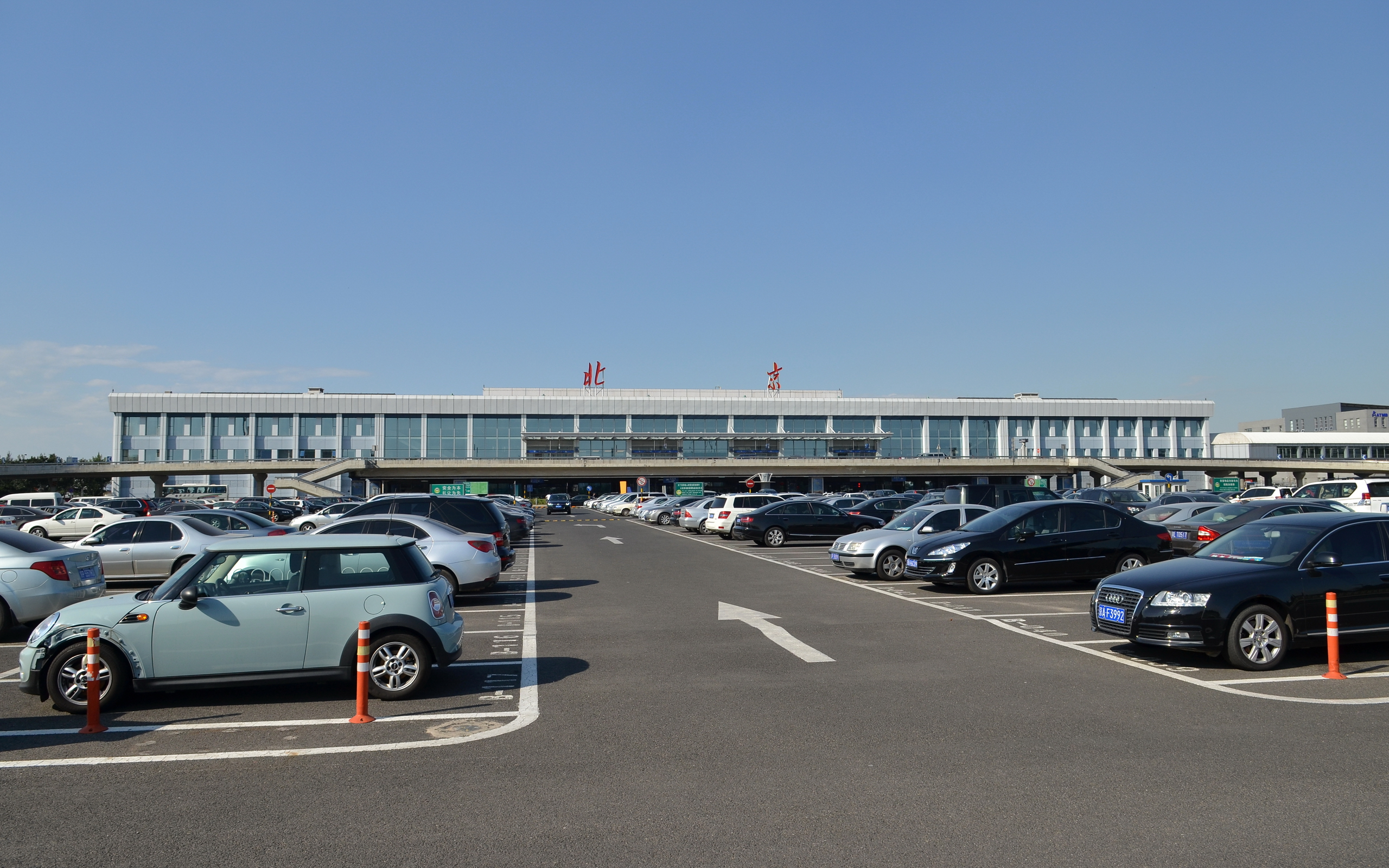
北京首都国际机场1号航站楼

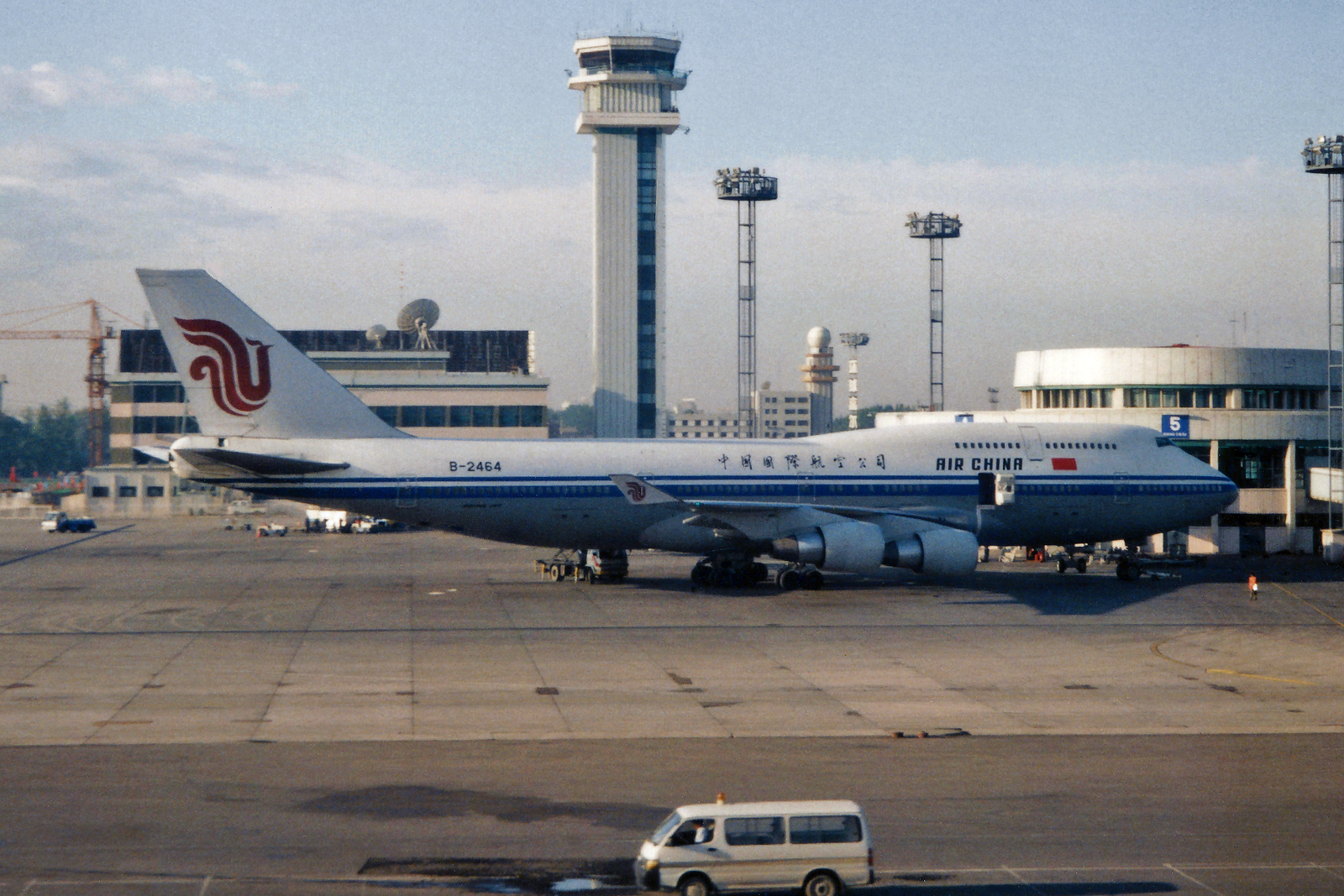
1997年，停靠在1号航站楼的国航波音747-400

然而初次扩建后的首都机场在20世纪70年代初仍然难以适应民航迅速发展的需要，第二次扩建计划遂于1972年提出，1973年5月获批，工程包括修建新的国际候机楼、西跑道、大型飞机维修基地，增建航行指挥及通信导航系统等:23。其中，3200米长的西跑道率先于1974年8月动工，1978年7月1日竣工，同年10月1日投产使用:24。西跑道建成后，东跑道也开始改建，向南延长600米后于1982年1月1日正式投入使用:24。1977年，一座面积3858平方米、可容纳波音707的喷漆机库在首都机场建成:929。
1980年1月1日，面積為6萬平方米的一號航站樓及停機坪、樓前停車場等配套工程建成並正式投入使用，南候机楼随之停止使用。一號航站樓（当时称北候机楼）长193米，宽66米，按照每日起降飛機60架次、高峰小時旅客吞吐量1500人次進行設計，总建筑面积61580平方米，设地下一层、地上三层，东半部用于国际线旅客进出港，西半部用于国内线旅客进出港:25。同年6月16日，中国民航总局将总局直属、负责飞机发动机部附件翻修的民航101厂与北京管理局下属负责航线维修的机务大队、负责部附件修理效验的航修厂、负责航材供应的航材处和机务处合并编为民航北京维修基地:185，该机构1983年在首都机场修建一座面积达7200平方米的波音747修理库:929。
首都机场的第二次扩建最终于1984年完成，总费用为3.57亿元人民币:25。擴建完成後，首都機場飛行區域設施達到國際民航組織規定的4E標準。1985年，建成仅5年的北候机楼已超负荷运转，高峰小时旅客吞吐量已达到2800人次，超过原设计能力86.6%，民航北京管理局为此于1985年9月17日向中国民航局呈报候机楼改造方案，该方案于1986年获批，1988年3月开工。1989年，北候机楼扩建至70000平方米，进出港旅客及行李流程布局有所调整:29。此后，北候机楼再次经过数次扩建，1995年总面积已达到79460平方米:395。而在机务设施方面，民航北京维修基地改组而成的北京飞机维修工程有限公司:913于1994年将首都机场一座建于1972年的窄体机库改扩建为跨度82米、可容纳一架波音747-400的喷漆机库，此后又在首都机场新建一座跨度306米、深度95米的四机位机库，1996年5月24日建成:931。

### 修建第二航站楼

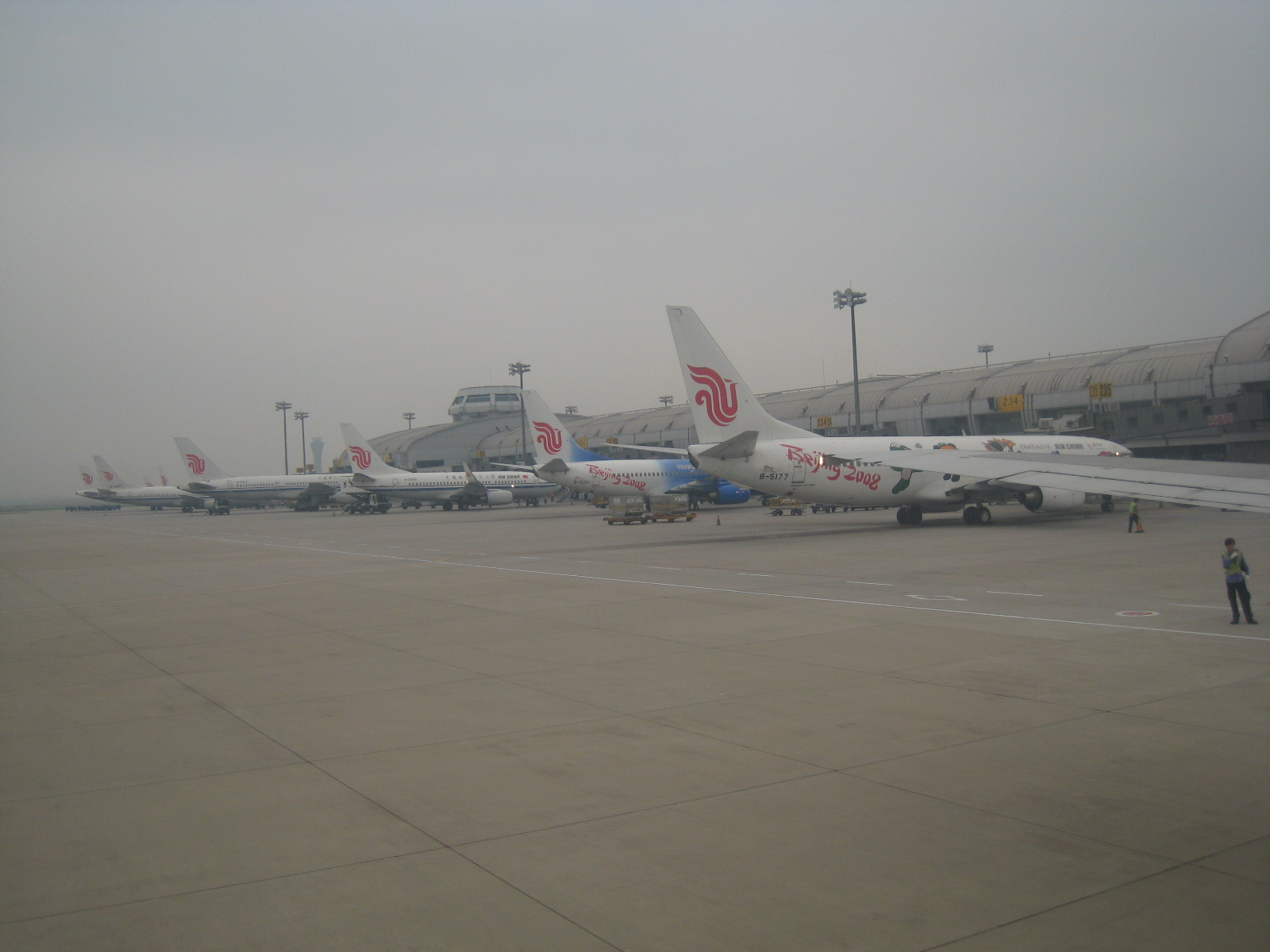
中国国际航空客机于第二航站楼（2007年）

隨著客流量的不斷增大，一號樓客流量日趨飽和。1992年，国务院批准首都机场航站区扩建工程的可行性研究报告，决定兴建第二航站楼，1993年确定设计方案:395，重新規劃的建築面積達33.6萬平方公尺，但由于资金不足而无法开工。最终，北京市政府向日本申请了超过300亿日元的长期贷款，占T2航站楼建设的一半资金。。二號航站樓於1995年10月26日開始建設:396，並於1999年9月20日开始试运行，中国南方航空率先入驻，1999年11月1日正式投入使用，2000年12月2日通过国家发展计划委员会组织的国家竣工验收，该年首都机场的年旅客吞吐量首次突破2000万人次。
二號航站樓每年可接待超過2650萬人次的旅客，高峰小時旅客吞吐量可達9210人次，设计容量为2005年达到旅客年吞吐量2700万人次，但客流量的剧增使得2号航站楼投用仅两年便不堪重负，机场方面于2001年开始考虑建设第三座航站楼，而此时恰逢北京申奥成功，提前饱和的2号航站楼难以满足后续发展要求，北京市为此将机场扩建工程列入重点建设项目。2002年，仅T2一座航站楼的首都机场全年旅客吞吐量达到2711万人次，提前三年突破设计容量，为缓解2号航站楼的压力，首都机场于2003年开始改造1号航站楼，2004年6月主体完工。2004年9月20日，整修一新的一號航站樓重新投入使用，專門承載中國南方航空航班。
2005年1月29日，自1949年兩岸分治56年後中国大陆和台灣之間首次不中停香港的台商包機在機場降落，為兩岸直接通航鋪路，春節包機直航開始後，搭乘人數不斷增加，逐漸改為現行兩岸城市間的定期航班。

### 东扩及第三航站楼

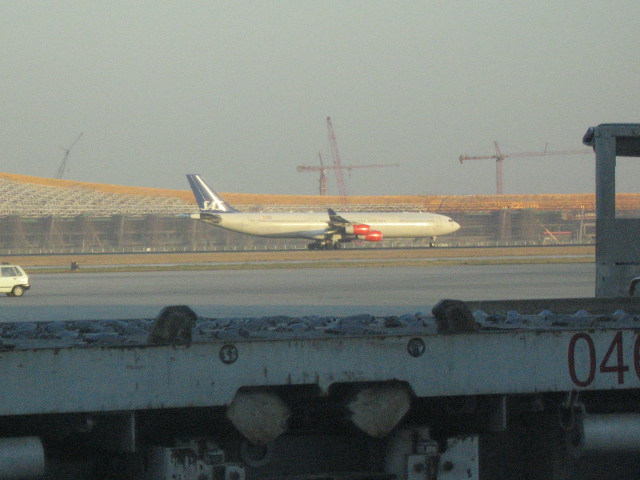
建设中的3号航站楼（2005年）

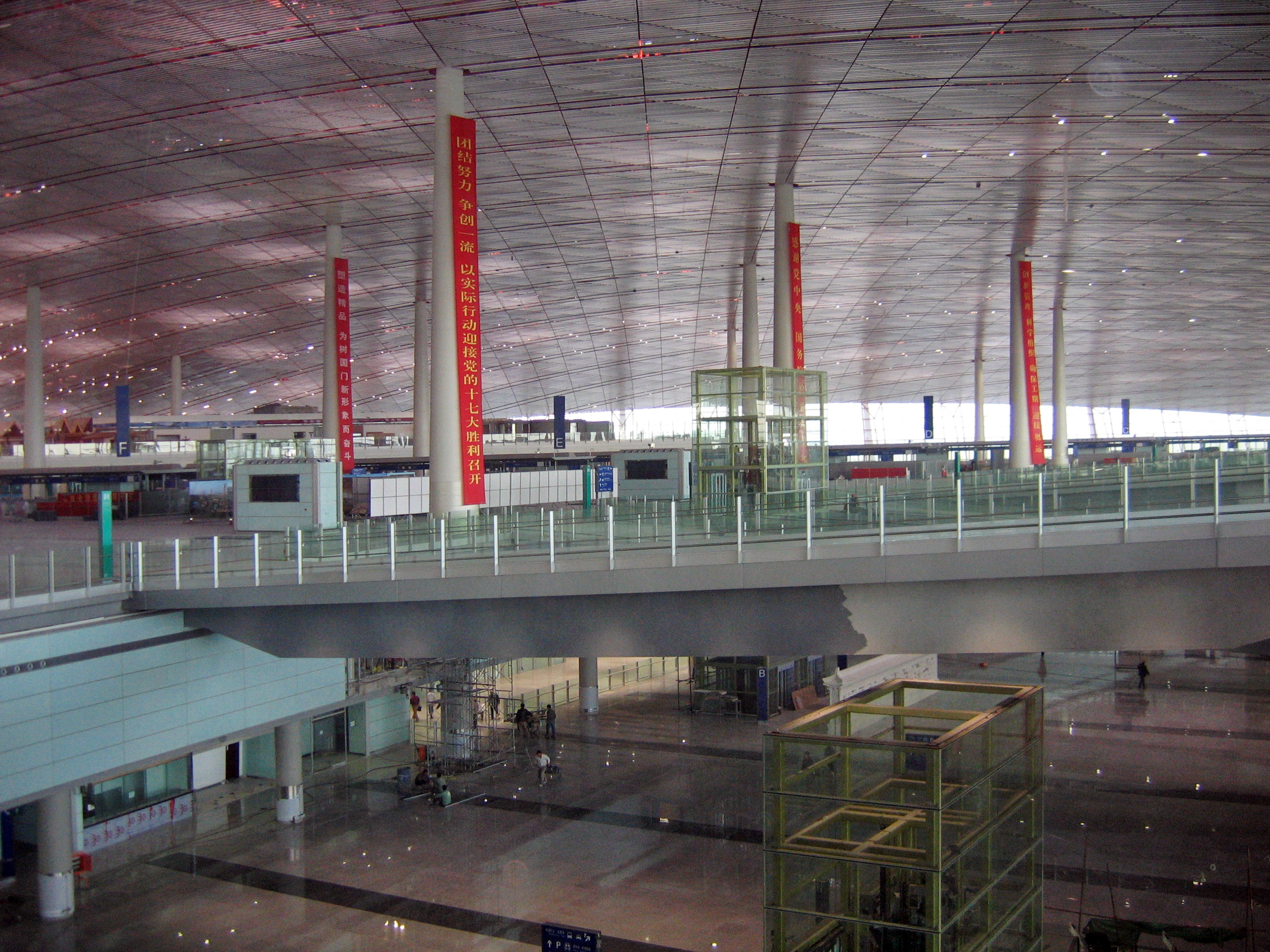
装修中的3号航站楼（2007年10月）

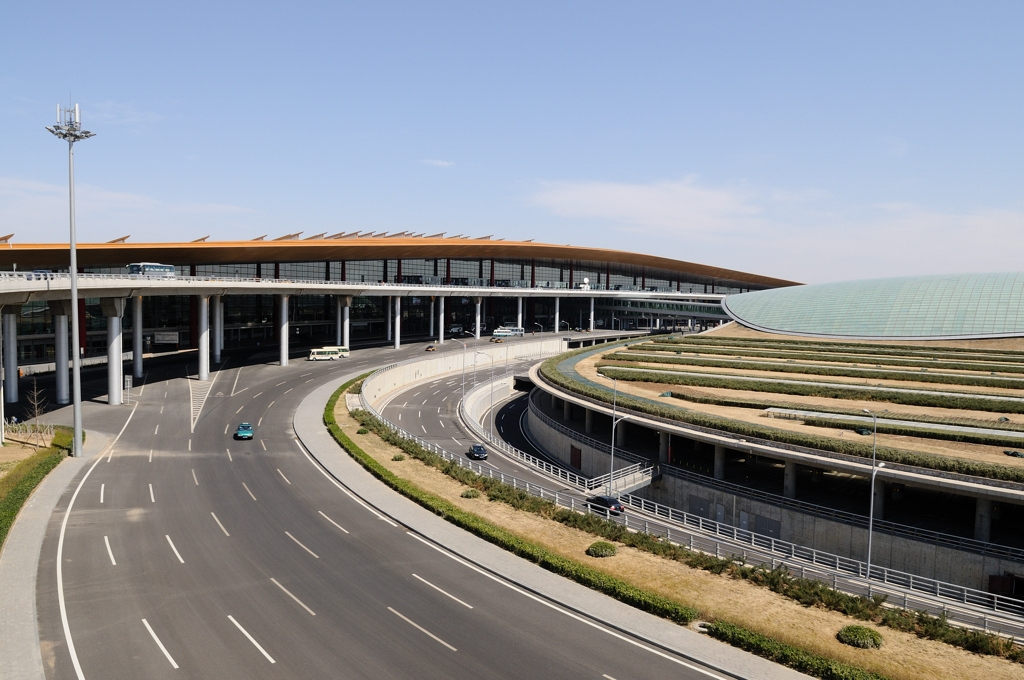
启用初期的3号航站楼（2008年3月）

2003年8月，首都机场在原东跑道（36R/18L）以东1525米处兴建第三跑道以及在新跑道与原东跑道之间修建新航站楼的工程立项，同年10月29日由国务院通过T3航站楼建设方案，新跑道长3800米、宽60米，2004年开始建设，2007年9月25日试飞成功，同年10月29日投入使用。
2008年2月29日，位於一號和二號航站樓東邊的三號航站樓建成投入使用。三號航站樓建成時是世界上最大的單體航站樓，分T3-C、T3-D、T3-E三个功能区，能承載空中客车A380等超大型客機。同日六家航空公司在新的三號航站樓运营，3月26日又有20家航空公司轉至三號航站樓，轉場後三號航站樓承擔首都機場60%旅客吞吐量。位于3号航站楼北侧的A380机库于2008年3月18日建成，同年7月2日投入使用。2008年7月27日，T3D在2008年北京奥运会召开前启用，供奥运会和残奥会代表团包机使用。
2008年5月20日，因為三号航站楼（T3）完工，一号航站楼（T1）封闭改造，中国南方航空转往二号航站楼运营。在6月27日T1改造完工后，海航航空集团（国内航线）旗下的海南航空、大新華航空、天津航空、金鹿航空（2010年5月4日起更名为北京首都航空）、祥鵬航空取代中国南方航空成为一号航站楼的主要运营公司。除海航外，一号航站楼亦有春秋航空运营。
2013年1月，首都机场3号航站楼开始试行旅客自助登机，同年4月18日，残奥会闭幕后闲置的3号航站楼D区正式启用，国航部分国内航班调整至T3D运行。自2015年4月15日零时起，搭乘国际或港澳台地区航班从首都机场过境前往国际或港澳台地区，在首都机场停留不超过24小时，中途不离开机场口岸限定区域的旅客，可免除边检查验手续。符合上述条件的旅客将改由地服人员采集旅客信息。信息采集时间由原来约45秒每人缩短至10秒每人，且享受24小时过境免办边检手续政策的旅客范围不受国籍限制。航班路径范围可包括前往第三国、地区或返回来自国的中转航线。同年10月，国航在首都机场开始试行全自助行李托运服务。
北京大兴国际机场2019年9月末启用后，英国航空、首都航空于2019年10月27日从首都机场转场至大兴机场，也有部分航空公司选择在北京两个机场运营，其中中国东方航空计划于2020年夏秋航季将除京沪线之外的北京航线转场至大兴机场，但最终直至2021年3月28日才得以实施。2020年3月10日零时起，为防范2019冠狀病毒病疫情境外输入，首都机场T3D被划为疫情严重国家入境航班专区。同年3月23日，所有目的地为北京的国际客运航班被改在12个指定的第一入境点入境，部分外籍航空公司因此将前往首都机场的航班改为空机载货。2020年3月29日，廈門航空撤出首都机场，将北京航线整体平移至大兴机场。2020年10月25日起，中国南方航空已将全部航班转移到北京大兴国际机场运营，结束在首都机场29年的运营历史，其在首都机场的最后一个航班为10月24日21时从北京首都飞往成都的CZ6119航班。2021年1月15日，国航将首都机场至北海、包头、常州、大理、大庆、鄂尔多斯、赣州、合肥、呼和浩特、黄山（屯溪）、佳木斯、井冈山、柳州、绵阳、通辽、乌兰浩特、锡林浩特、延安、盐城、延吉、宜昌等21个目的地的航班从3号航站楼转场至2号航站楼。同年6月1日，四川航空将在京航班从3号航站楼转场至2号航站楼运行。2021年9月30日零时起，中国国际航空、汉莎航空、国泰航空、长荣航空、中华航空、西伯利亚航空的国际及港澳台地区客运出港航班以及澳门航空的进、出港航班将从首都机场3号航站楼临时转场至2号航站楼运营。
作为2022年北京冬奥会和冬残奥会的唯一官方入境口岸，首都机场将T3D航站楼用于涉奥人员入境，T3C和T3E航站楼冬奥保障专区则作为离境通道使用。
2023年1月8日起，配合新型冠状病毒感染实施“乙类乙管”，首都机场入境客运航班恢复至2号航站楼及3号航站楼E区运行，3号航站楼D区暂停使用。同年3月26日，首都机场3号航站楼D区恢复使用。

## 机场设施
首都机场位于北京市东北方向，距离天安门广场25.35公里。北京首都国际机场拥有三座航站楼，两条4E级跑道、一条4F级跑道，以及旅客、货物处理设施。

### 航站楼

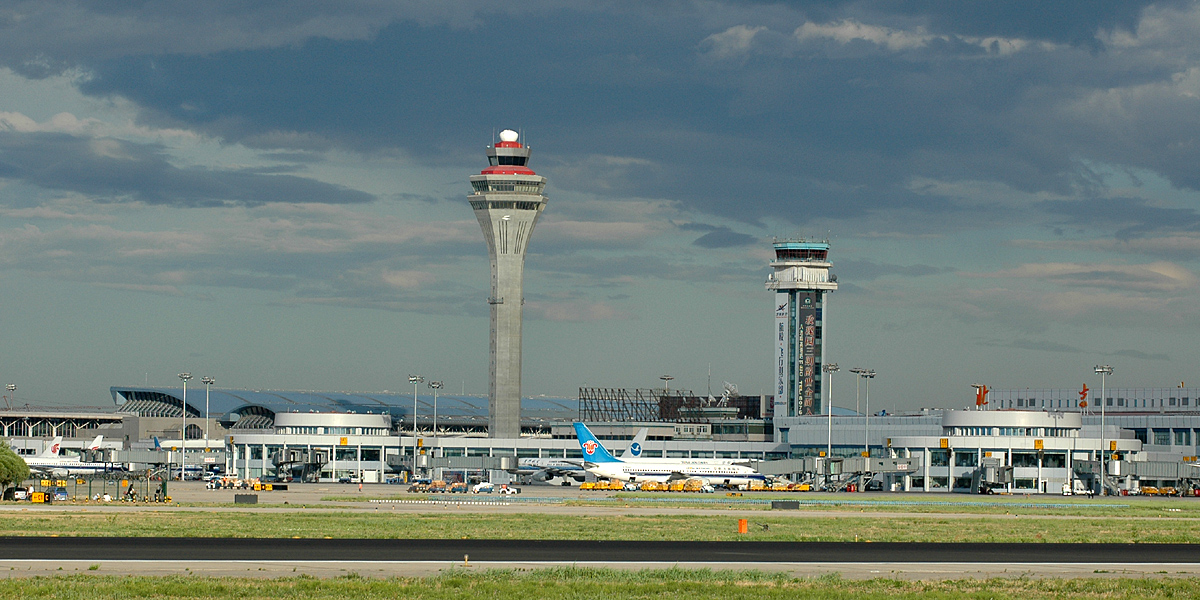
新(高)旧两个航空管制塔台,1号航站楼和2号航站楼

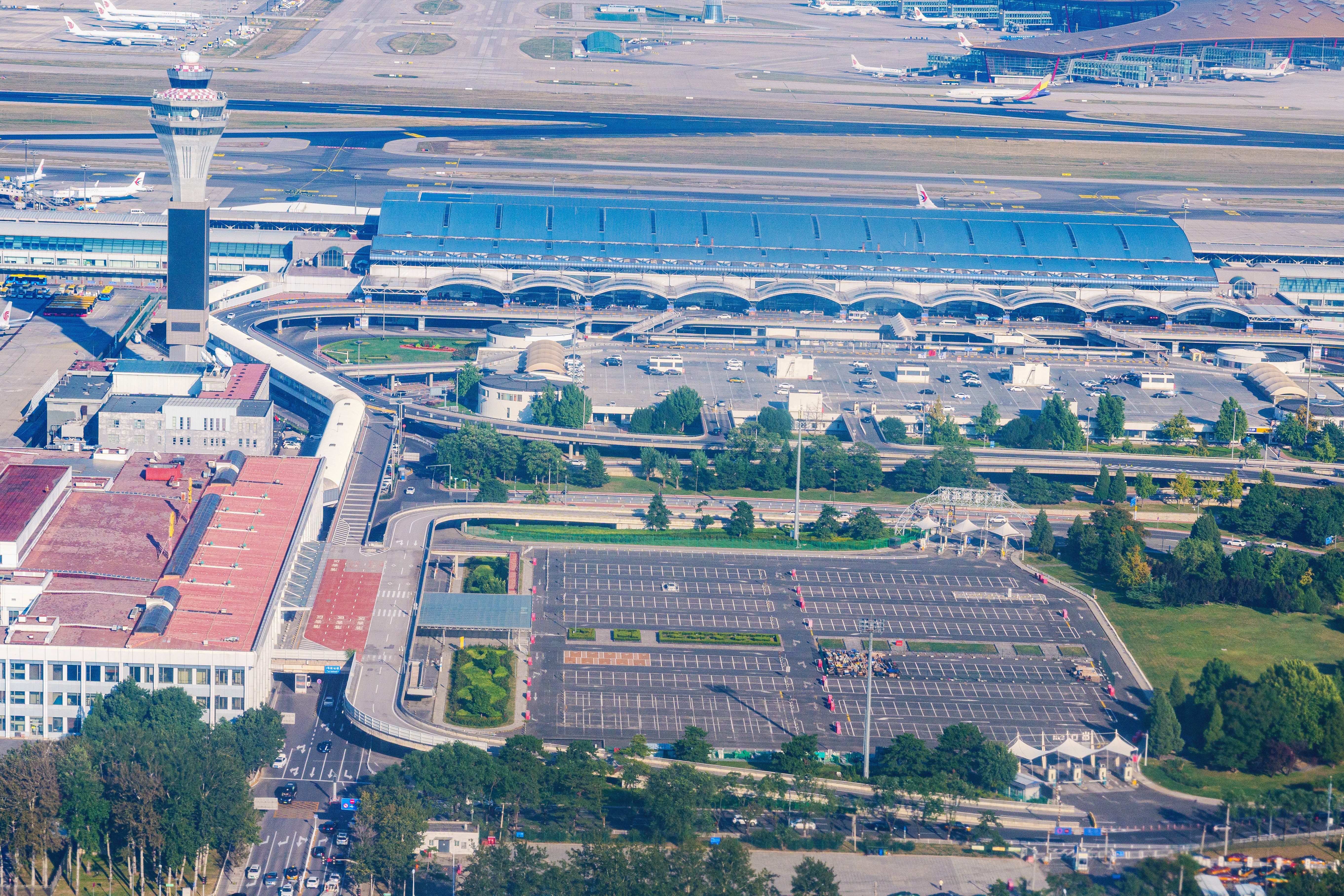
从西跑道眺望1号航站楼和2号航站楼

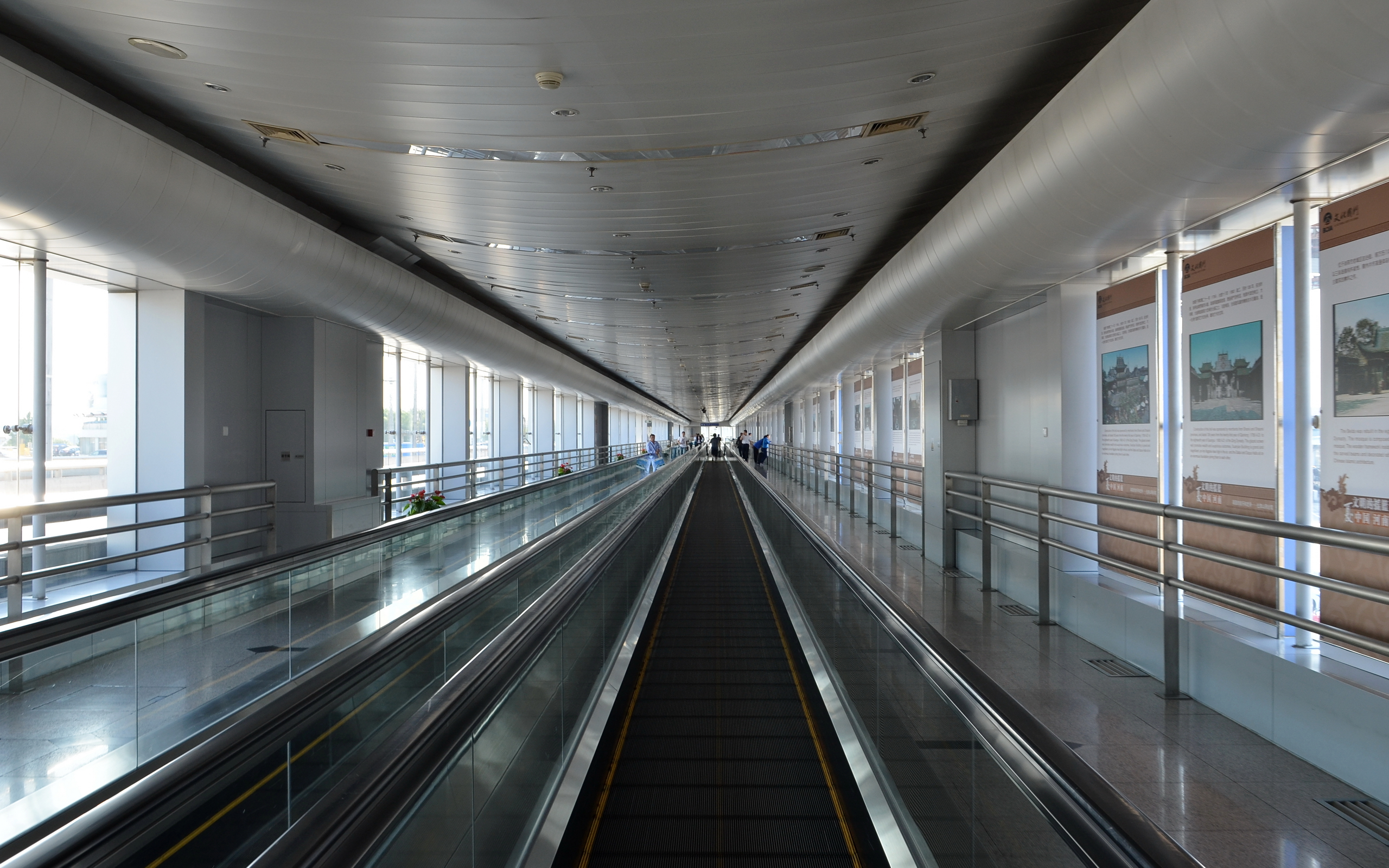
北京首都国际机场T1航站楼与T2航站楼之间连接通道

除货运区外，首都国际机场拥有3座旅客航站楼、1座专机航站楼和1座公务机航站楼。根据机场管理方面的规划，机场1号航站楼目前暂时停止运营；2号航站楼承担中国东方航空和子公司上海航空及所有天合联盟其下的航空公司成员、海航航空集团旗下海南航空、大新华航空、金鹿航空、大新华快运航空的國內、国际及港澳台航班起降服务；3号航站楼承担中国国际航空和子公司山东航空、深圳航空、星空联盟和寰宇一家其下的航空公司成员以及其它外籍航空公司的航班起降服务。
2010年8月13日，3号航站楼新建无线网络“Airport WiFi（FREE）”投入使用，這是首都機場最後一個投入使用的無線網絡的航站樓，同時標誌著整個机场已被无线网络覆盖。旅客可免費上網，但需凭有效证件領取帳號，並經实名认证后方可登录互联网，每人每日最多可申领3个帳号，一个帳号可免费上网5小时。
1号及2号航站楼的区划属于北京市朝阳区首都机场街道（是朝阳区飞地，為顺义区包圍），以及北京市顺义区李桥镇及天竺地区。3号航站楼的区划属于北京市顺义区天竺地区以及南法信地区。

#### 1号航站楼
1号航站楼于1980年1月1日启用，有十个登機門，规模相对较小。直到1999年，这是机场唯一的一座航站楼。在2号航站楼开放之后，1号航站楼即关闭翻新。1号航站楼在2004年9月20日重新开放，运行中国南方航空以及厦门航空的国内航线。改造后航站楼总建筑面积约为7.8万平方米，年设计旅客吞吐量约为900万人次，有17条安检通道。2008年5月20日，南航及其他航空公司转入2号航站楼运行，海航航空集团獨立運營1號航站樓。2020年5月3日起，海航航空集团航班亦全部轉入2號航站樓運行，1號航站樓關閉並將進行改造。
2023年8月1日，1号航站楼空侧区域以“西区卫星厅”的名义重新启用，唯旅客只能从2号航站楼乘摆渡车前往。
1号航站楼楼层分布
| 3F | 餐厅，购物区 |                                                                                  |
| 2F | 国内出发     | 国内航班值机、安全检查、行李托运、去往2号航站楼通道；登机口、休息室、商铺        |
| 1F | 国内到达     | 行李提取；机场大巴、长途车、机场接驳巴士（去往2、3号航站楼）；远机位登机口、商铺 |

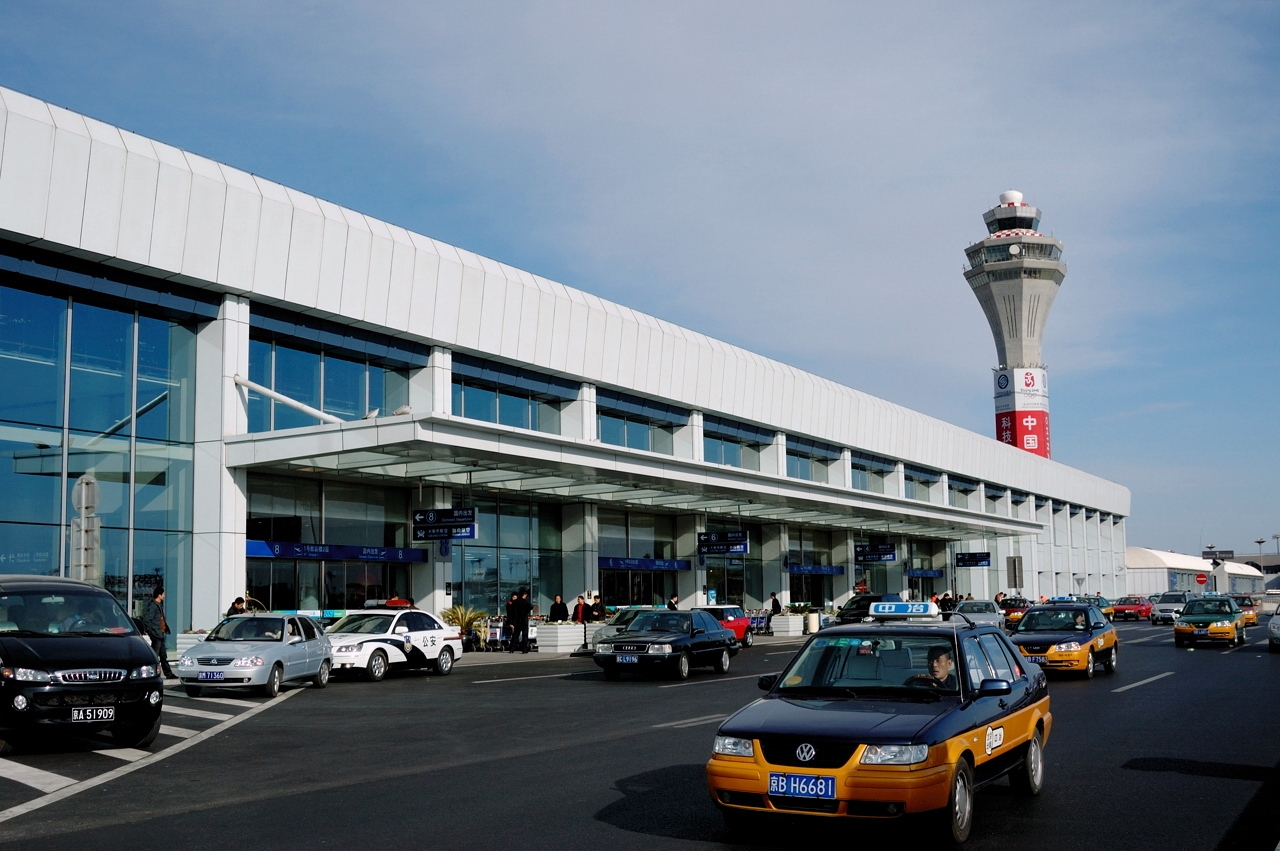
1号航站楼前
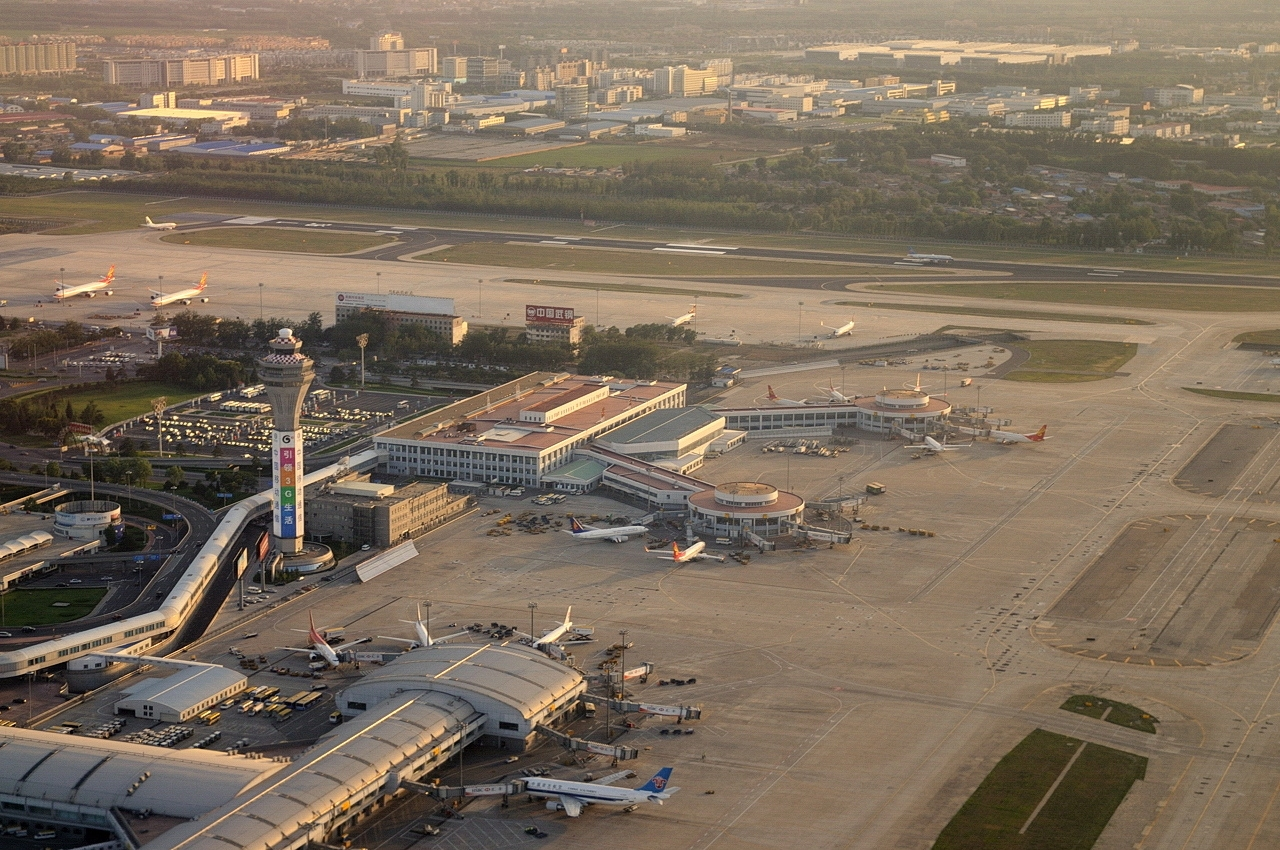
空中俯瞰1号航站楼前
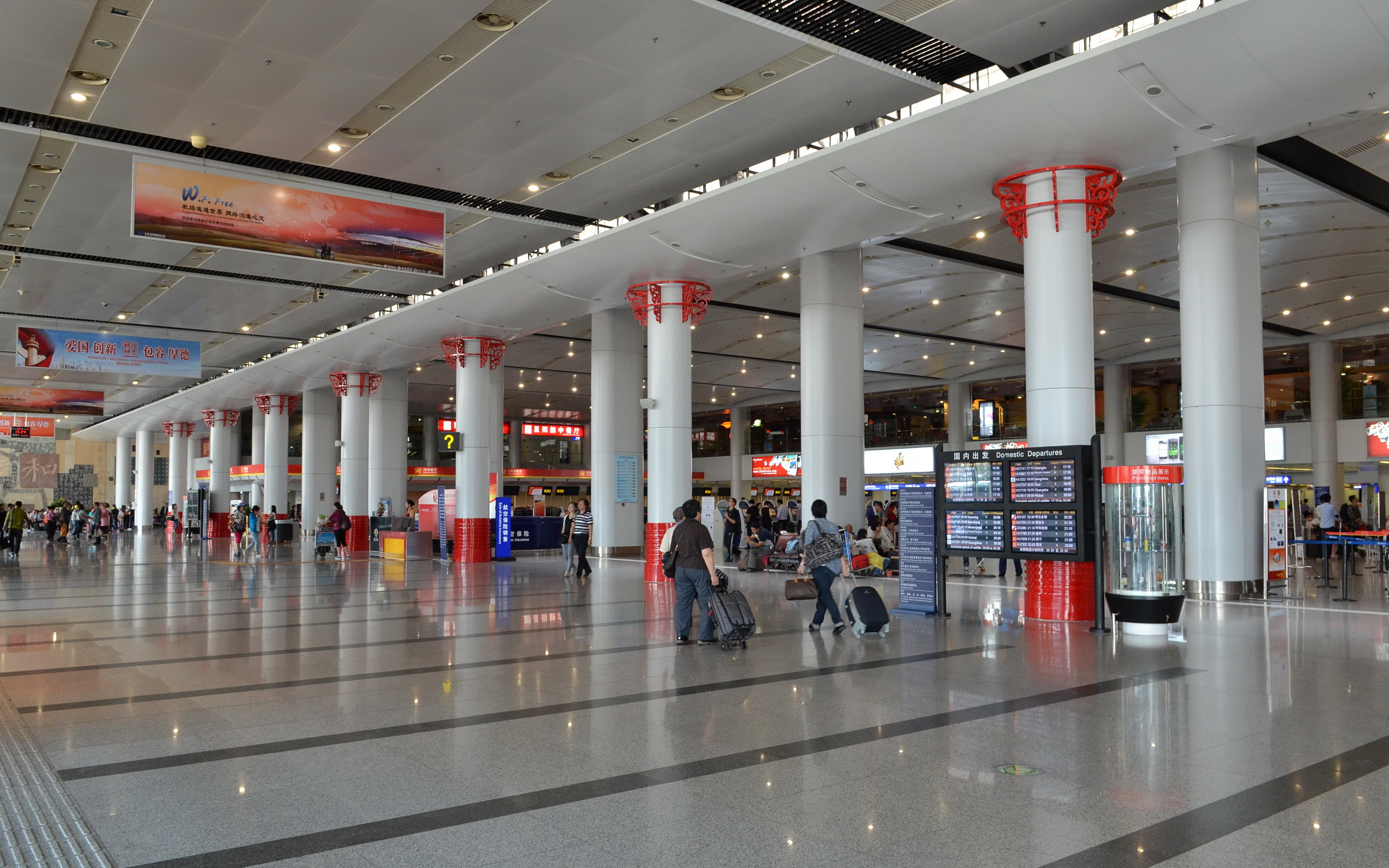
1号航站出发大厅
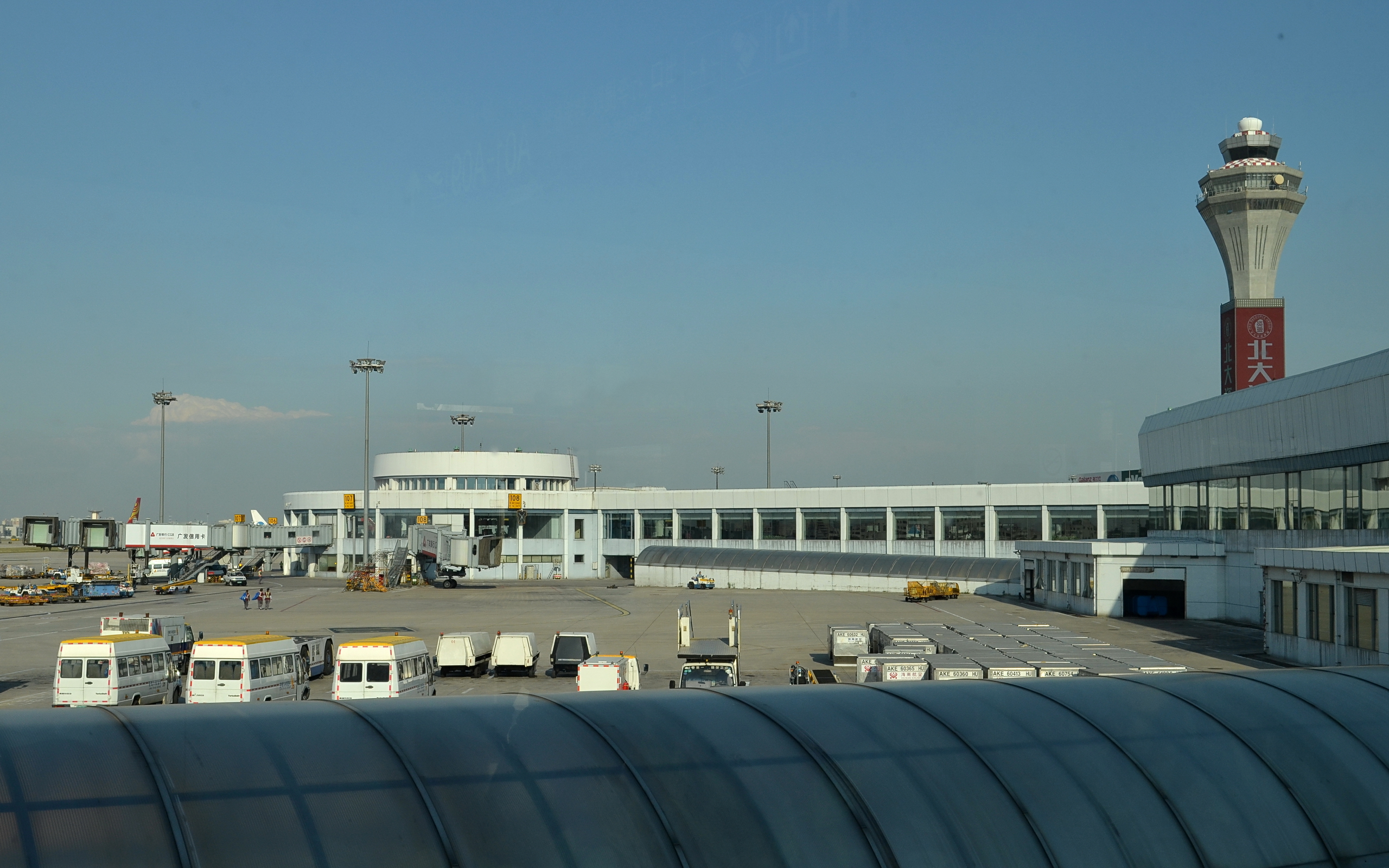
T1航站楼卫星厅
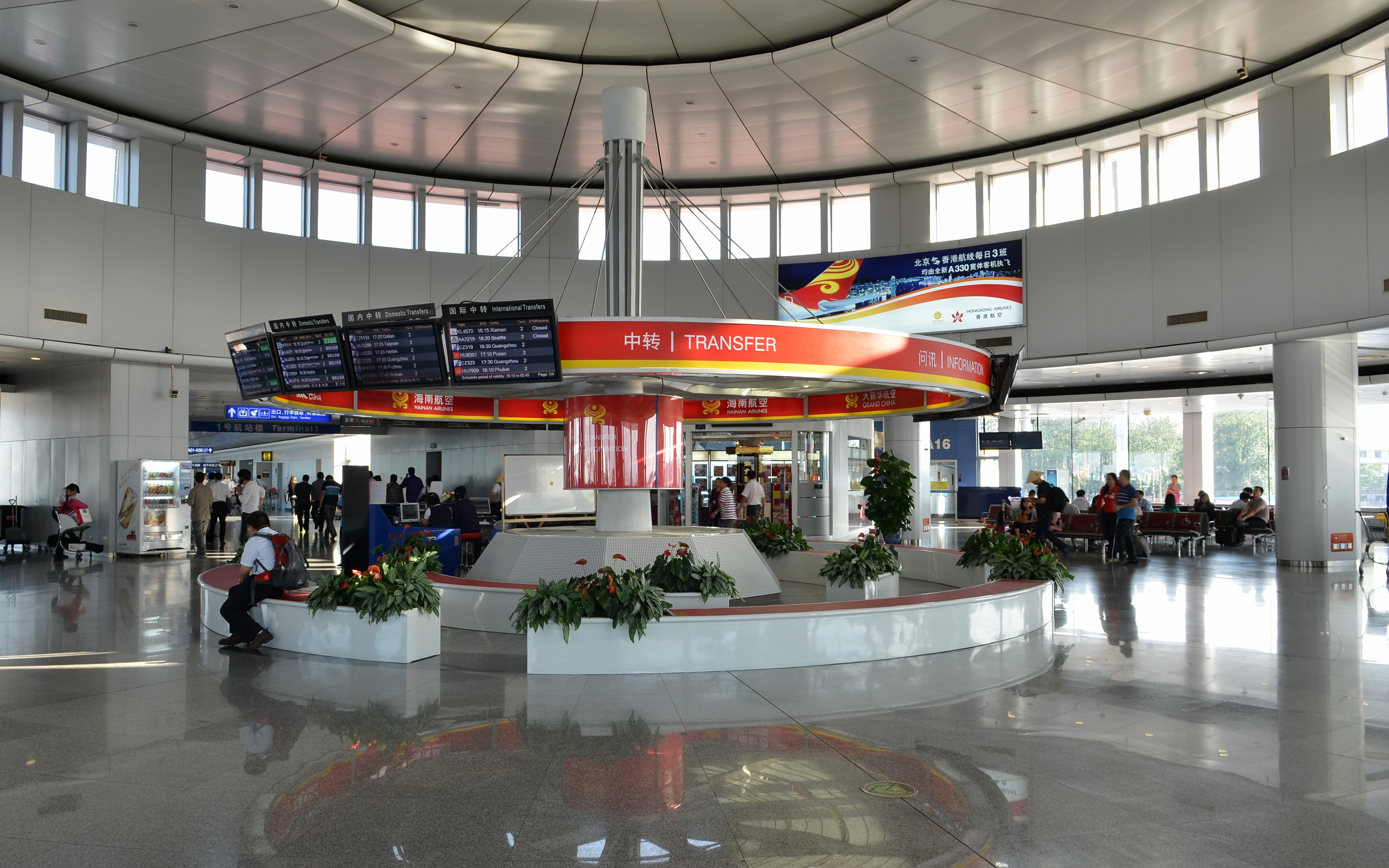
1号航站卫星厅内部候机厅

#### 2号航站楼

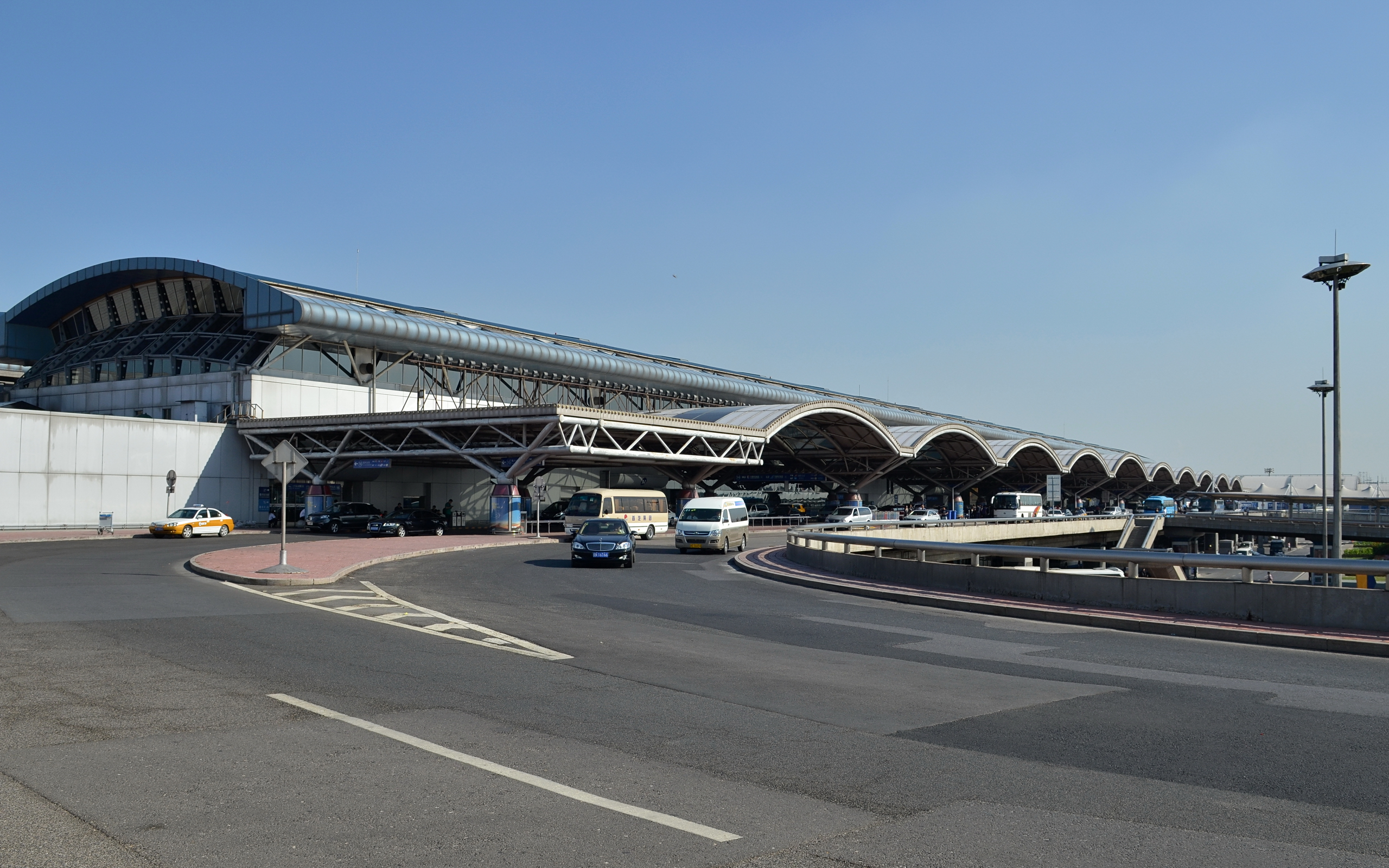
2号航站楼

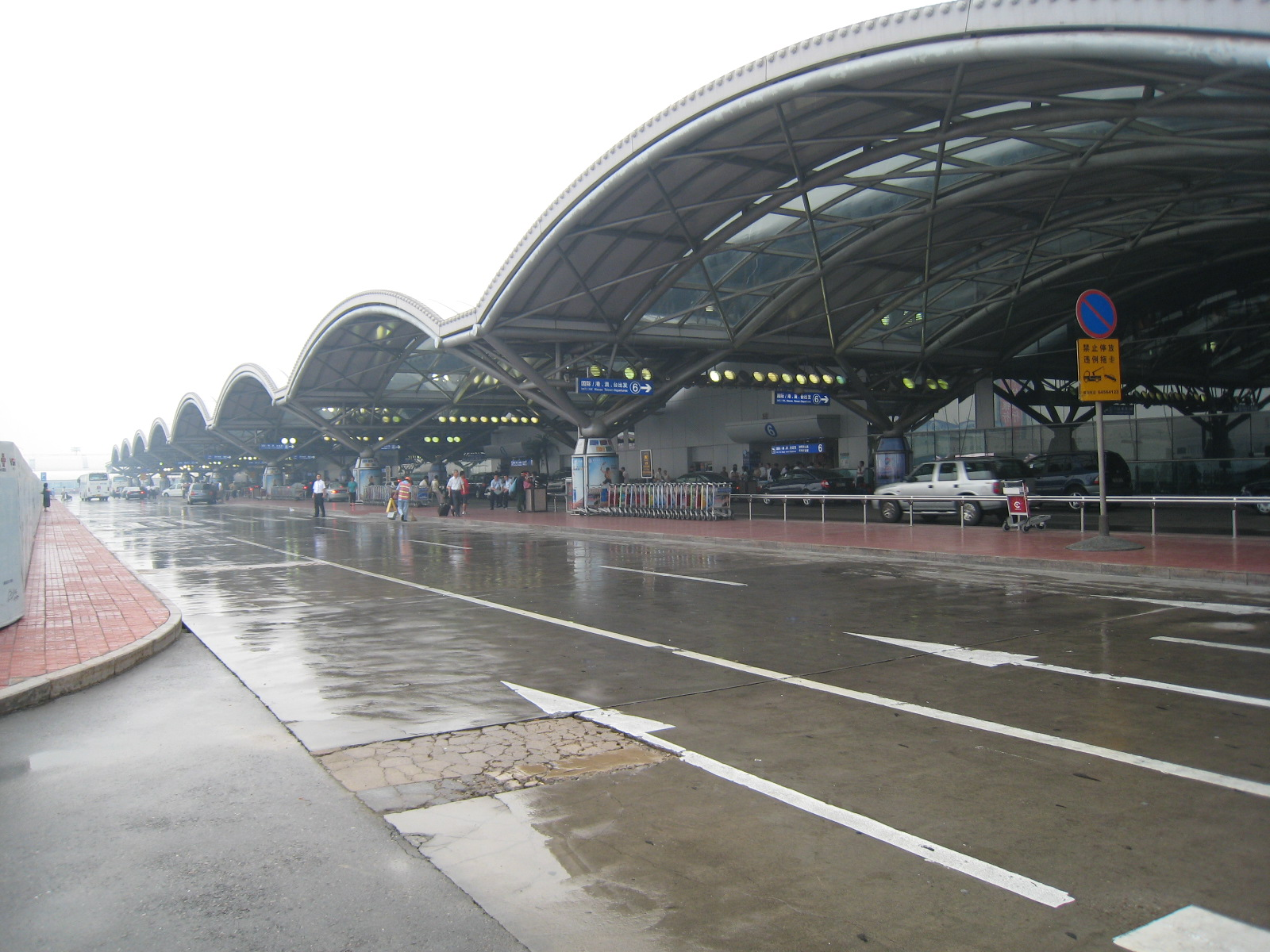
2号航站楼出发大厅出入口

2号航站楼于1999年9月20日开始试运行，同年11月1日全面投入使用，主要承担天合联盟成員（除中华航空）及其子公司国内、国际航線，中国国际航空部分国内航线，四川航空国内线，海航航空集團航空公司國內、國際航線及其他航空公司航班业务，中国南方航空及廈門航空的国内、国际航线在转场至大兴机场前也曾长期在2号航站楼办理航班业务。航站楼內国际出發區域設有天合联盟和海南航空開設的專屬貴賓室。1、2号航站楼之间由通道连接并设置自动步道。
2号航站楼楼层分布
| 3F  | 餐厅，购物区          | |
| 2F  | 国际、国内出发        | 国际航班值机、国际航班联检区（海关、检疫、边防、安检）；国内航班值机、国内航班安检；行李托运、登机口、休息室、商铺、去往1号航站楼通道 |
| 1F  | 国际、国内到达        | 国际联检区（检疫、边防、海关）、行李提取、机场大巴、长途车、机场接驳巴士（去往1、3号航站楼）；远机位登机口、商铺                      |
| -1F | 国际、国内到达        | 商铺、去往首都机场线2号航站楼站、2号停车楼                                                                                            |
| -2F | 首都机场线2号航站楼站 | |

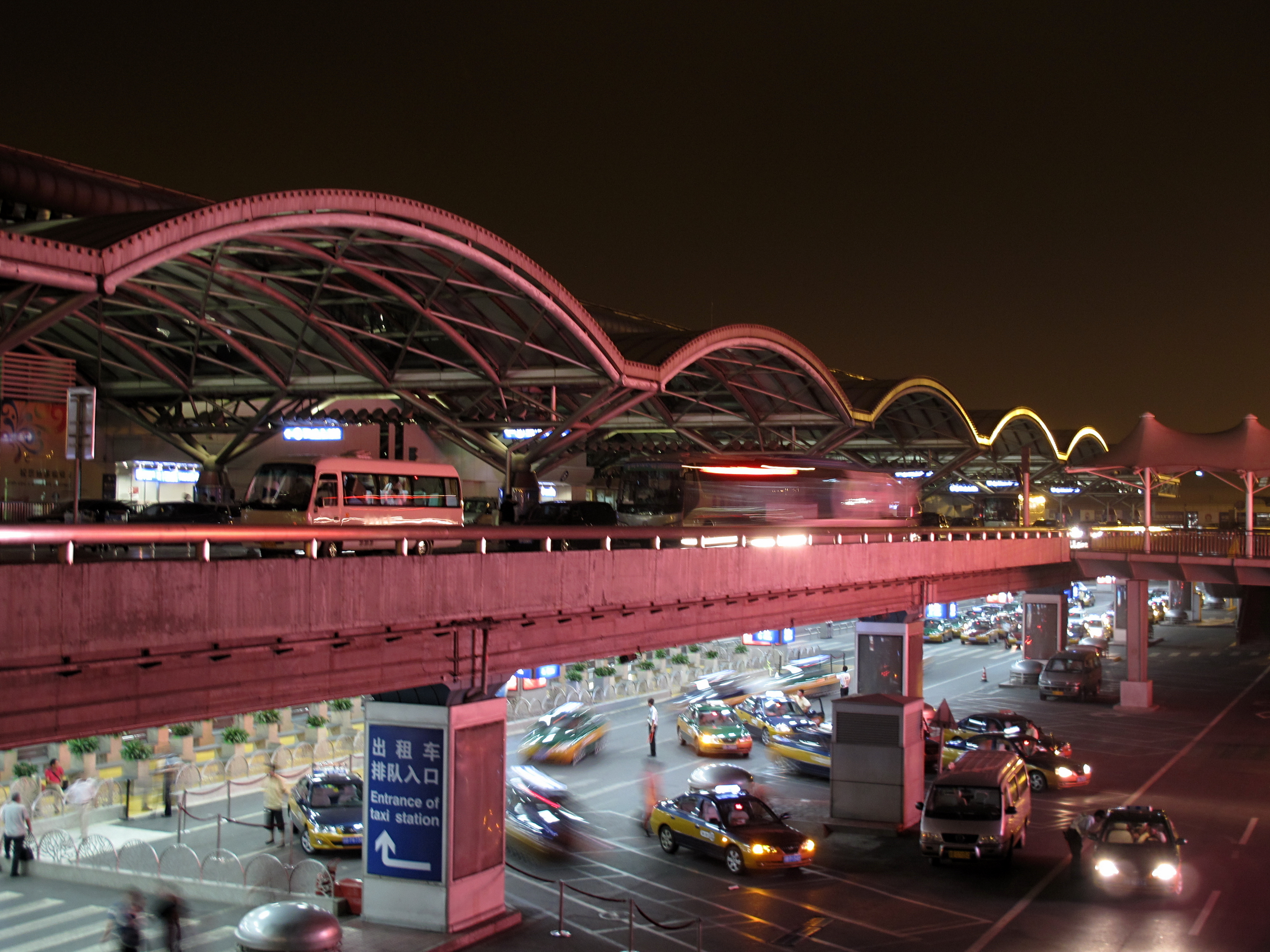
2号航站楼出入口,上层是出发层,下层是到达层
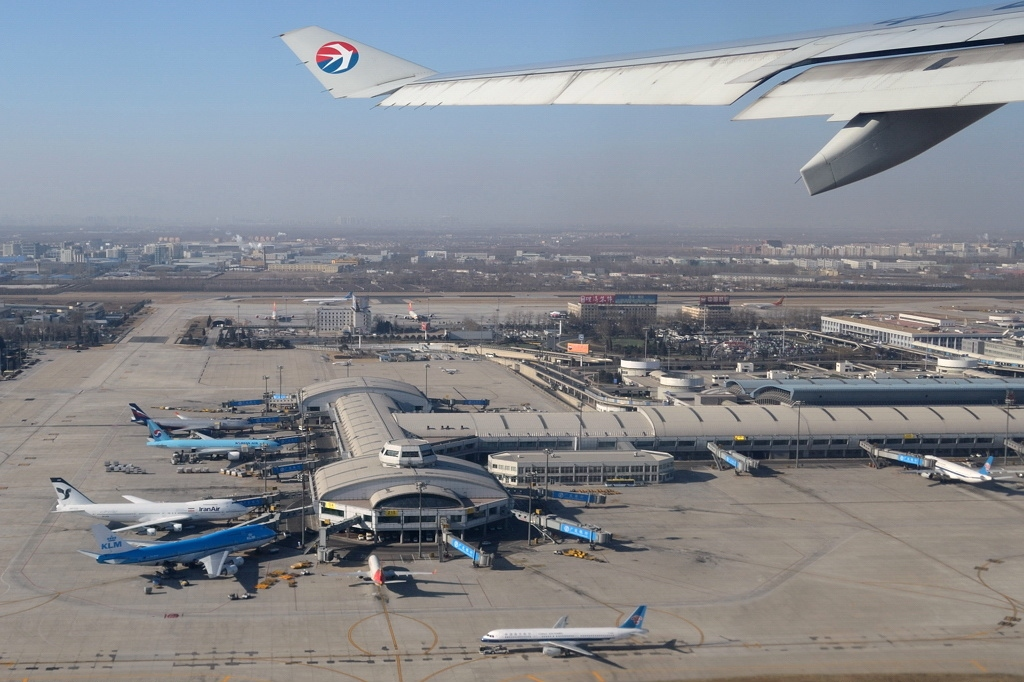
空中俯瞰2号航站楼南部
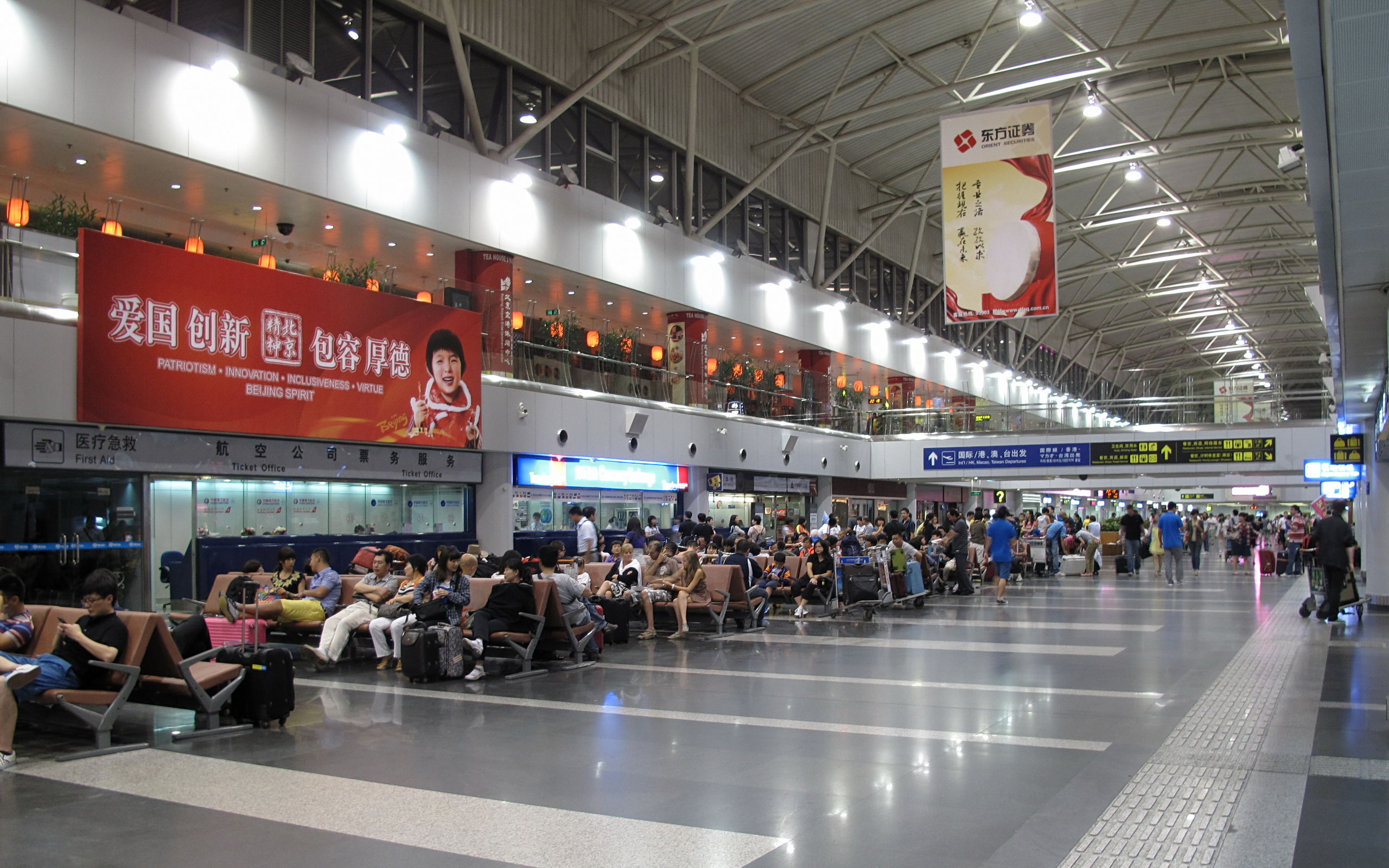
2号航站楼出发大厅
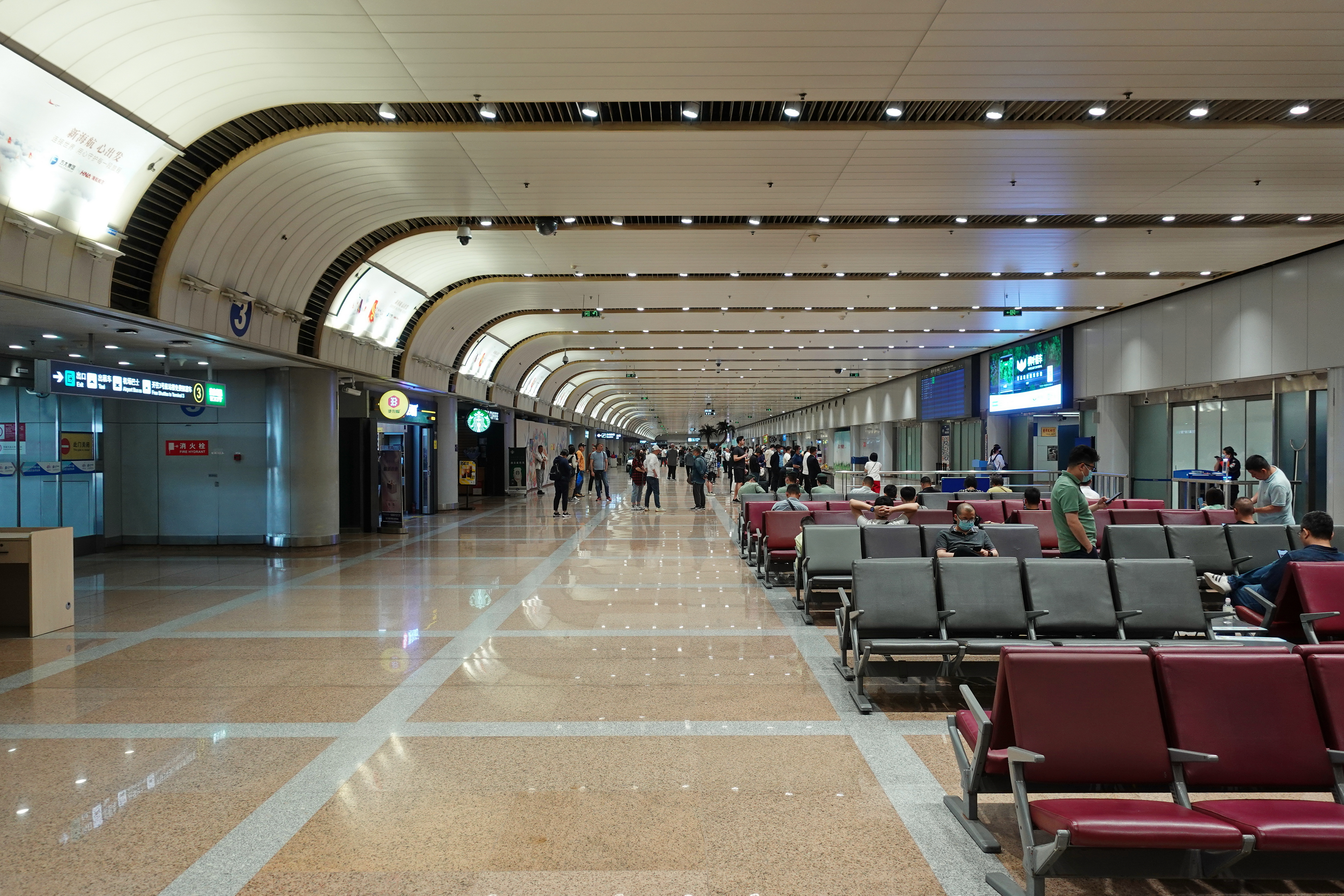
2号航站楼抵达大厅
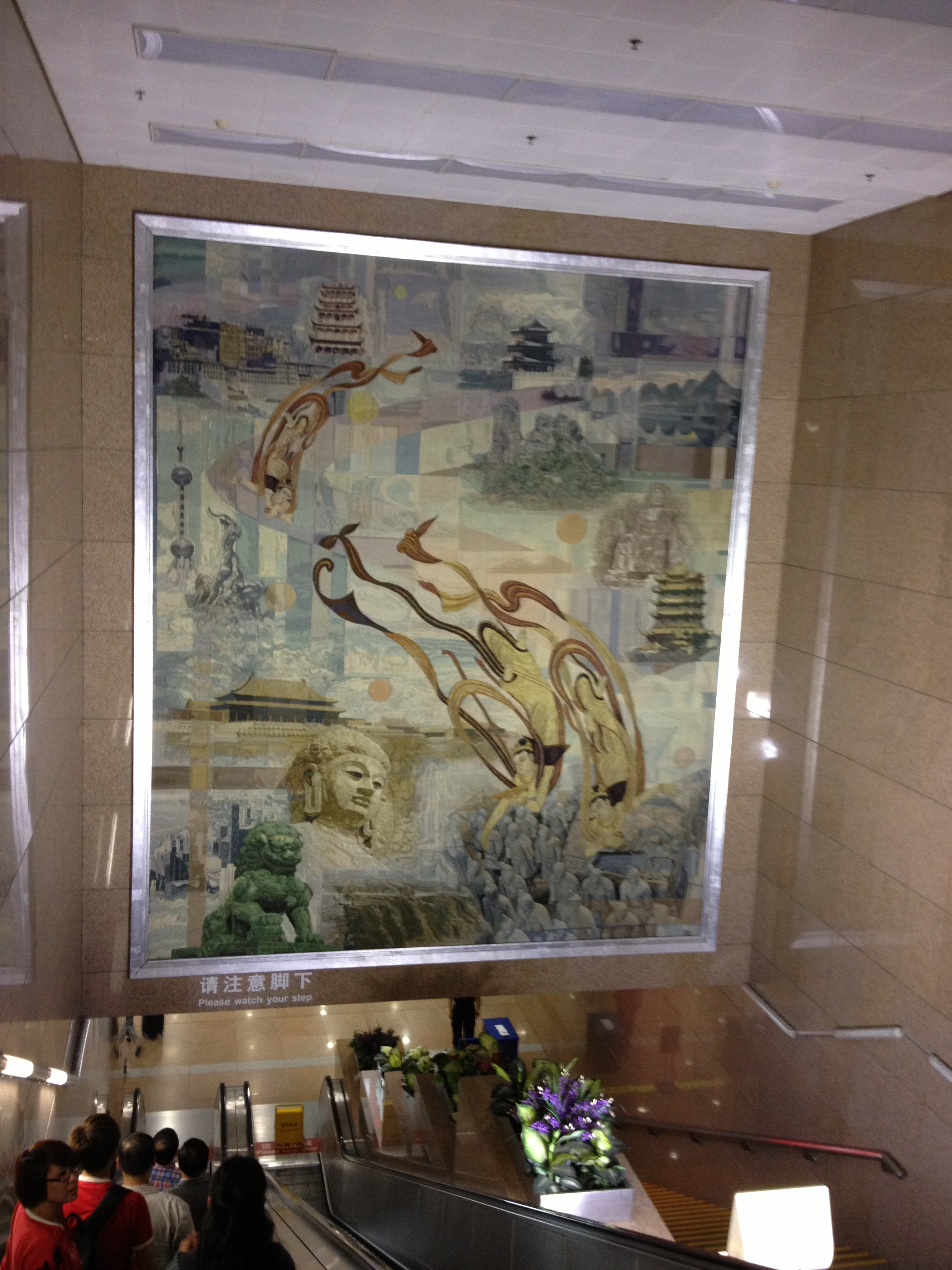
2号航站楼内一景
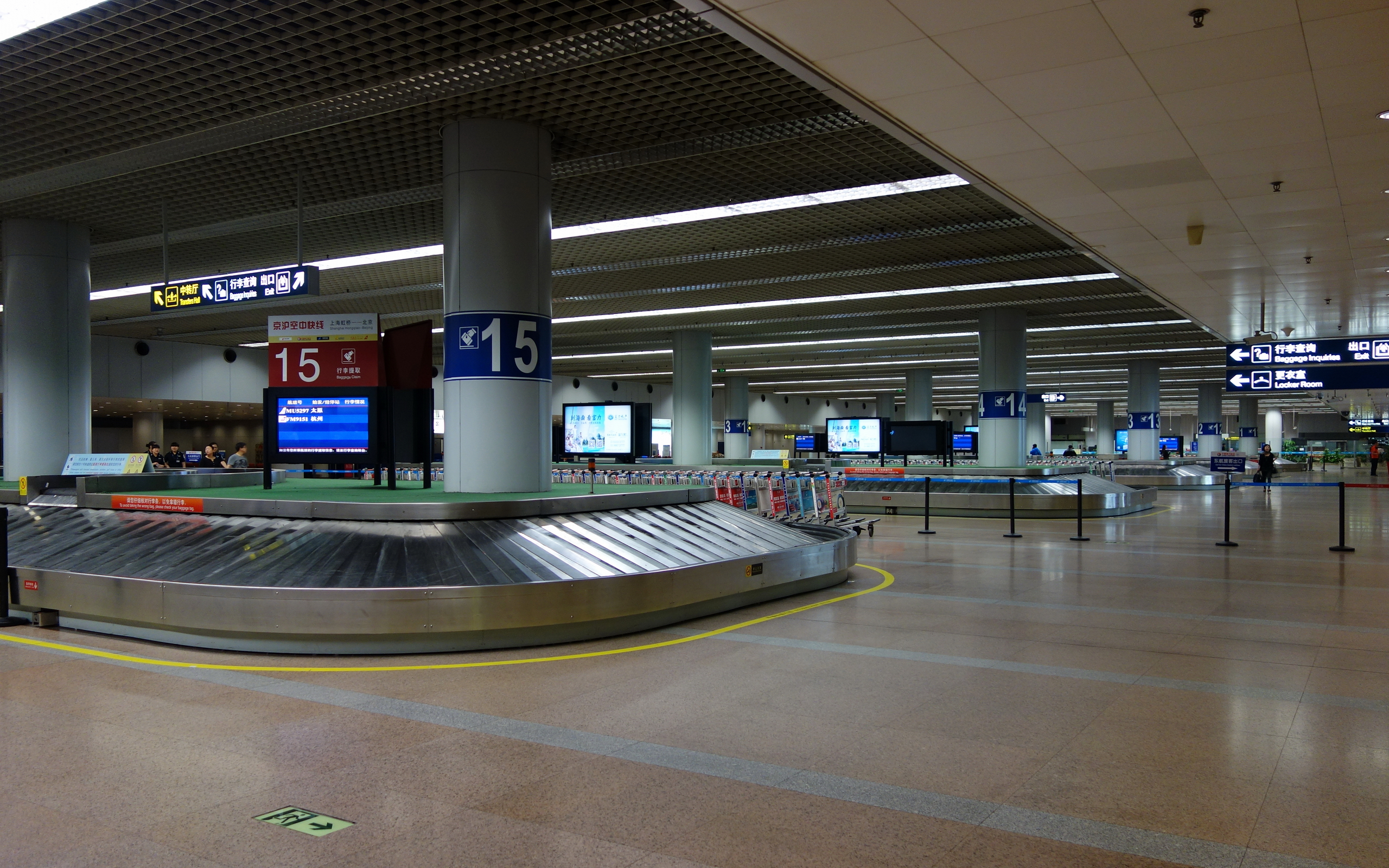
2号航站楼行李提取大厅
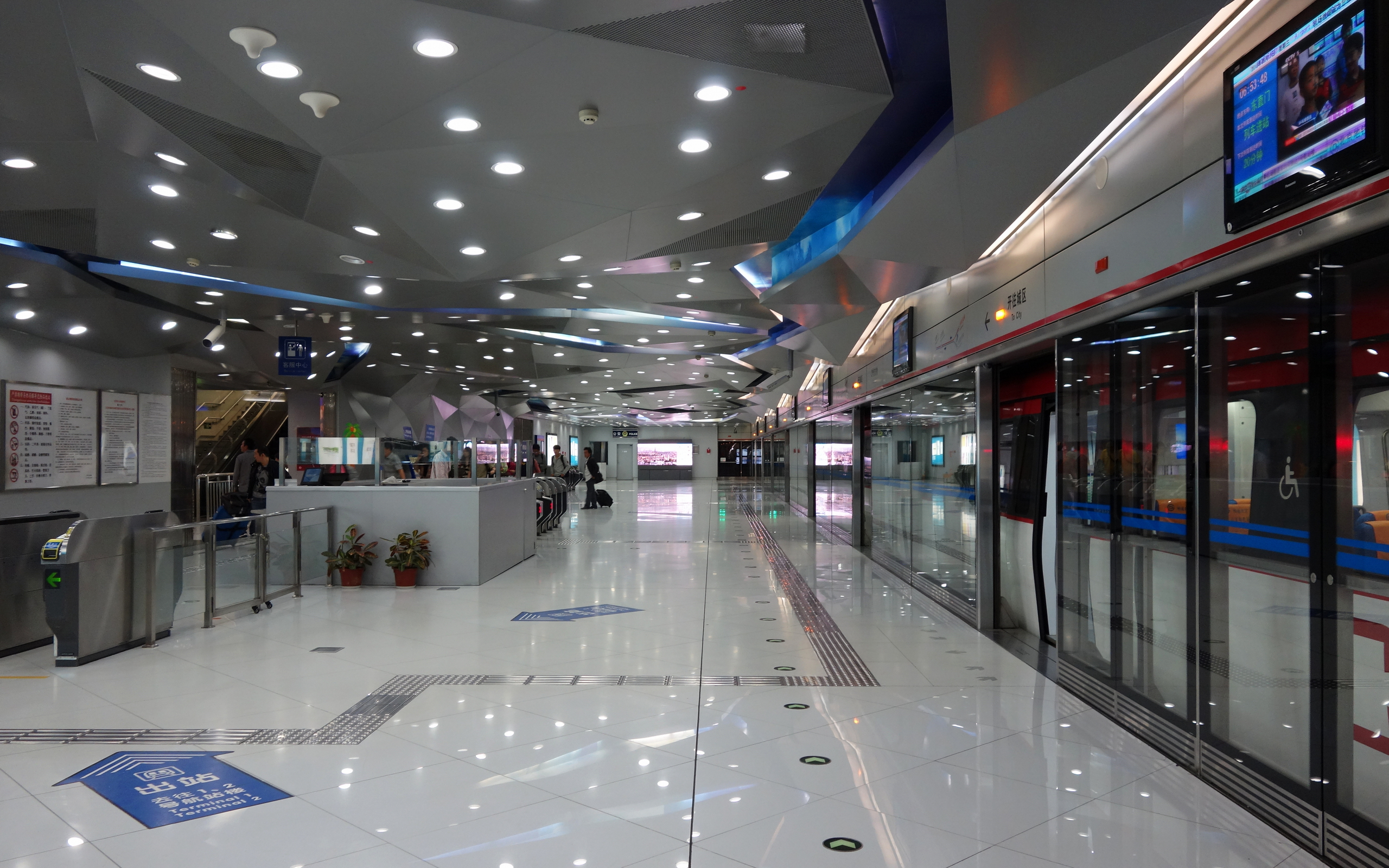
机场快轨2号航站楼站

#### 3号航站楼

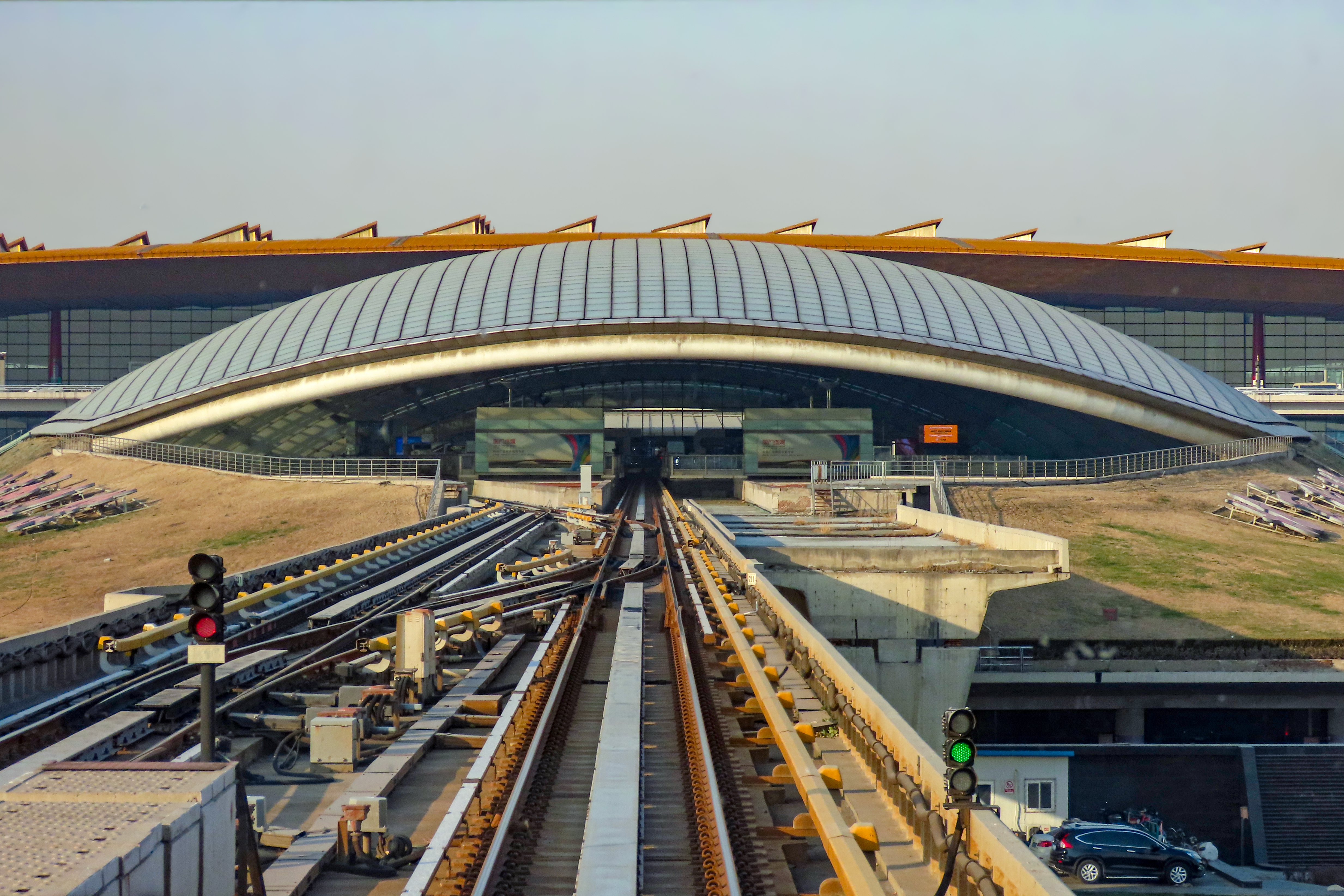
3号航站楼前交通枢纽GTC内机场快轨站

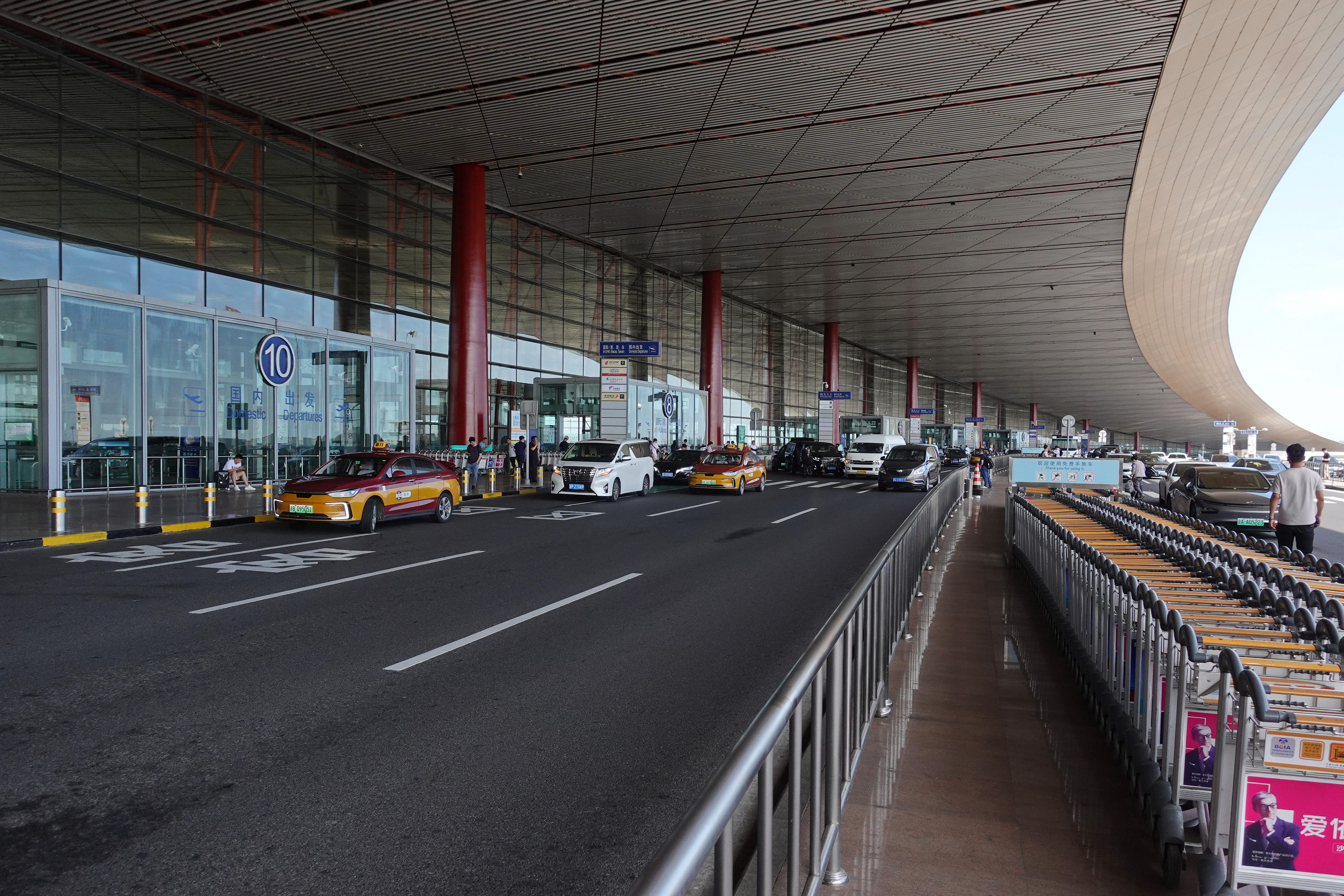
3號航站入口

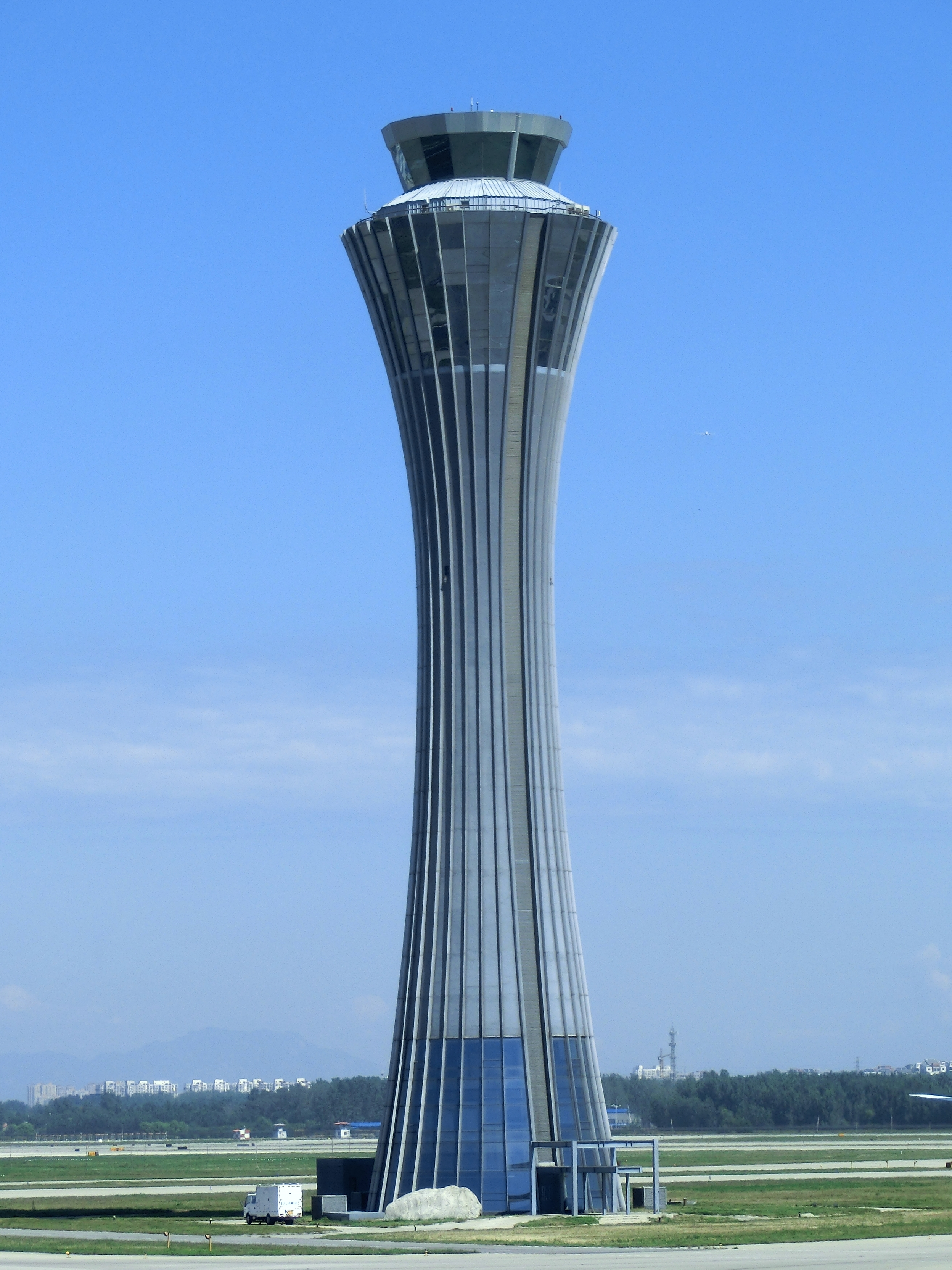
3號航站樓控制塔

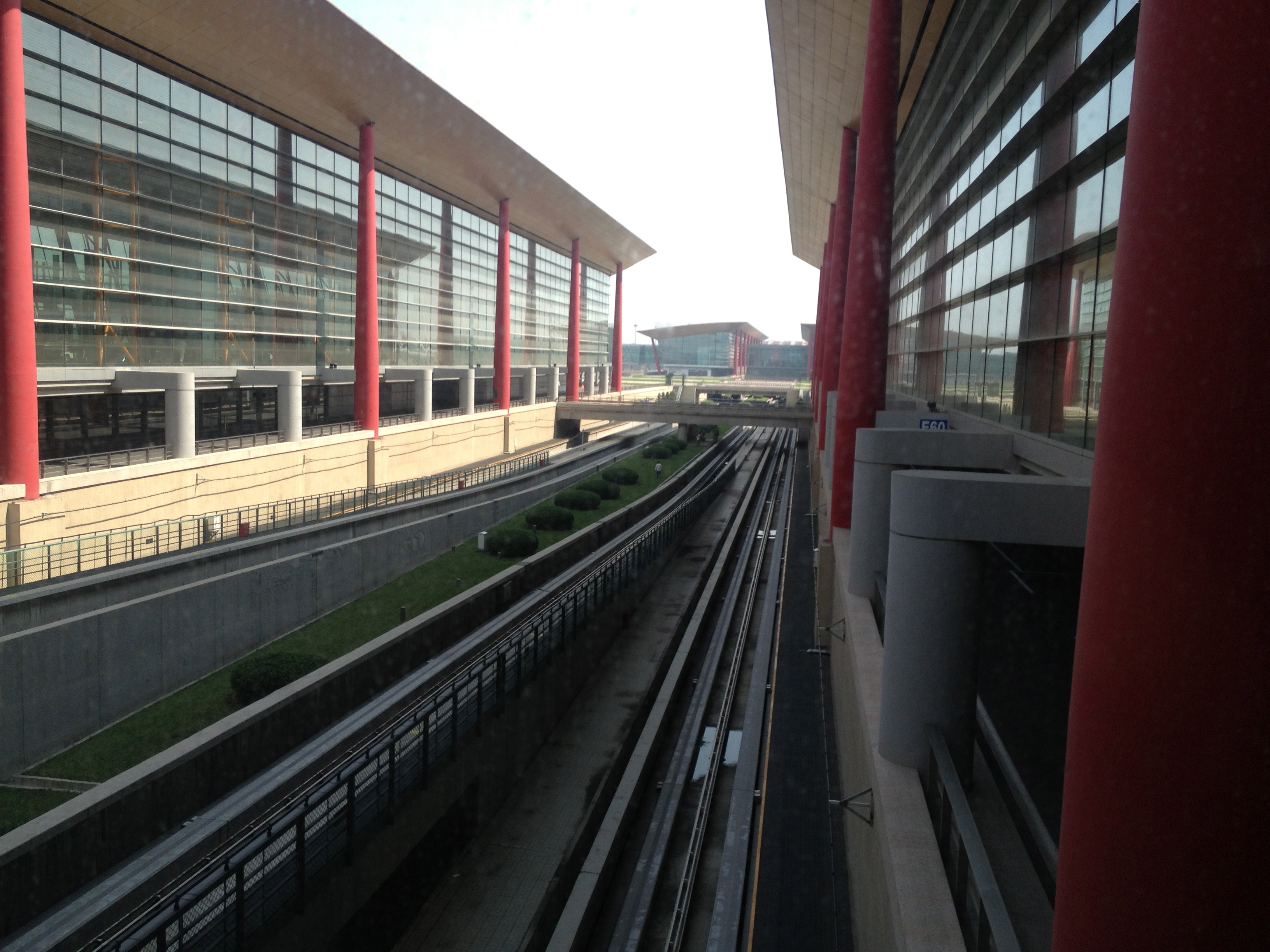
T3航站楼之间的捷运系统

2004年3月26日，随着3号航站楼T3A主楼工程及监理合同的签定，首都机场三期扩建工程拉开帷幕。首都机场是经国务院批准的国家重点工程，其中3号航站楼T3C主楼工程是整个扩建中最集中体现功能和形象的关键工程，工程量最大，技最复杂，建设任务最为艰巨。T3C主楼及其配套工程位于现有东跑道和新建跑道之间。该主楼由荷兰机场顾问公司（NACO）和英国诺曼·福斯特（Norman Foster）以及奧雅納（ARUP）组成的联合体共同设计。2007年11月23日主楼建成完工。
耗資270億元人民幣建成的3號航站樓是目前國際上第三大的航廈(僅次於北京大興國際機場和杜拜國際機場第三航廈)，同時亦是中国面積第二大的單體建築（同樣僅次於大興機場），其總建築面積為98.6萬平方米。3號主樓建筑面积为58万余平方米，仅单层面积就达18万平方米，拥有地面五层和地下两层，由T3-C主楼、T3-D、T3-E国际候机廊和楼前交通系统组成。T3-C主楼一层为行李处理大厅、远机位候机大厅、国内国际VIP；二层是旅客到达大厅、行李提取大厅、轨道交通站台；三层为国内旅客出港大厅；四层为值机、餐饮大厅；五层为餐饮区域。
三號航站樓共設有C、D、E三個功能區。C區用於國内國際乘机手续办理、國内出发及國内國際行李提取；D区曾用于2008年奧運会及殘奧會期间包機保障，自2013年4月18日起，中国国际航空的部分国内航班于T3-D运行，2022年北京冬奥会和冬残奥会期间又被用于包机保障；E区用于国际出发和到达。T3-C和T3-E呈“人”字形对称，在南北方向上遥相呼应，中间由红色钢结构的T3-D航站楼相连接。建筑面积42.8萬平方米，南北長2,900米，寬790米，建築高度45米。
首都机场3号航站楼转场工作分两期于2008年2月29日和3月26日进行。

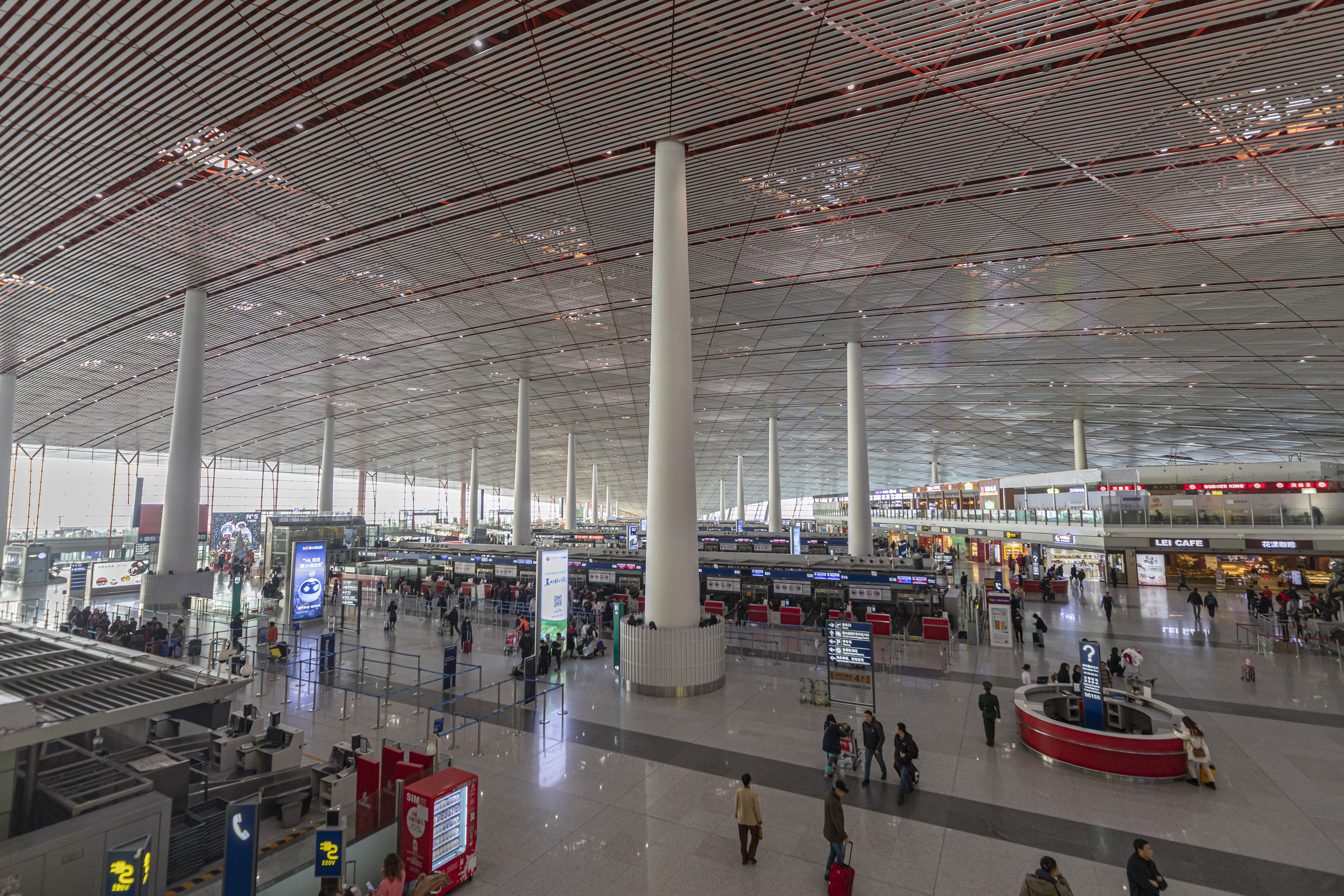
3号航站楼陆侧出发大堂
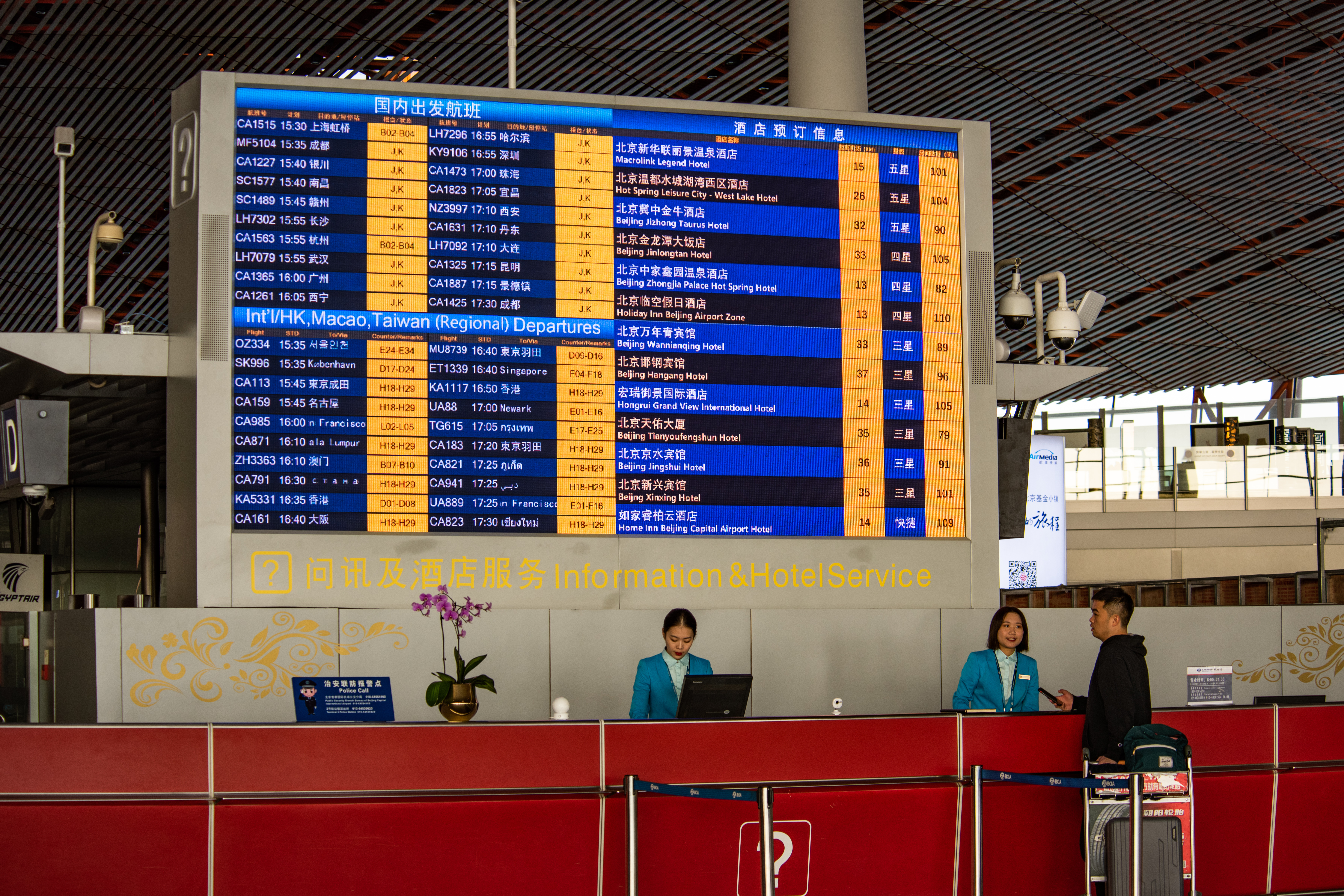
3号航站楼旅客服务中心
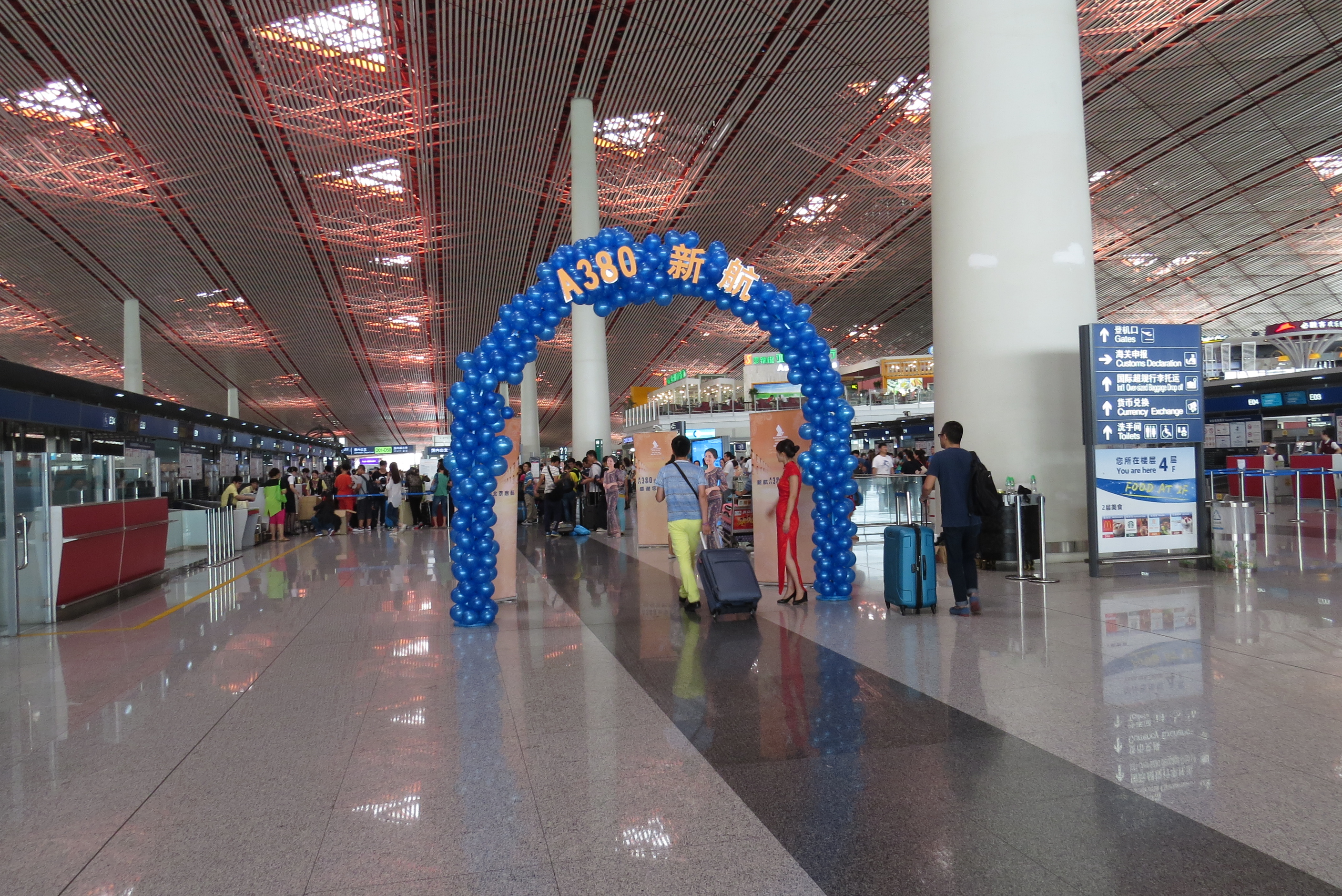
3号航站楼出发层值机入口
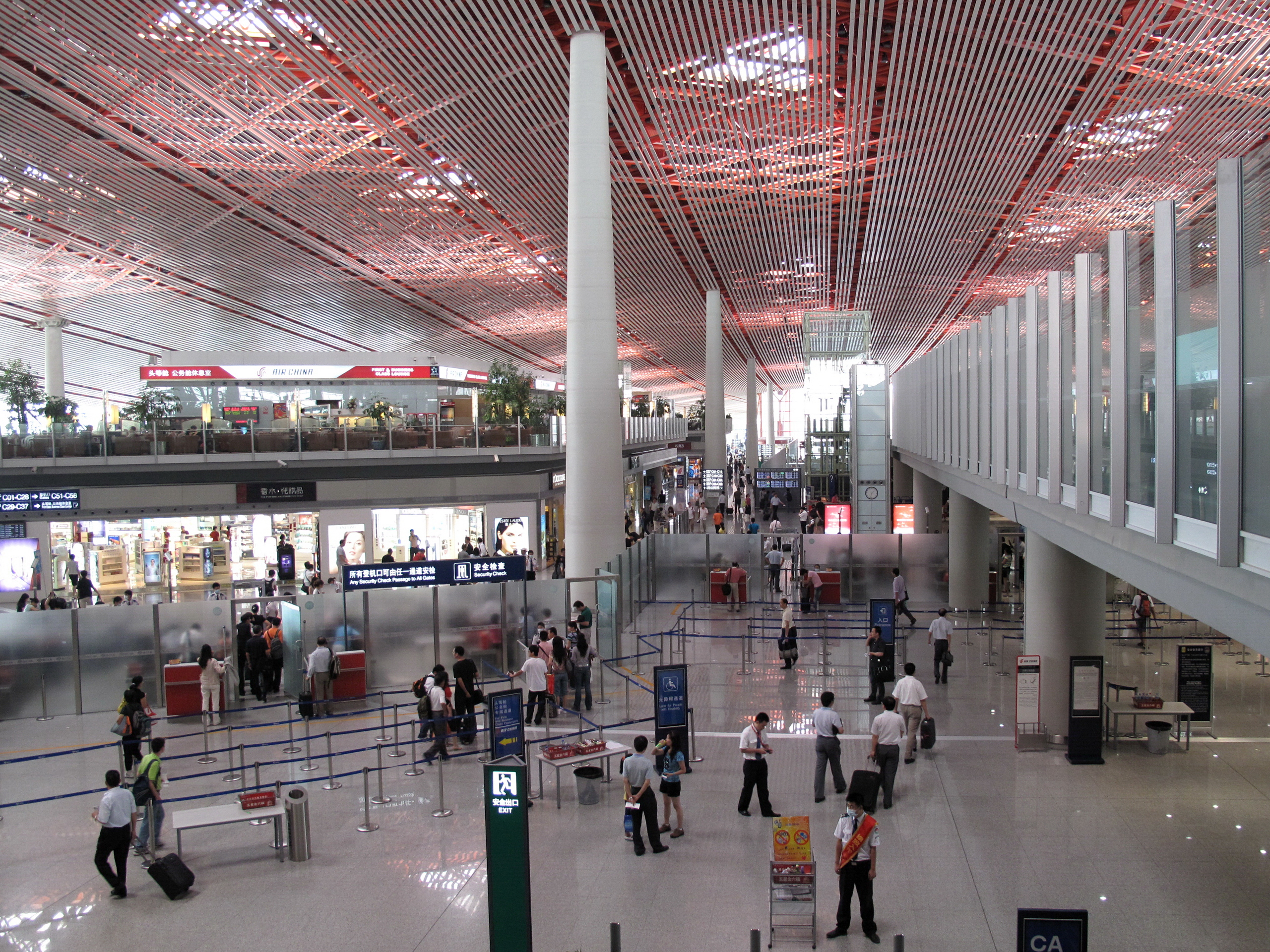
3号航站楼国内安检区
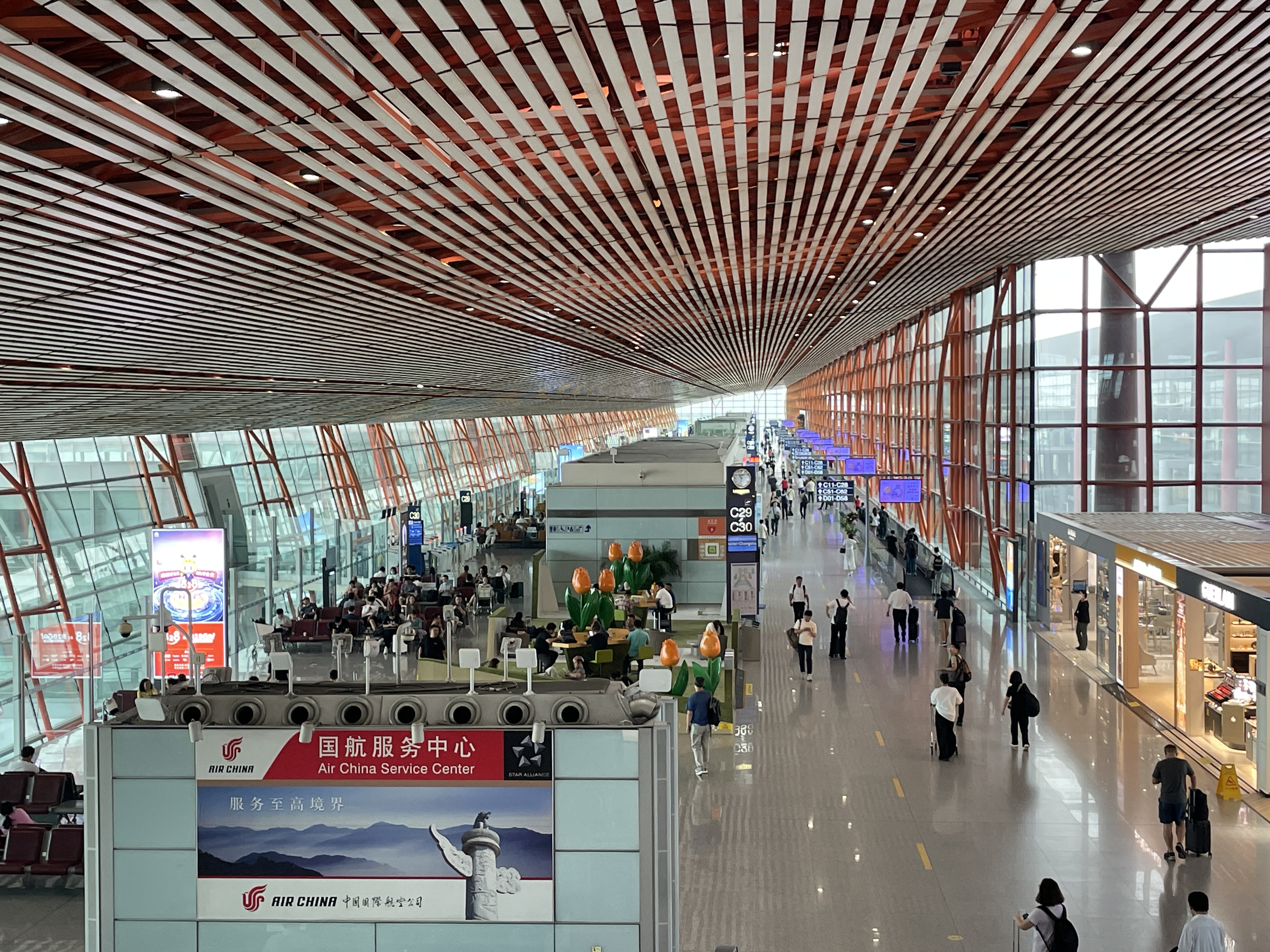
3号航站楼C区内景
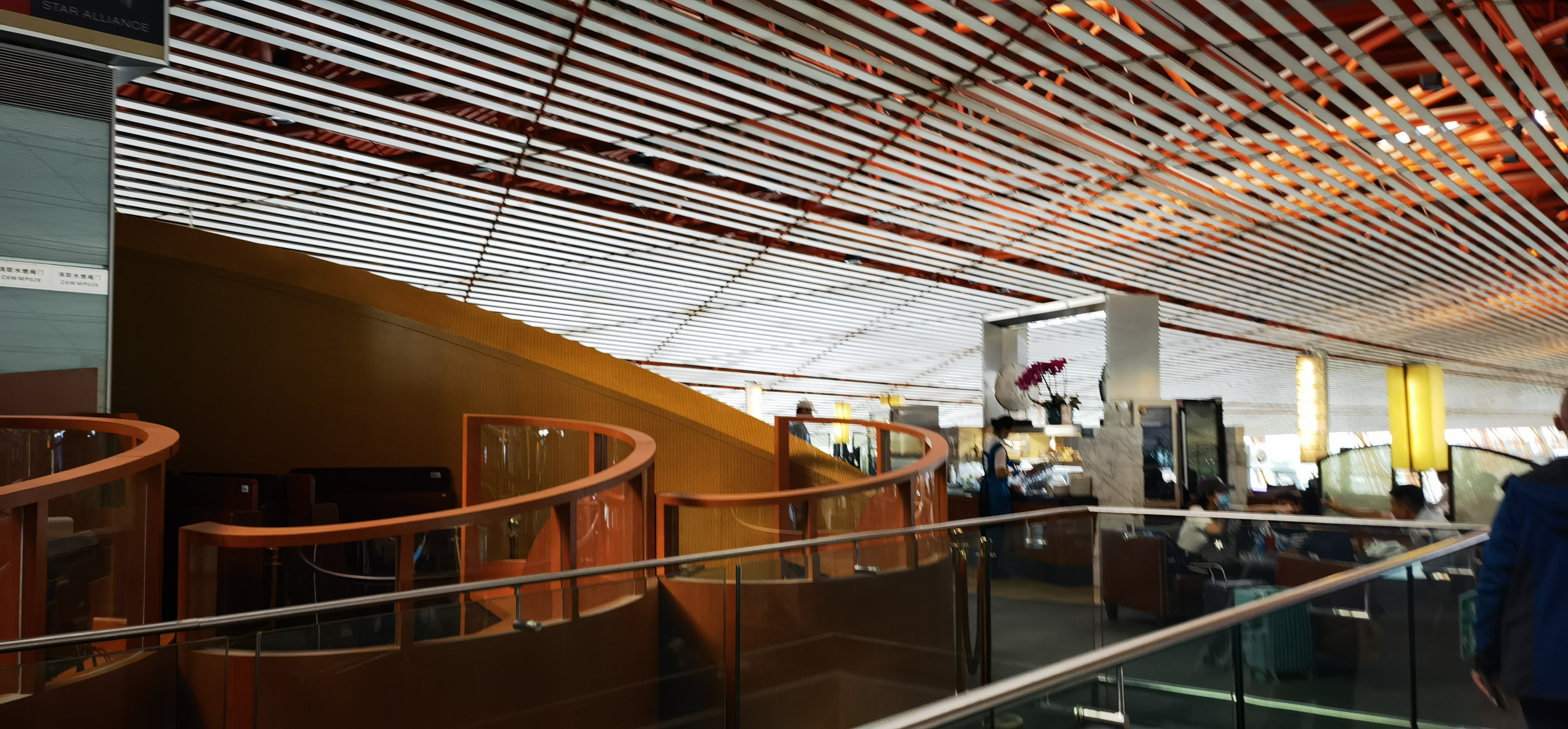
中国国航公务舱及金卡贵宾厅内部（T3C）
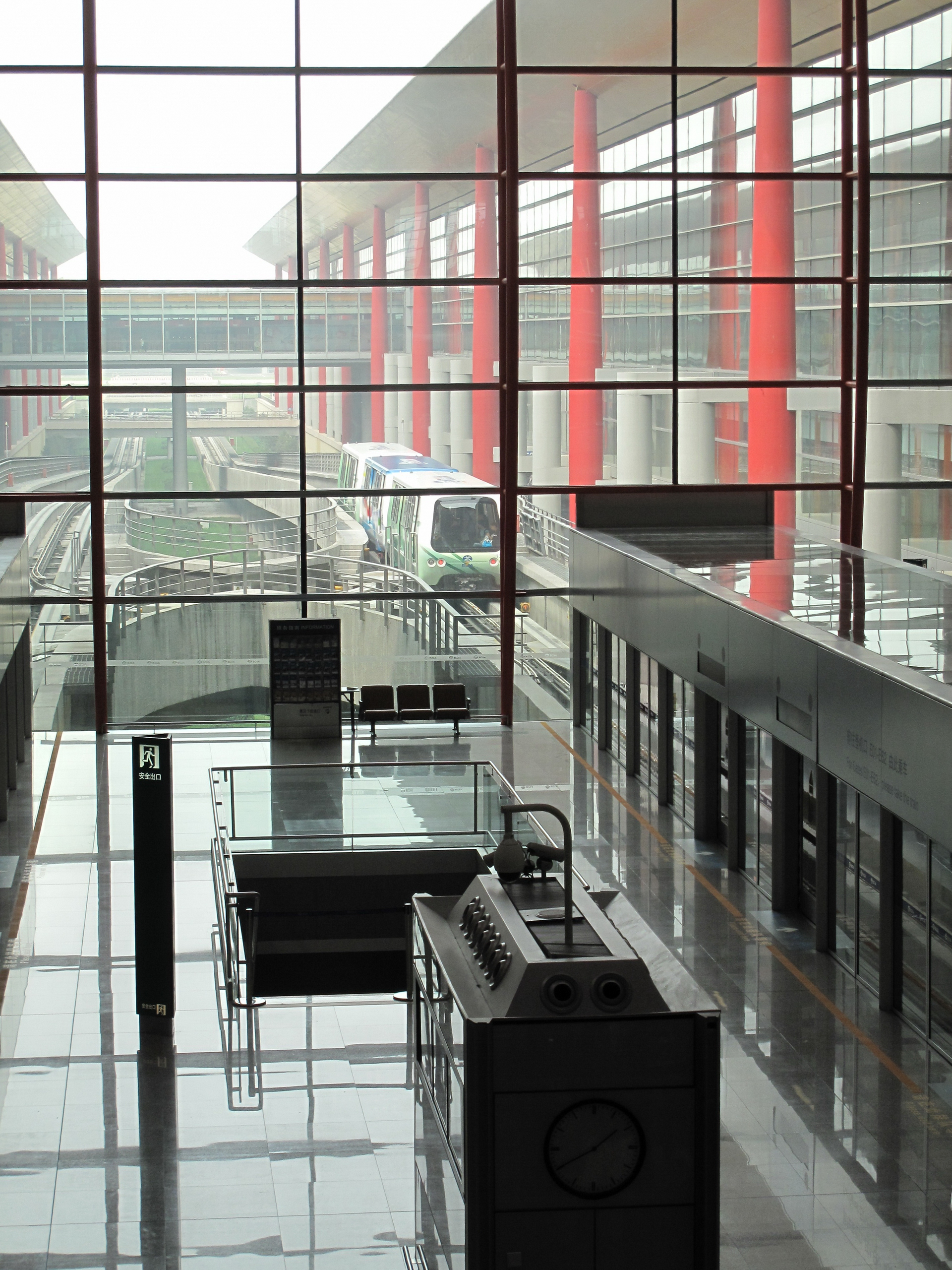
3号航站楼内部穿梭系统
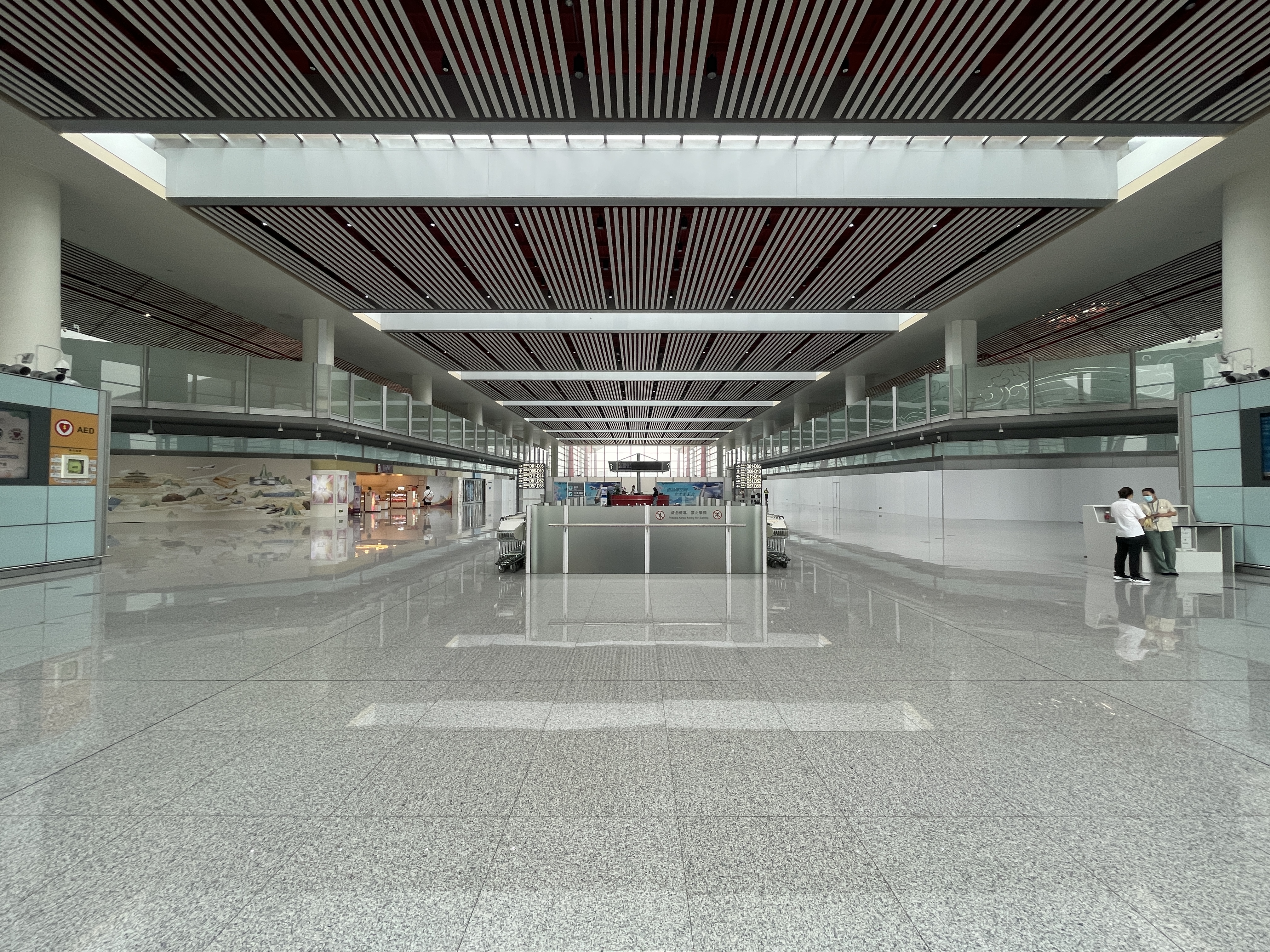
T3-D内部
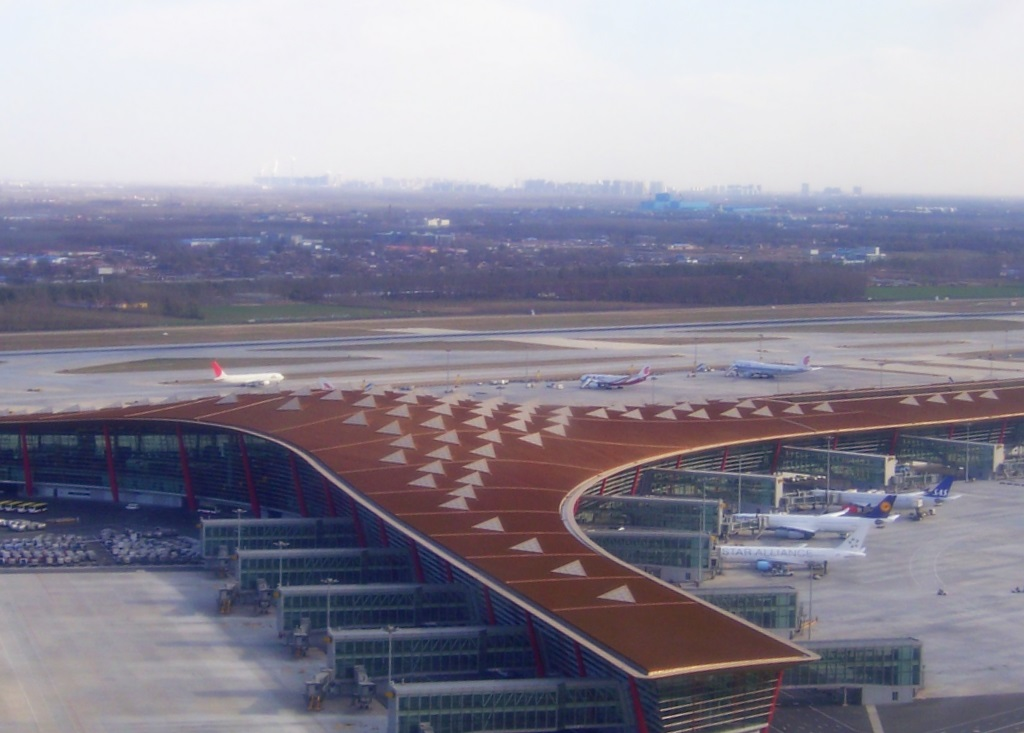
星空联盟各成员为执行"同一屋檐计划"统一使用3号航站楼E区
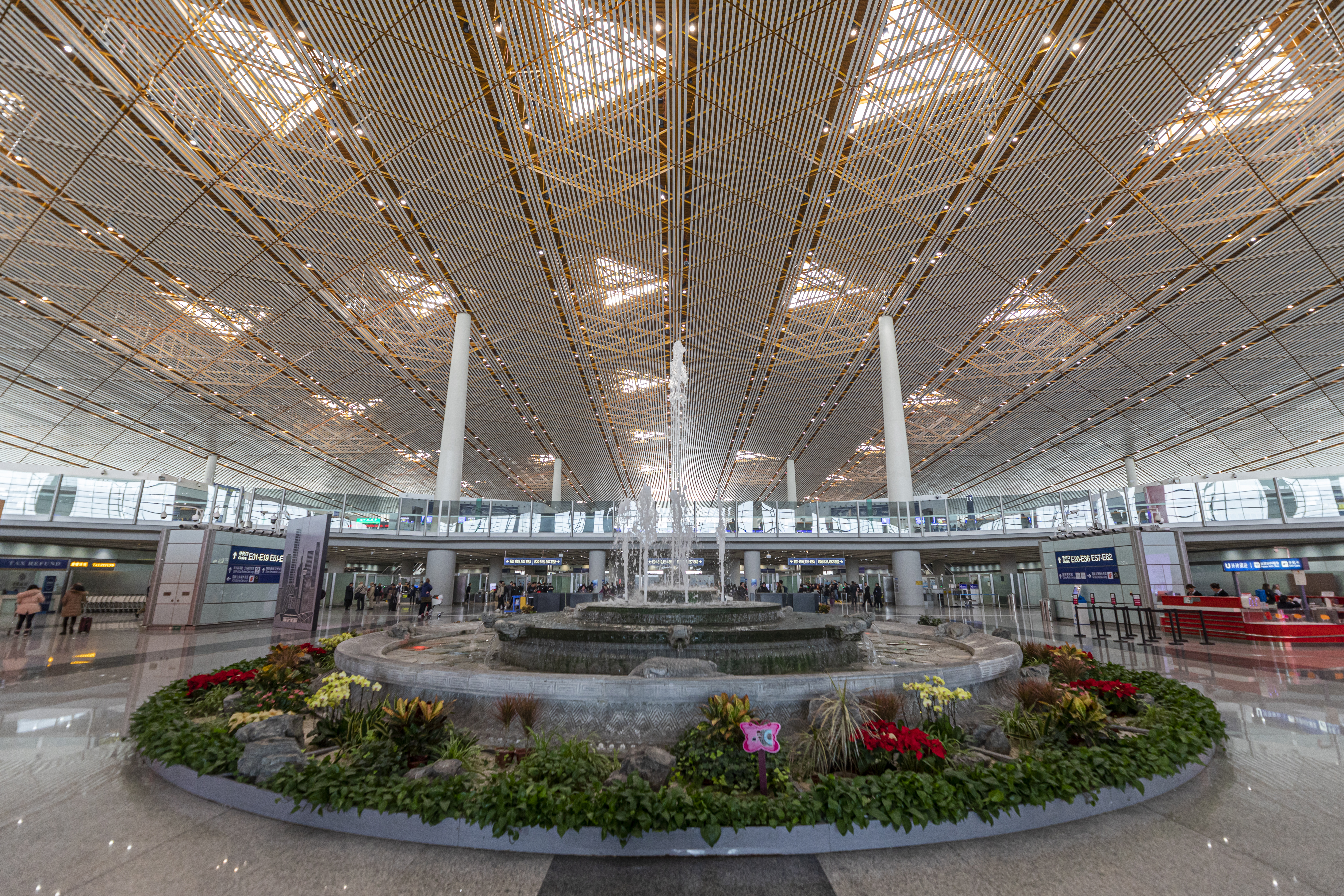
T3-E国际出发空侧大堂
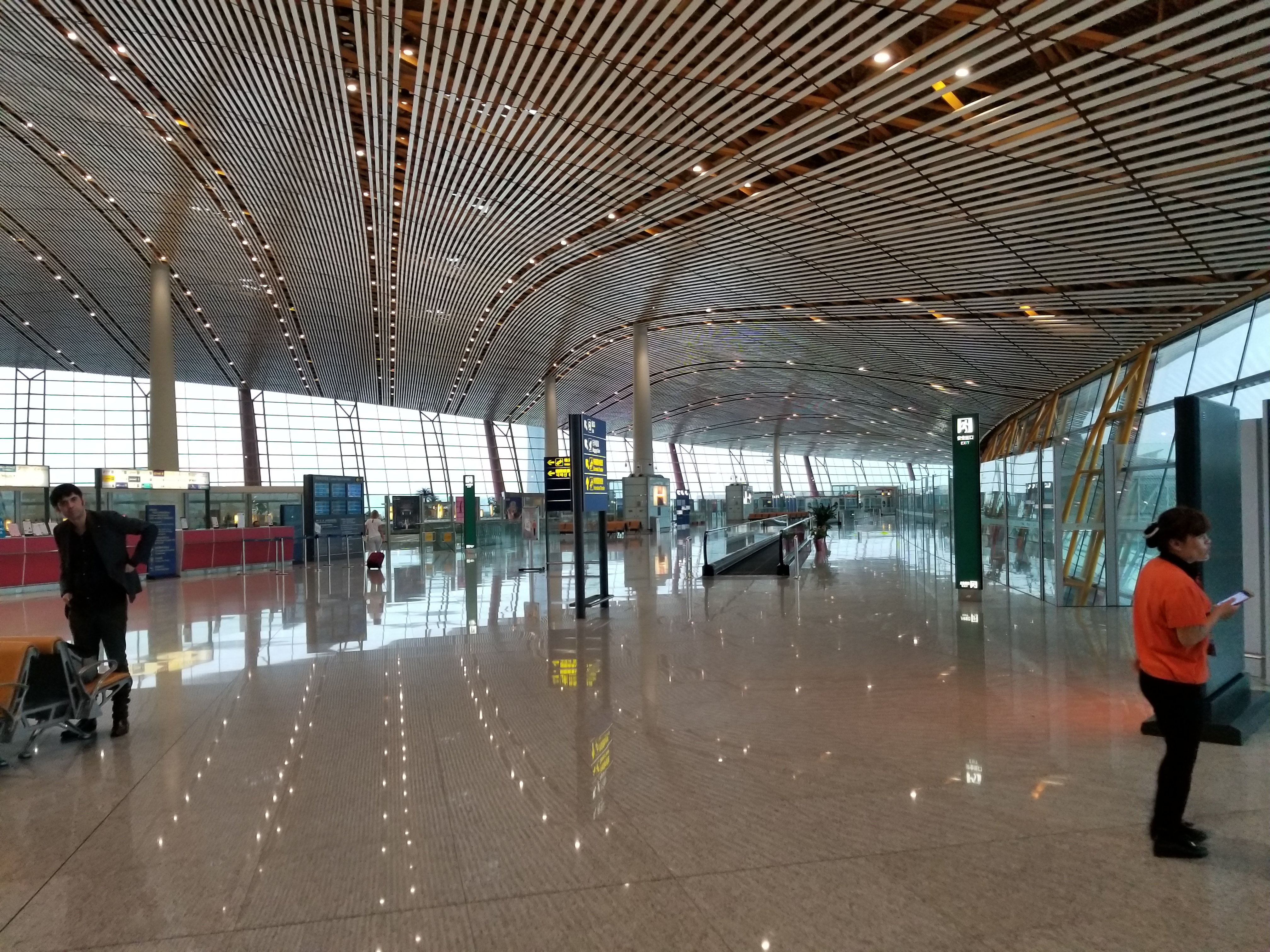
T3-E国际到达夹层
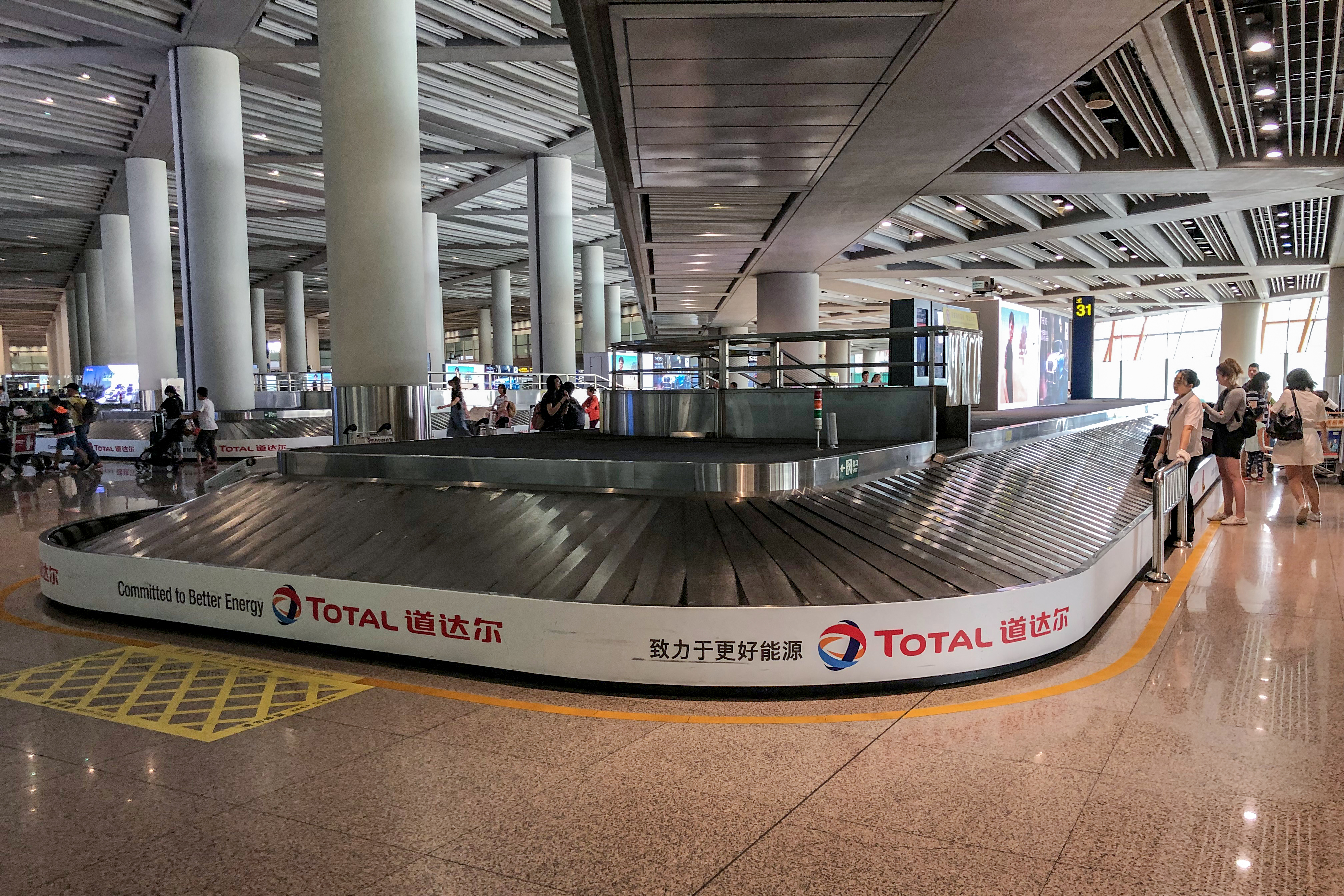
3号航站楼国内到达区行李提取大厅

#### 专机候机楼与公务机楼

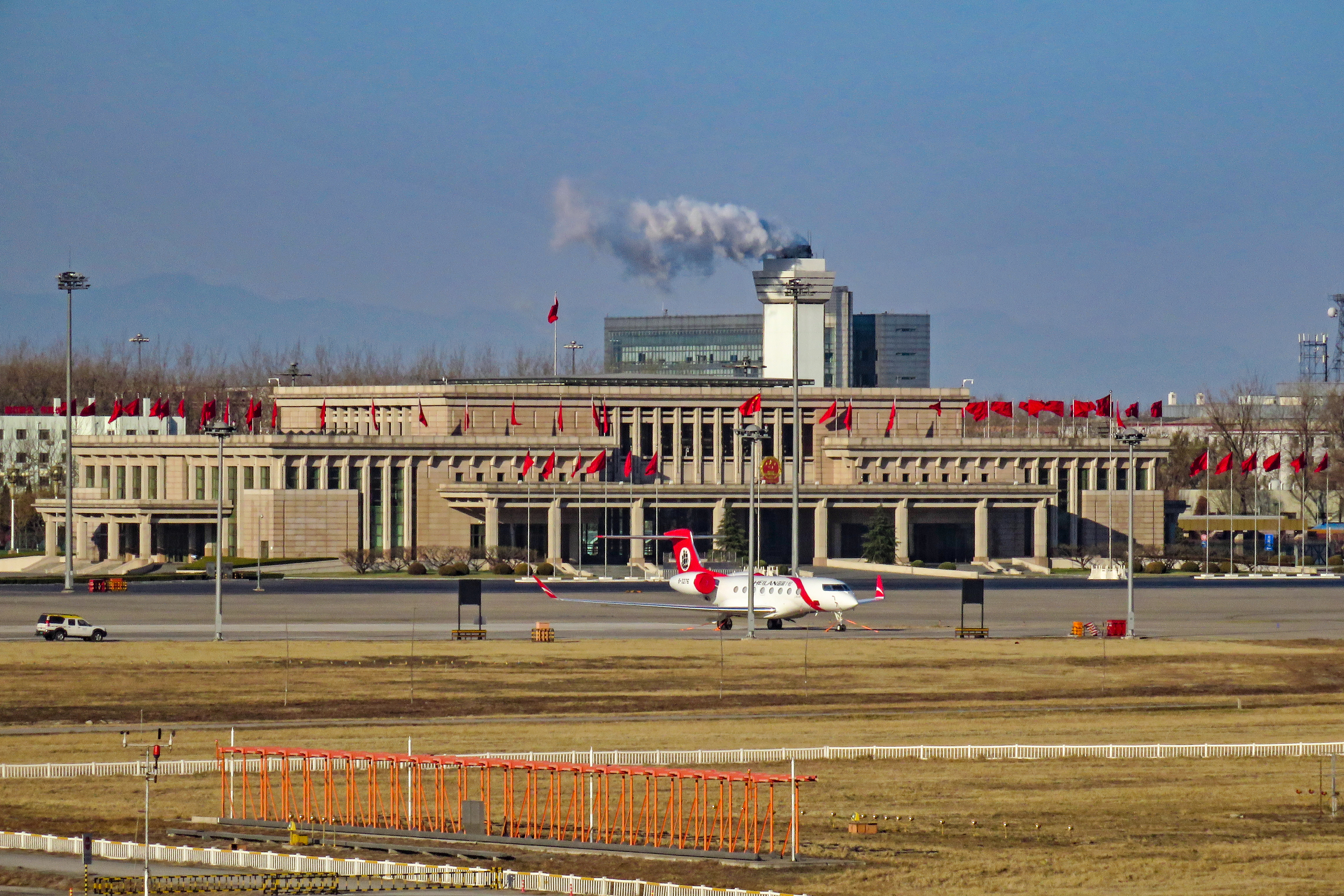
专机候机楼

首都国际机场专机候机楼位于三号航站楼西侧，2003年由中国航空设计院通过招标担任设计，2006年10月31日在中非合作论坛北京峰会召开前启用，建筑面积6,600平方米，造价6亿元。该楼主要用于党和国家领导人出访、以及接待外国国家元首、政府首脑来访等。
首都国际机场公务机候机楼位于专机候机楼西南侧，建筑面积1,900平方米，于2008年7月27日启用。

### 飞行区

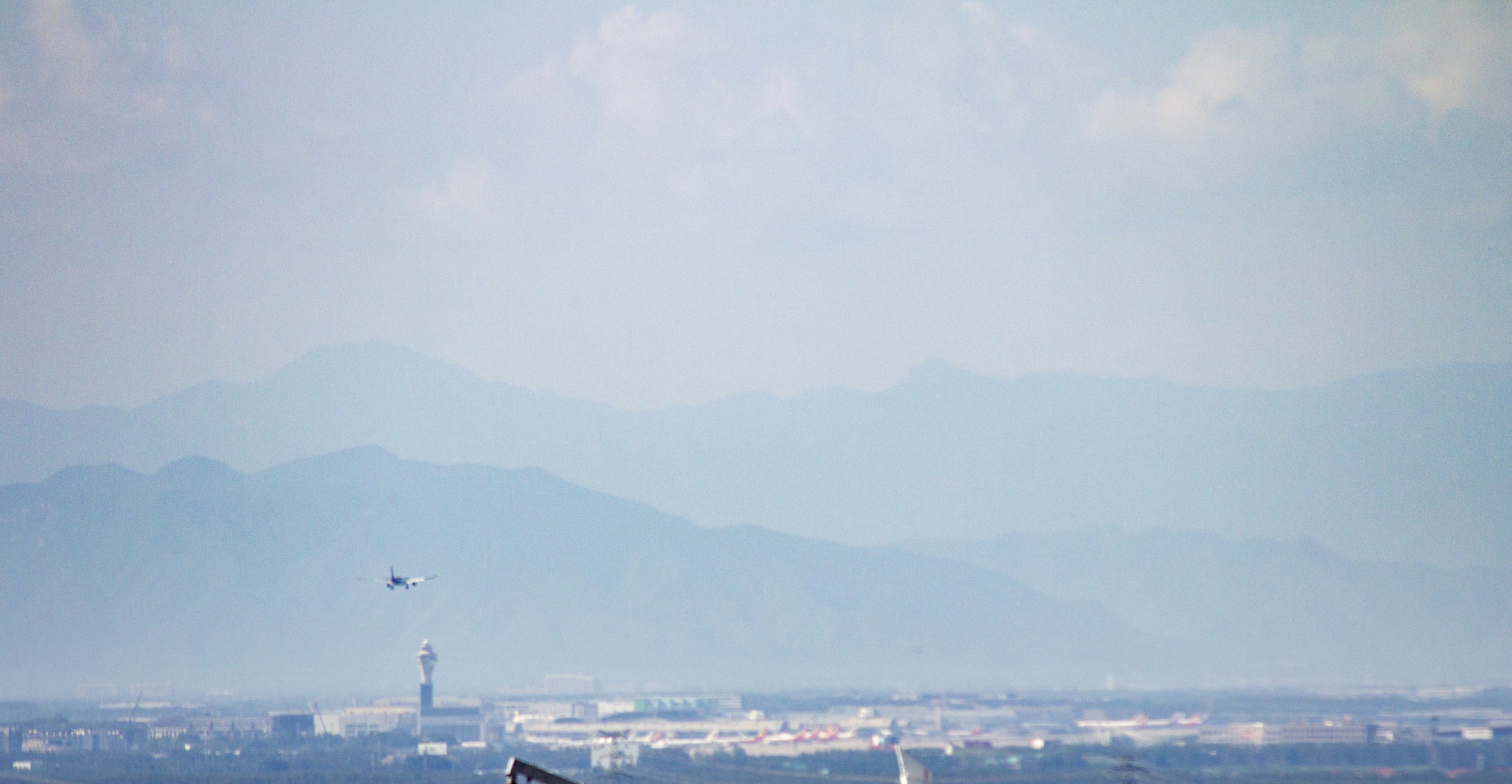
一架飞机即将降落首都机场，前面是燕山。

机场有兩座塔台，T1、T2和T3共三座航站楼。机场原有东、西两条4E级双向跑道，长宽分别为3,800×60米、3,200×50米，并且装备有II类仪表着陆系统；其间为一号航站楼、二号航站楼。2008年建成的三号航站楼和第三条跑道（3,800米×60米，满足4F类飞机的使用要求）位于机场东边。机场南和东南方向地势平坦，西、北、东北方向临山，距北面山脚最近距离为20km。北面18km 处有一条人工河与怀柔-昌平公路并行。
首都机场运行控制中心负责机场业务工作的指挥调度。除了机场的工作人员，还有航空公司、地服、其他专业公司的工作人员在这里工作，建立联席值班模式。首都机场有15块停机坪，328个停机位（包括近机位与远机位）。按照首都机场发布机位和登机口的要求，国内出港航班停机位要在计划起飞时间前150分钟由运行控制中心机位分配员发布，国际出港航班停机位要在计划起飞前190分钟发布，而进港航班停机位要在预计落地时间前30分钟发布。

#### 地勤服务与设施
1. 加油设施及能力 加油车，能提供重力加油（400L/min）和压力加油（3800L/min）；储油能力 24 万 m³，具有完备的机坪供油管网设备设施
2. 除冰设施 除冰车52辆
3. 搬运受损航空器能力 MTOW不大于120t

#### 停机坪、滑行道
1. 停机坪道面为水泥材质
2. 滑行道道面水泥/沥青材质 Z20、Z21、Z22道肩宽 7m；J5、J6、M7 道肩宽 35m

- 18L/36R 与 18R/36L 跑道中心线相距 1960m，18R 跑道入口位于 18L 跑道入口以北 1650m。
- 01/19 跑道与 18L/36R 跑道中心线相距 1525m，01 跑道入口位于 36R 跑道入口以北 200m

#### 地面活动引导和管制系统与标识
1. 所有滑行道和跑道相交处和滑行等待位置都有滑行引导标记牌；所有滑行道和停机坪都有滑行引导线；所有航空器停机位都有标记牌；T3 航站楼停机位 301-337、405-410、451-466、501-536 以及 551-565 提供泊位引导系统服务，其他停机位有人工滑入引导。
2. 跑道标志 跑道入口、跑道号码、接地带、跑道中线、跑道边线、瞄准点标志
3. 跑道灯光 跑道中线灯、跑道边灯、跑道入口灯、接地带灯（18R/36R/01）、跑道端灯
4. 滑行道标志 跑道等待位置、中间等待位置、滑行道中线、滑行道边线
5. 滑行道灯光 滑行道边灯、滑行道中线灯、机坪引导灯、跑道警戒灯

#### 空中交通服务

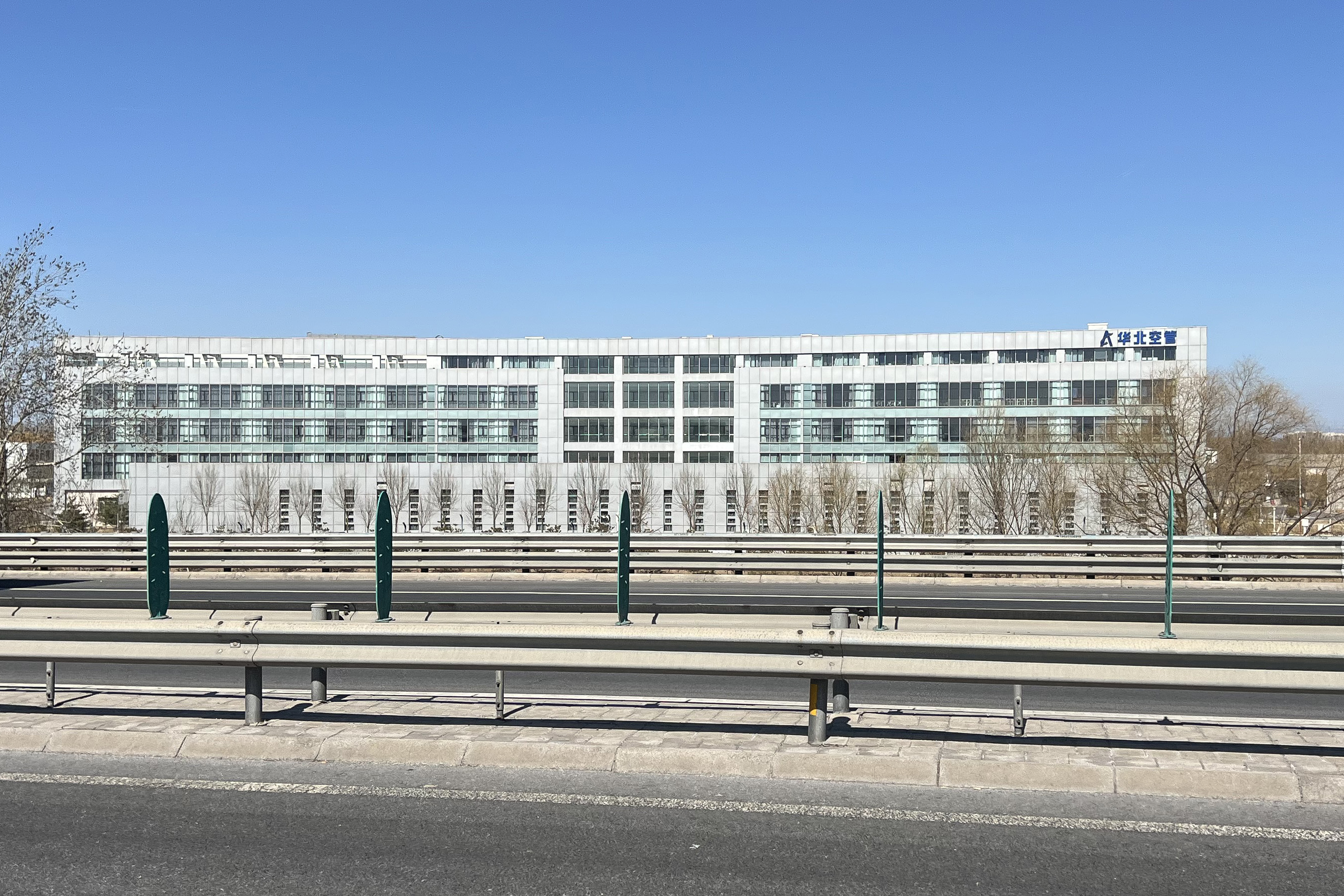
北京终端管制中心

北京首都国际机场进离场、进近管制交通管制原由北京进近管制室管辖。2008年首都机场第三跑道启用后改制为北京终端飞行管制区。2019年8月22日，北京终端管制中心在北京大兴国际机场启用前夕迁往位于李桥镇西树行村的新机关。北京终端管制承担北京首都国际机场、北京大兴国际机场、天津滨海国际机场的进离场、进近管制服务。
- D-ATIS：121.6MHz（降落）
- D-ATIS：128.65MHz（放行）
- 塔台一频：124.3MHz
- 塔台二频：118.5MHz
- 塔台三频：118.6MHz
- 地面管制一：121.9MHz
- 地面管制二：121.8MHz
- 地面管制三：121.7MHz
- 地面管制四：121.75MHz
- 地面管制五：121.85MHz
- 机坪管制一：122.225MHz
- 机坪管制二：122.625MHz
- 机坪管制三：122.675MHz
- 机坪管制四：122.125MHz
- 地面放行（西）：121.6MHz
- 地面放行（东）：121.65MHz

## 未來發展
根據首都國際機場集團說法，未來首都機場將投入約400億元進行升級改造，改造工程包括新建第四條跑道、升級三座現有航站樓以及完善配套綜合交通軌道設施。

## 航空公司及航点

### 客运

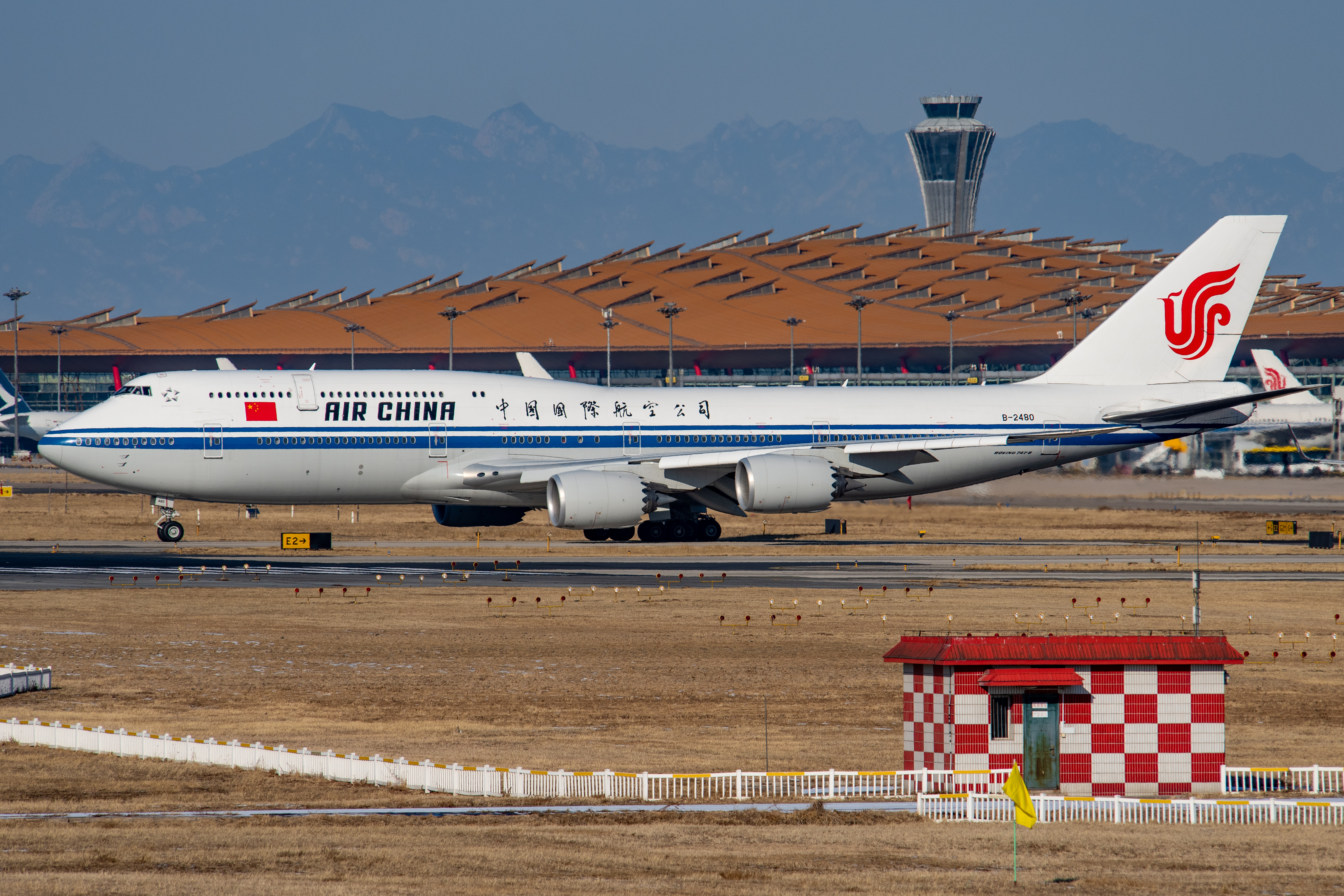
首都机场是中国国际航空的基地，国航及星空联盟其他成员使用3号航站楼

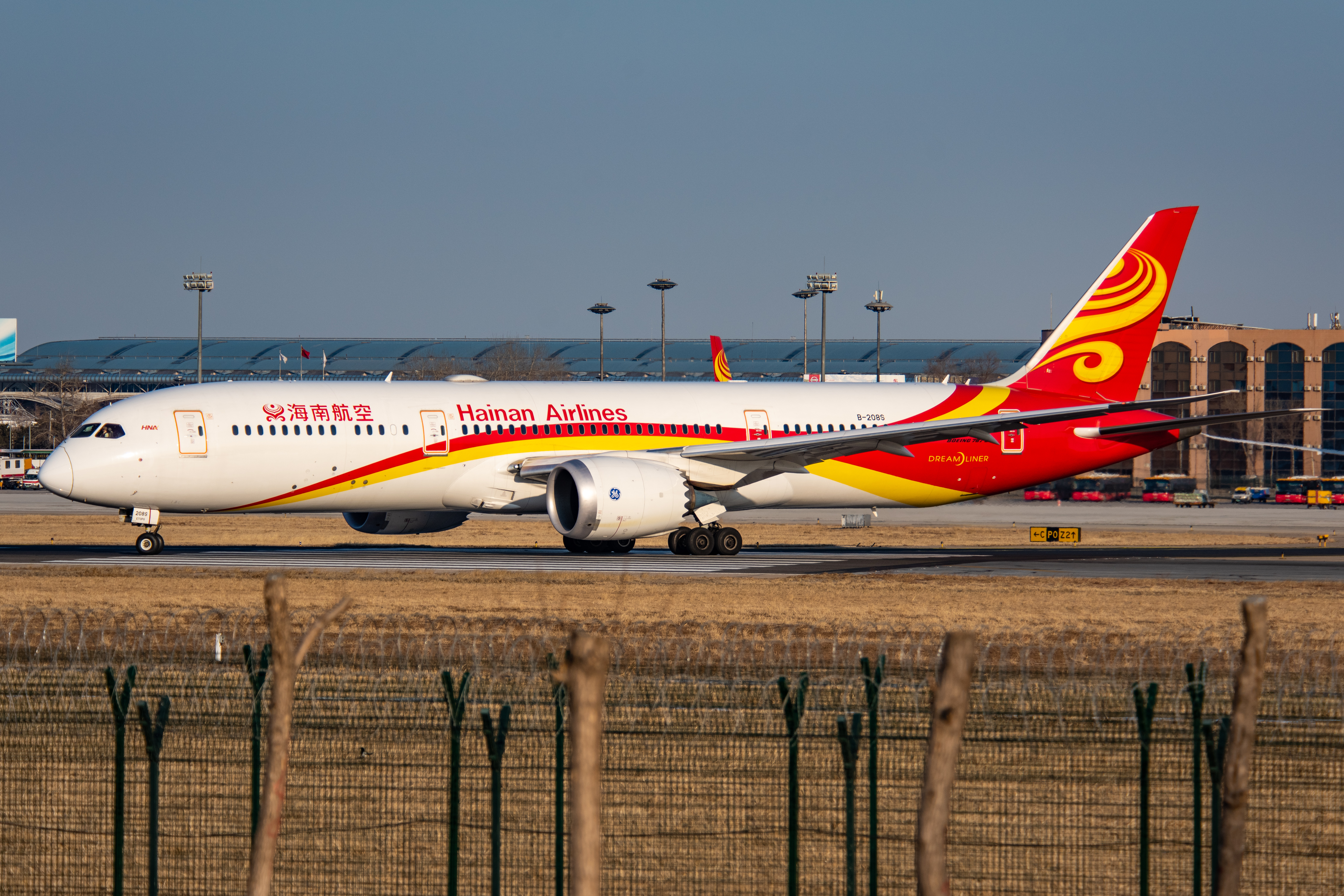
海南航空同样以首都机场为枢纽，使用2号航站楼

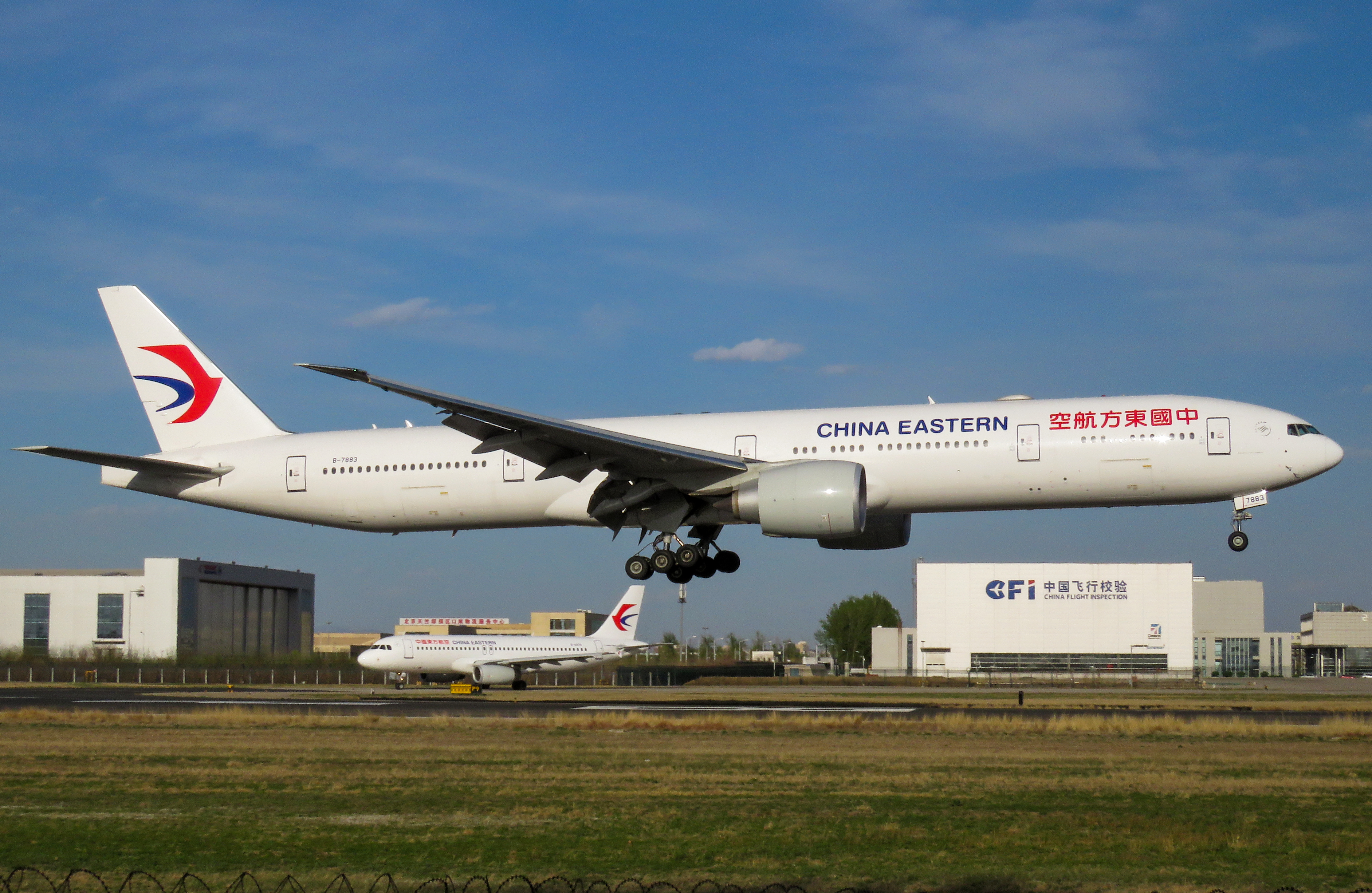
中国东方航空在大兴机场启用后将京沪空中快线保留在首都机场，使用2号航站楼

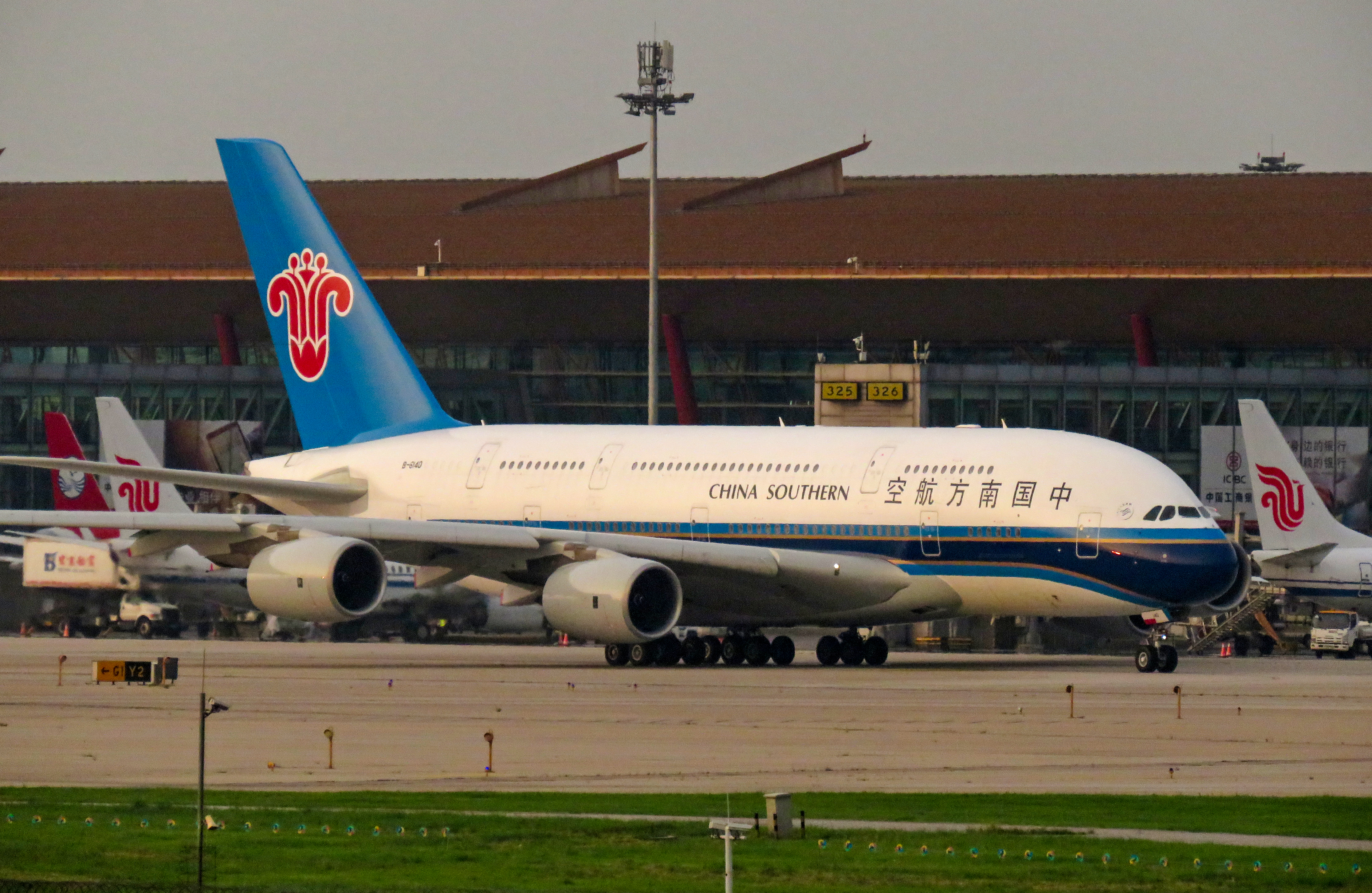
中国南方航空曾以首都机场为枢纽，国内线和国际线集中在2号航站楼，2020年10月25日全部转场至大兴机场

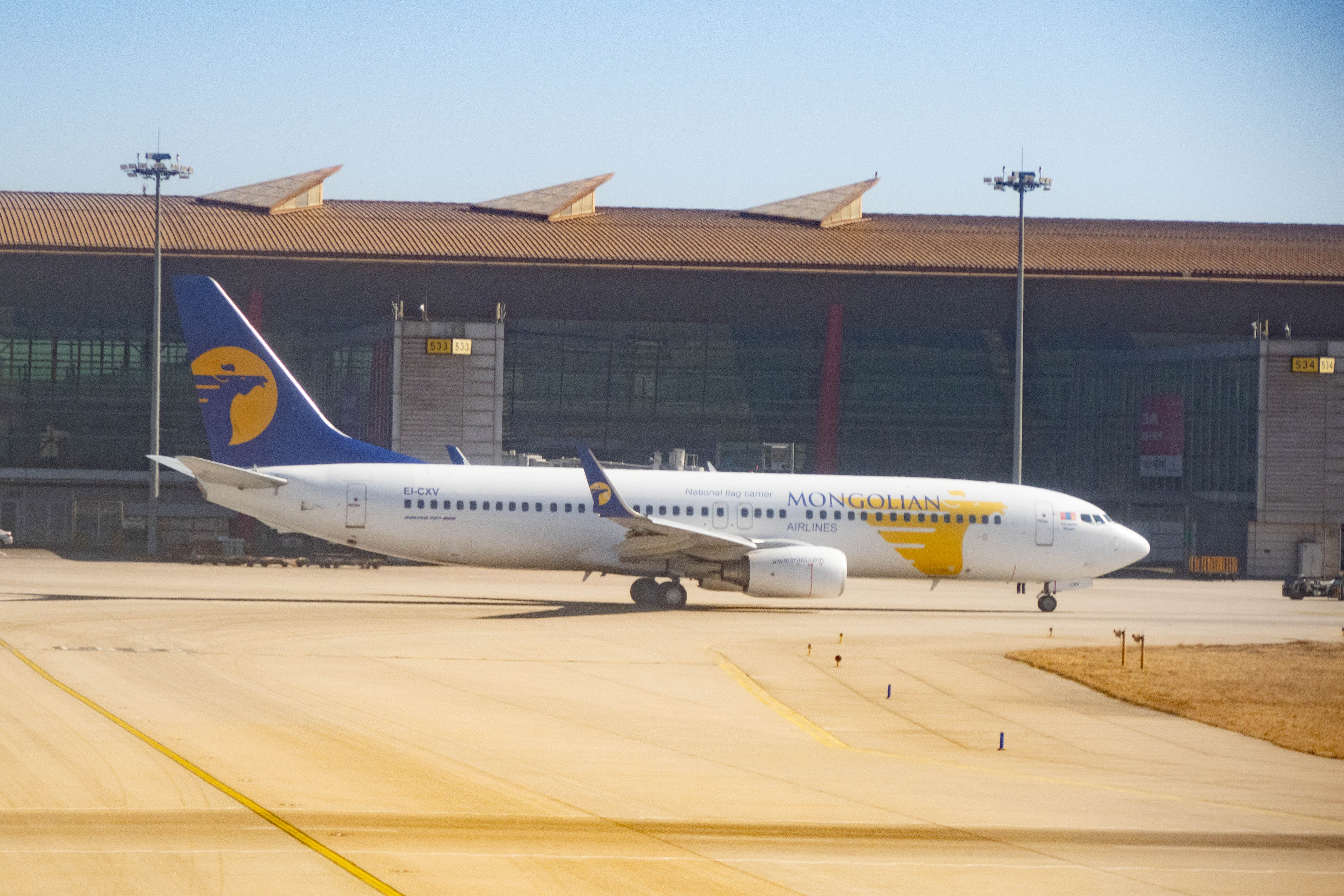
蒙古民航B737-800客机正在滑行

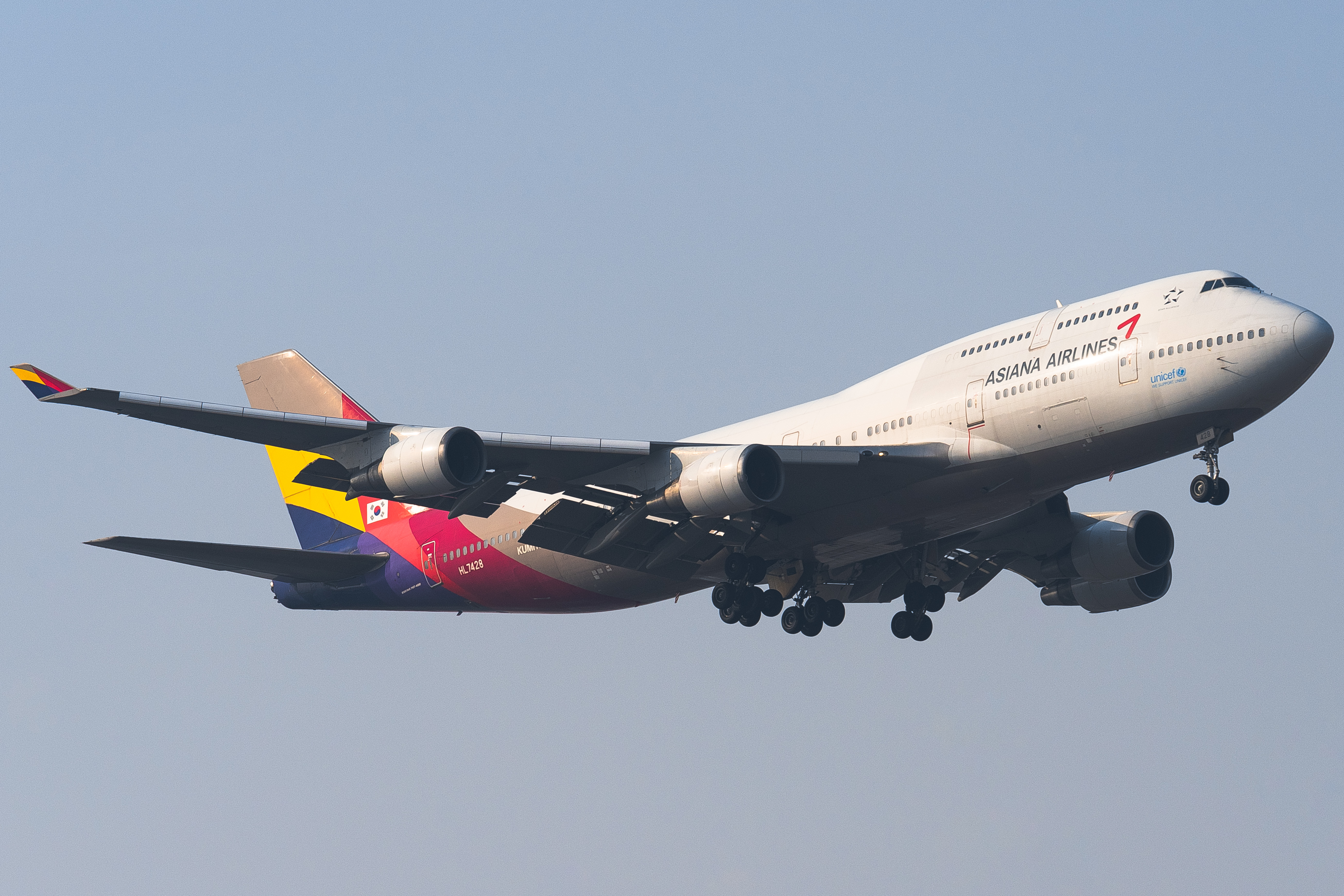
韩亚航空波音747-400客机即将进港

截至2024年冬航季，首都机场日均计划执行航班1248架次，客运通航航点206个。其中，国内客运航点（含港澳台地区）124个；国际航点82个。
首都机场公司联合航空公司对其主要高密度航点航班打造“首都快线”品牌：在T2联合东航、川航、海航打造京沪快线、京蓉快线（双流和天府）、京琼快线（海口和三亚）和京粤快线（广州和深圳）；在T3联合国航系航司保障京沪、京杭、京蓉、京渝、京穗、京深、京厦等快线航班，提供高频航班、优先登机、快速过检、灵活改签等服务。2024年12月又联合中国国际航空、国泰航空和香港航空打造京港快线产品。
| 航空公司         | 目的地 | 航站楼 |
| ---------------- | --- | ------ |
| 中国国际航空     | T2境内：包头、巴彦淖尔、北海、长治、大理、大庆、达州、鄂尔多斯、阜阳、赣州、广元、桂林、哈密-石河子、海拉尔、合肥、衡阳、呼和浩特、黄山、惠州、佳木斯、揭阳潮汕、景德镇、九寨沟、井冈山、克拉玛依-伊宁、库尔勒、拉萨、丽江、林芝、柳州、吕梁、牡丹江、绵阳、南寧、邵陽、十堰、台州、通化、通辽、乌兰浩特、西昌、锡林浩特、西宁、延安、盐城、宜宾、宜昌、银川、张家界、湛江、遵义/茅台 T3境内：阿克苏-圖木舒克、长春、长沙、常州、朝阳、成都/雙流、成都/天府、重慶、大连、福州、廣州、贵阳、哈尔滨、哈尔滨-建三江、哈尔滨-抚远、海口、杭州、和田、淮安、喀什、昆明、兰州、兰州-阿克苏、丽水、临汾-武汉、南昌、南京、南通、宁波、齐齐哈尔、青岛、三亚、上海/虹桥、上海/浦東、沈陽、深圳、太原、威海、温州、武汉、乌鲁木齐、乌鲁木齐-和田、厦门、西安、烟台、延吉、扬州泰州、义乌、运城、郑州、珠海 港澳台：香港、台北/桃园 東北亞：东京/成田、东京/羽田、大阪/关西、名古屋、福冈（经停大连）、札幌、仙台（经停大连）、广岛（经停大连）、那霸、首尔/仁川、首尔/金浦、釜山、海參崴、伊爾庫次克 東南亞：胡志明市、河內、仰光、金邊、马尼拉、吉隆坡、新加坡、曼谷/素万那普、普吉、清迈、雅加達 中亞、南亞、西亞：赤塔（经停海拉尔）、乌兰巴托、阿拉木圖、阿斯塔纳（直飛或经停西安）、塔什干、伊斯蘭堡-卡拉奇、达卡、迪拜、利雅德 歐洲：倫敦/希斯罗、伦敦/盖特威克、巴黎/戴高乐、法蘭克福、慕尼黑、米兰/马尔彭萨、羅馬/菲烏米奇諾、马德里、巴塞羅那、日内瓦、雅典、哥本哈根、斯德哥尔摩、维也纳、华沙、布达佩斯、明斯克、莫斯科/謝列梅捷沃、伊斯坦堡 美洲：多倫多/皮爾遜、温哥华、华盛顿、旧金山、纽约/肯尼迪、洛杉矶、哈瓦那（经停马德里）、聖保羅（经停马德里） 大洋洲：悉尼、墨尔本、奥克兰 非洲：開羅、約翰內斯堡（经停深圳） | 2/3    |
| 海南航空         | 境内：安慶-海口、长春、长沙、成都/天府、重庆、大连、东营-杭州、福州、广州、贵阳、哈爾濱、海口、海拉尔、杭州、佳木斯、荊州、昆明、兰州、六盘水、满洲里、牡丹江、南昌、南寧、黔江、琼海、三亚、上海/虹桥、上海/浦東、深圳、温州、乌海、武汉、乌鲁木齐、厦门、西安、延安、宜昌、榆林、玉林 港澳台：台北/桃园 亚洲：东京/成田、东京/羽田、大阪/关西、伊尔库茨克、海参崴、曼谷/素万那普、普吉、特拉維夫 歐洲：贝尔格莱德、柏林、曼彻斯特、愛丁堡（季節性）、都柏林、布鲁塞尔、布拉格、莫斯科/謝列梅捷沃、圣彼得堡、奧斯陸 美洲：多倫多/皮爾遜、西雅图、波士顿、墨西哥城（經蒂華納） | 2      |
| 四川航空         | 境內：成都/双流、成都/天府-西昌、成都/天府、重庆、重庆-百色、重庆-西双版纳、重庆-中卫、昆明、攀枝花、三亞、万州-昆明 國際：開羅（經停成都/天府） | 2      |
| 深圳航空         | 成都/天府、南宁、南通、泉州、三亚、深圳、无锡、襄阳、宜春-深圳 | 3      |
| 山东航空         | 重庆、福州、青岛、威海、厦门、烟台、珠海 | 3      |
| 大新華航空       | 桂林、哈尔滨、三亚、银川、珠海 | 2      |
| 祥鹏航空         | 芒市-西双版纳、腾冲-西双版纳 | 2      |
| 西藏航空         | 拉薩、西寧-格爾木 | 3      |
| 中国东方航空     | 上海/虹桥 | 2      |
| 长龙航空         | 杭州 | 3      |
| 昆明航空         | 昆明 | 2      |
| 國泰航空         | 香港 | 3      |
| 香港航空         | 香港 | 2      |
| 澳門航空         | 澳门 | 3      |
| 中華航空         | 台北/桃园 | 3      |
| 長榮航空         | 台北/桃园 | 3      |
| 高麗航空         | 平壤 | 2      |
| 全日本空输       | 东京/羽田、大阪/关西 | 3      |
| 日本航空         | 东京/羽田 | 3      |
| 春秋航空日本     | 东京/成田 | 3      |
| 大韩航空         | 首尔/仁川、首尔/金浦、釜山/金海、濟州 | 2      |
| 韩亚航空         | 首尔/仁川、首尔/金浦 | 3      |
| 濟州航空         | 濟州 | 2      |
| 蒙古民用航空     | 乌兰巴托 | 3      |
| 越南航空         | 河内 | 2      |
| 泰国国际航空     | 曼谷/素万那普 | 3      |
| 新加坡航空       | 新加坡 | 3      |
| 菲律宾航空       | 马尼拉 | 3      |
| 馬爾地夫航空     | 馬累 | 2      |
| 斯里蘭卡航空     | 科倫坡 | 2      |
| 乌兹别克斯坦航空 | 塔什干 | 2      |
| 阿斯塔纳航空     | 阿拉木图、阿斯塔纳 | 2      |
| 阿塞拜疆航空     | 巴库 | 2      |
| 土库曼斯坦航空   | 阿什哈巴德 | 2      |
| 巴基斯坦国际航空 | 伊斯兰堡 | 2      |
| 阿联酋航空       | 迪拜 | 3      |
| 马汉航空         | 德黑兰 | 2      |
| 伊拉克航空       | 巴格達（经停巴斯拉） | 3      |
| 土耳其航空       | 伊斯坦布尔 | 3      |
| 法國航空         | 巴黎/戴高樂 | 2      |
| 漢莎航空         | 慕尼黑 | 3      |
| 荷兰皇家航空     | 阿姆斯特丹 | 2      |
| 阿尔及利亚航空   | 阿尔及尔 | 2      |
| 埃及航空         | 开罗 | 3      |
| 埃塞俄比亚航空   | 亚的斯亚贝巴 | 3      |
| 联合航空         | 洛杉矶、旧金山 | 3      |
| 加拿大航空       | 溫哥華 | 3      |

### 货运

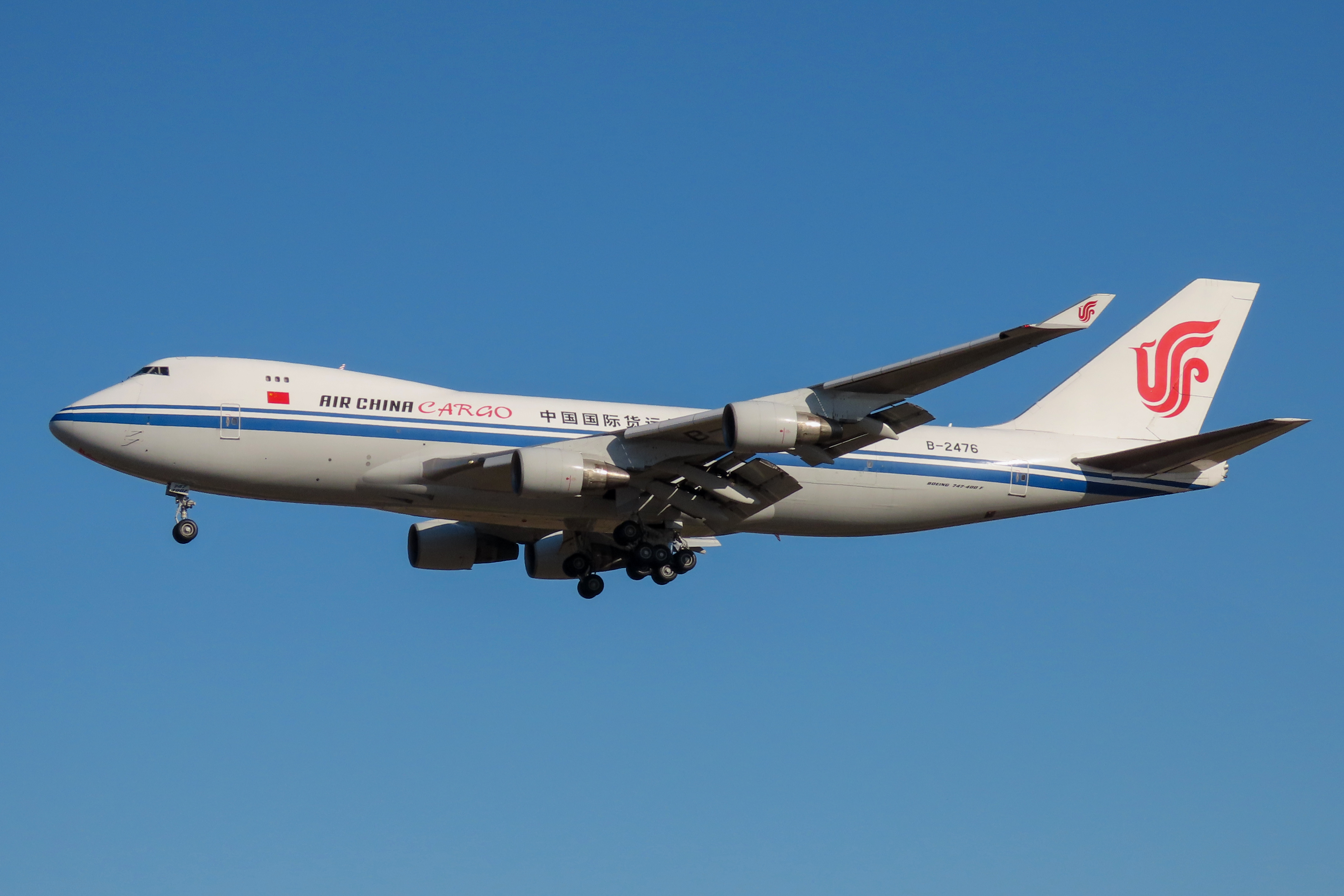
首都机场是中国国际货运航空的枢纽之一

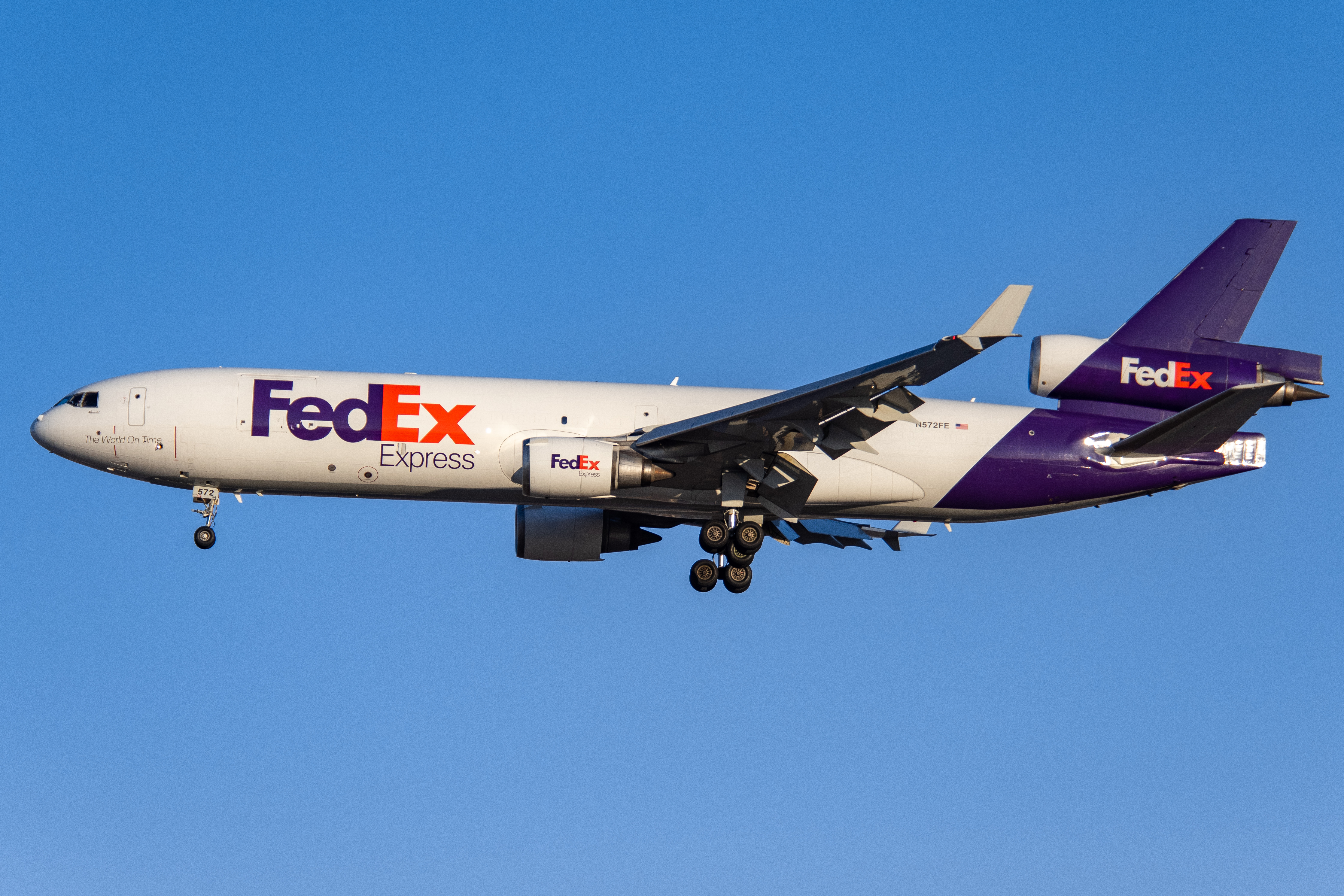
联邦快递的麦道MD-11型货机即将降落于北京首都国际机场

| 航空公司                    | 目的地                                                                           |
| --------------------------- | -------------------------------------------------------------------------------- |
| 中国国际货运航空            | 境內：南京、上海-浦东 欧洲：法兰克福 美洲：洛杉矶、芝加哥、纽约-肯尼迪、安克雷奇 |
| 顺丰航空                    | 上海-浦东、广州、无錫-苏州、深圳                                                 |
| 金鵬航空                    | 上海-浦东                                                                        |
| 汉莎货运航空                | 法兰克福                                                                         |
| 敦豪航空 由香港华民航空营运 | 香港                                                                             |
| 卢森堡国际货运航空          | 卢森堡、厦门                                                                     |
| 空桥货运航空                | 莫斯科-谢列梅捷沃、郑州                                                          |
| 联邦快递航空                | 上海-浦东、首尔-仁川、大阪-关西                                                  |

## 交通

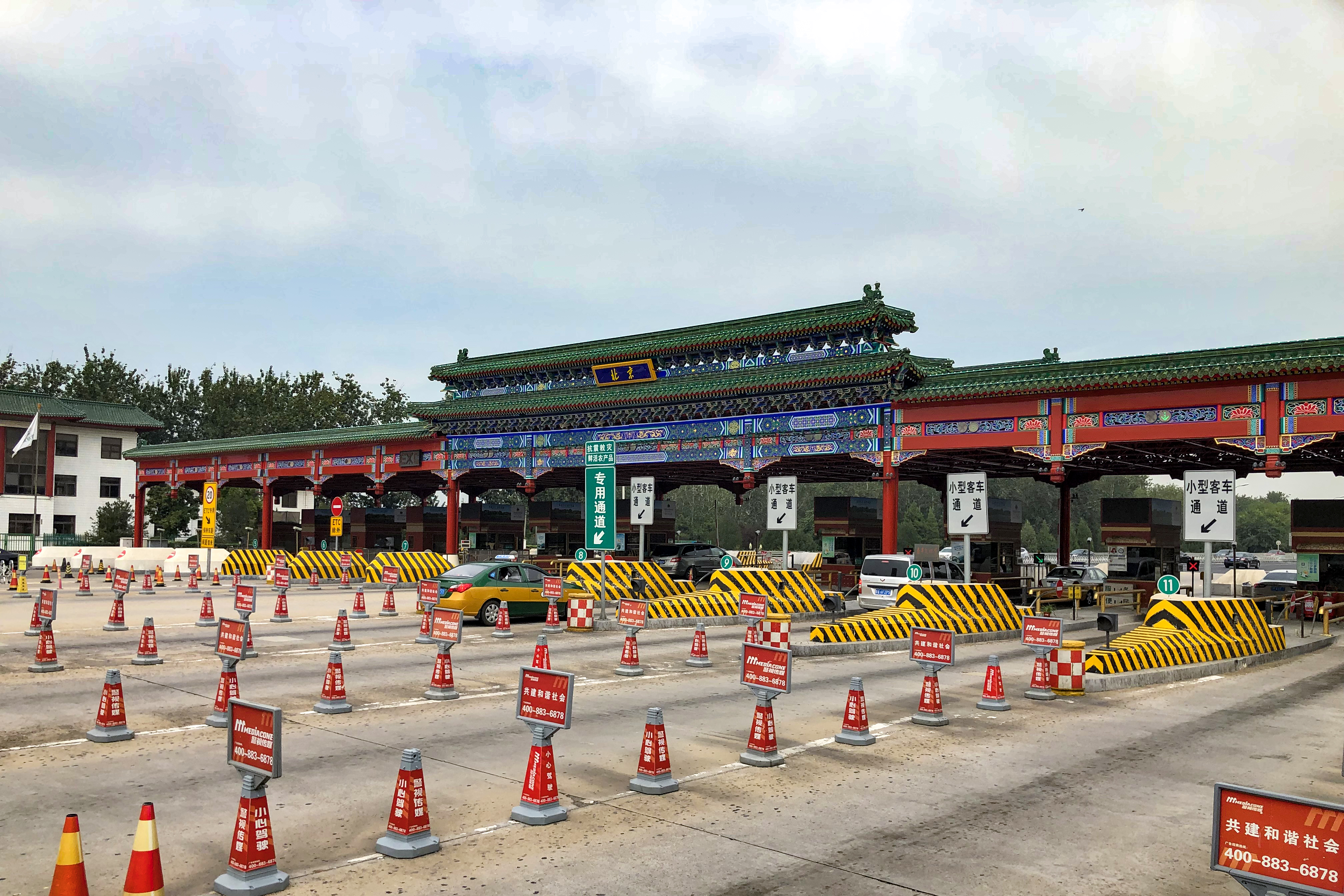
首都机场高速主收费站

### 公路
目前有1990年代初期建成并投入使用的从北京三环路的三元桥直达首都机场的 机场高速公路。另外还有一条与机场高速公路基本平行的1950年代建成的普通公路，现在称为机场辅路。现在，机场高速公路已连接位于北京二环路东直门地区的城市快速路，并且 机场北线高速公路、 机场南线高速公路、 机场第二高速公路均已完工，大大缓解了机场高速公路的交通压力。

### 地鐵
为迎接北京2008年奥运会，北京地铁首都机场线于2005年6月开工建设。该线于2008年7月19日建成通车，结束首都机场不通轨道交通的历史。列车从北新桥方向驶来，經過东直门、三元桥站後，到达3号航站楼站，停车后车头变车尾，反向出站，再到2号航站楼站，再次反向出站，直接回到三元桥站，票價人民幣25元，發车間隔為10-12分鐘。营业时间为T2：6:35-23:10、T3：6:20-22:50、东直门：6:00-22:30

### 机场巴士

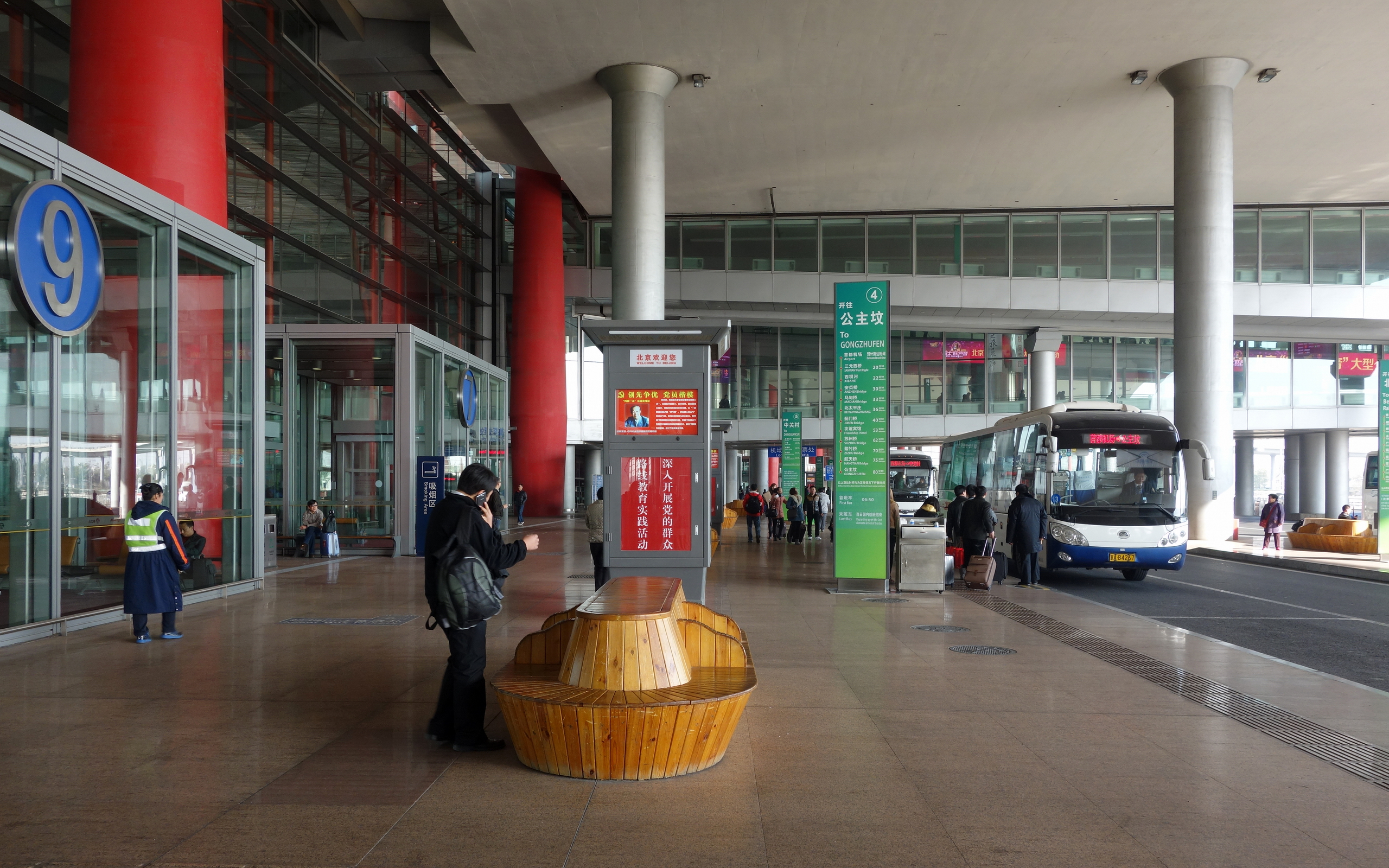
首都机场3号航站楼抵港层到达出口机场巴士站

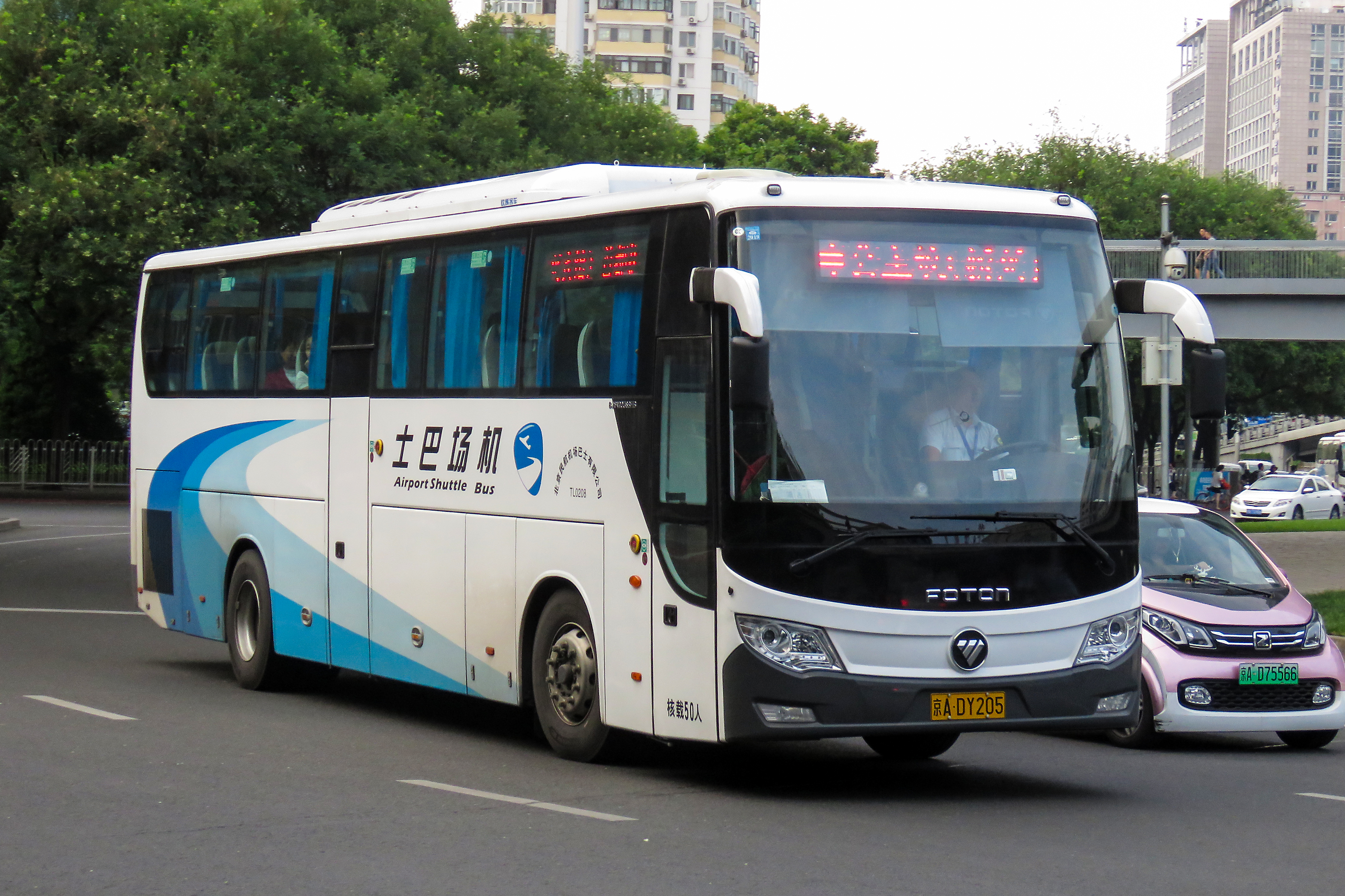
机场巴士4线驶经航天桥

由民航通力公司和民航安乐公司运营的机场巴士每天往返于北京市区和首都机场之间，市内巴士采用阶梯制票价，票价详见停靠站内括号所列。
| 线路名称     | 市区方向目的地 | 营业时间                         | 中途停靠站 |
| ------------ | -------------- | -------------------------------- | --- |
| 大兴机场线   | 大兴机场       | 9:00-16:00                       | 首都机场→亮马桥→双井桥南→方庄桥东→刘家窑桥南→大兴机场 |
| 1号线        | 方庄           | 7:00-次日1:00                    | 三元桥（20元）-亮马桥（25元）-白家庄（25元）-国贸（25元）-潘家园（25元）-十里河（30元）-方庄桥西（30元）-方庄（30元）                                       |
| 2号线        | 北京南站       | 7:00-24:00                       | 西单-宣武门-自新路口北-北京南站（本线路一票制30元） |
| 3号线        | 北京站         | 7:00-24:00                       | 东直门北（25元）-东四十条（25元）-朝阳门（25元）-雅宝路（25元）-国际饭店（30元）-北京站（30元）                                                             |
| 4号线        | 公主坟         | 6:50-24:00                       | 三元西桥（20元）-西坝河（20元）-安贞桥（25元）-马甸桥（25元）-北太平庄（25元）-蓟门桥（25元）-友谊宾馆（30元）-紫竹桥（30元）-航天桥（30元）-公主坟（30元） |
| 5号线        | 中关村         | 旺季6:50-次日1:00 淡季6:50-24:00 | 望和桥（20元）-小营（20元）-亚运村（25元）-学院桥（30元）-保福寺桥北（30元）-清华科技园（30元）                                                             |
| 6号线        | 上地、奥运村   | 7:20-22:00                       | 北苑路大屯东-大屯-奥运村-亚奥国际酒店-上地（本线路一票制30元）                                                                                              |
| 7号线        | 北京西站       | 旺季6:00-次日1:00 淡季6:00-24:00 | 广渠门-磁器口-前门大街南口-菜市口-广安门外-北京西站（本线路一票制30元）                                                                                     |
| 8号线        | 回龙观         | 8:30-20:30                       | 未来科技城-名流花园-温都水城-回龙观东大街(矩阵小区)-万意百货-回龙观西大街(龙华园)-回龙观(龙泽)（本线路一票制30元）                                          |
| 9号线        | 通州           | 7:00-24:00                       | 北关-西大街-北苑-翠屏北里-太阳花酒店-亚太花园酒店（本线路一票制30元）                                                                                       |
| 10号线       | 王府井金宝街   | 9:00-21:00                       | 金宝街（丽晶酒店）-金鱼胡同（和平宾馆）-王府井大街（天伦王朝酒店）-华侨大厦（本线路一票制25元）                                                             |
| 12号线       | 四惠           | 9:30-20:30，逢半点发车           | 管庄路(常营)-青年路(大悦城)-八里庄(石佛营)-四惠交通枢纽（本线路一票制25元）                                                                                 |
| 14号线       | 望京           | 8:00-21:00                       | 广顺桥南-广顺北大街-湖光中街-南湖-花家地-望京医院-望京新世界-中国民航管理干部学院（本线路一票制20元）                                                       |
| 16号线       | 石景山         | 7:30-22:00                       | 五棵松桥北-鲁谷（远洋山水）-万达嘉华酒店-石景山(万商花园酒店)（本线路一票制30元）                                                                           |
| 17号线       | 燕郊           | 7:40-23:00                       | 首尔甜城(诸葛店)-美林小区-星河皓月-燕京新城小区-意华小区-北京社会管理职业学院-交通干部管理学院-东贸广场（本线路一票制30元）                                 |
| 18号线       | 昌平           | 7:15-22:15                       | 北控科技大厦-京科苑东-水关新村北-昌平中心公园-昌平北站（本线路一票制30元）                                                                                  |
| 西单夜班车   | 西单           | 0:00-国内航班结束                | 三元桥（20元）-东直门枢纽（30元）-东四十条（30元）-朝阳门（30元）-雅宝路（30元）-北京站（30元）-国际饭店（30元）-西单（30元）                               |
| 公主坟夜班车 | 公主坟         | 0:00-6:00                        | 三元西桥（20元）-西坝河（30元）-安贞桥（30元）-马甸桥（30元）-北太平庄（30元）-蓟门桥（30元）-友谊宾馆（30元）-紫竹桥（30元）-航天桥（30元）-公主坟（30元） |

### 省际巴士线路

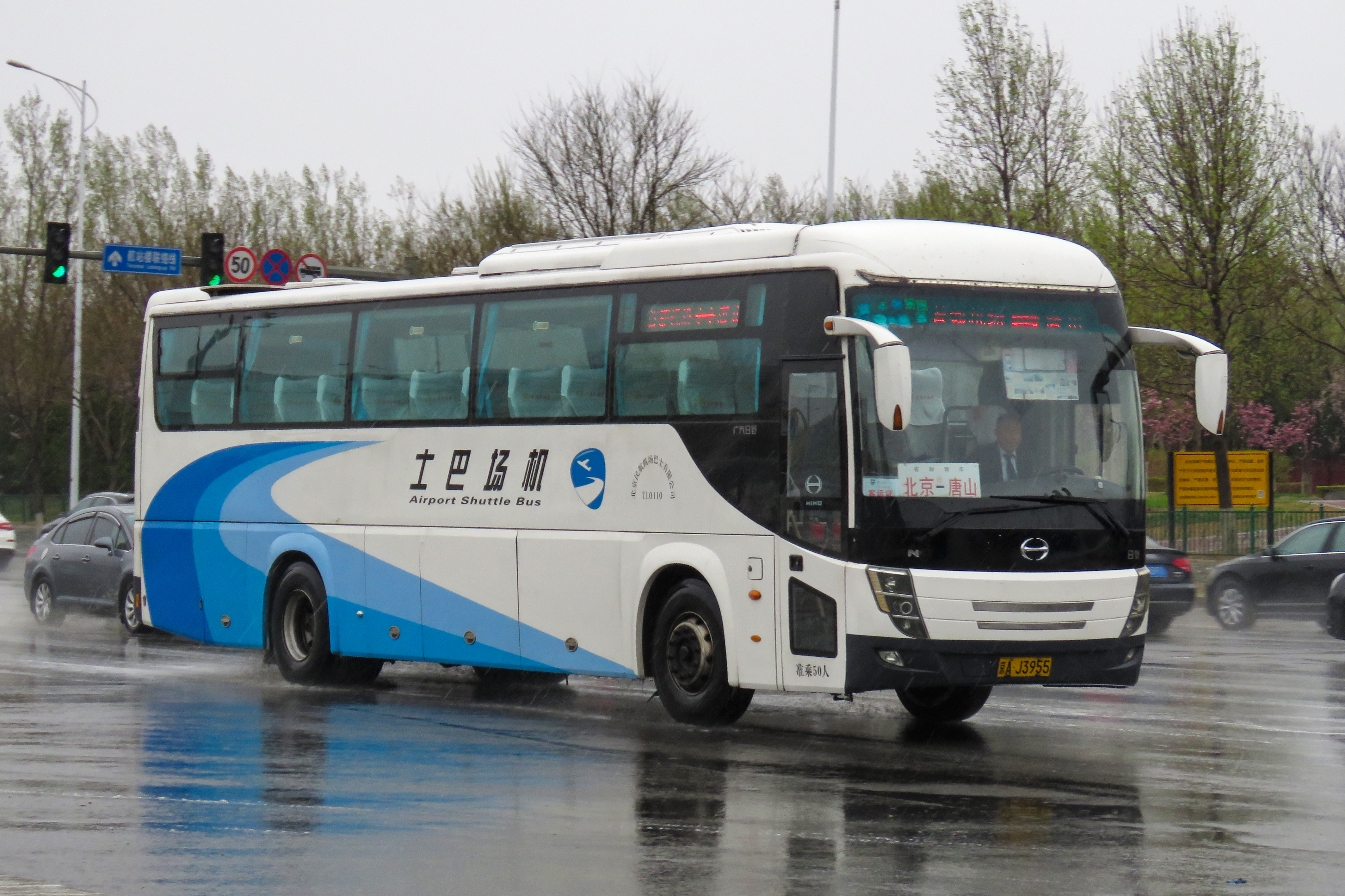
唐山至首都机场的省际巴士

※省际巴士线路往返均不经停一号航站楼
| 目的地 | 票价  | 计划单程运营时间 | 首都机场发车时间 | 目的地发车时间 | 目的地发车地点                       |
| ------ | ----- | ---------------- | --- | --- | ------------------------------------ |
| 廊坊   | 45元  | 2小时            | 9:15、10:30、12:15、13:45、15:15、16:45、18:30、20:30 | 6:00、7:30、9:00、10:30、12:15、13:45、15:30、17:30 | 廊坊长途汽车客运总站                 |
| 天津   | 82元  | 2小时30分钟      | 6:30、7:00、8:00、9:00、9:45、10:30、11:00、11:30、12:00、12:30、13:00、13:30、14:00、14:30、15:00、15:30、16:00、16:30、17:00、17:30、18:15、19:00、20:00、21:00、22:00、23:00 | 5:00、6:00、6:30、7:00、7:30、8:00、8:30、9:00、9:30、10:00、10:30、11:00、11:30、12:00、12:30、13:00、14:00、14:30、15:00、15:30、16:00、16:30、17:00、17:30、18:00、18:30 | 天津市长途汽车西站                   |
| 唐山   | 100元 | 3小时            | 7:30、9:00、10:30、12:00、13:30、14:45、16:00、17:15、18:30、20:00、21:30、23:00                                                                                                | 6:00、7:00、8:10、9:20、10:00、11:00、13:00、14:00、15:00、17:00 | 唐山长途汽车西站                     |
| 保定   | 100元 | 3小时            | 10:10、11:40、14:10、16:10、18:30、20:30 | 5:00、7:00、9:00、10:30、14:00、16:30 | 首都机场保定城市航站楼               |
| 沧州   | 100元 | 3小时30分钟      | 14:45、18:00 | 8:00、14:00 | 沧州客运西站                         |
| 秦皇岛 | 140元 | 4小时            | 9:30、11:00、12:00、13:00、14:00、15:00、16:30、18:00、19:30、21:00 | 5:00、6:00、7:00、8:00、9:00、10:00、12:00、13:00、15:00、17:00 | 秦皇岛龙腾长客运输有限公司长途汽车站 |
| 赤峰   | 150元 | 5小时30分钟      | 12:00、15:30 | 8:30、14:00 | 赤峰汽车站                           |

### 空港巴士

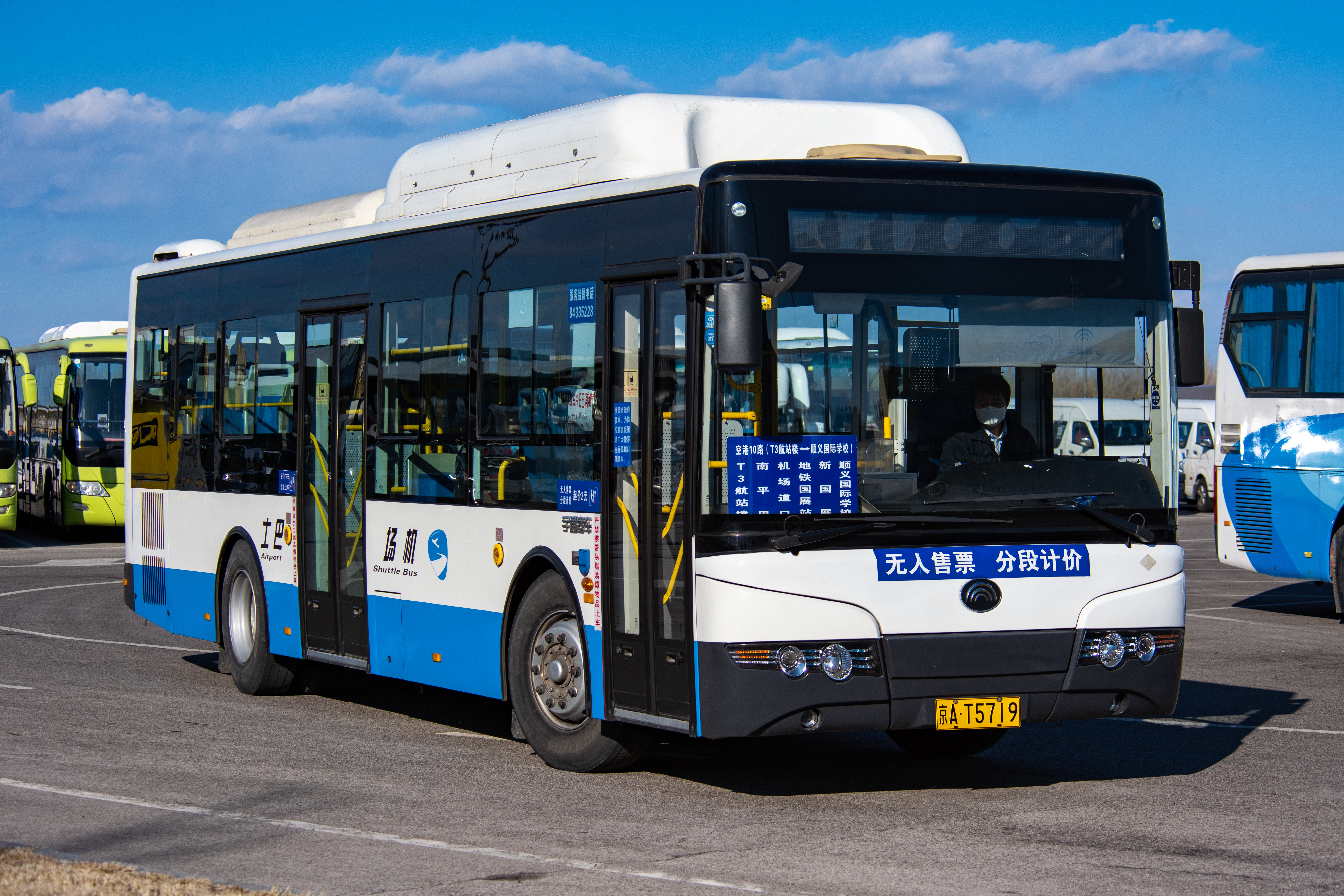
线路号以“空港”开头的接驳巴士

空港巴士主要服务首都机场附近及顺义地区旅客，以及居住在首都机场附近的机场工作人员。由北京空港开远客运有限公司运营，可使用市政交通一卡通，刷卡乘车折扣与北京市内公交相同。

### 免费陆侧中转摆渡车

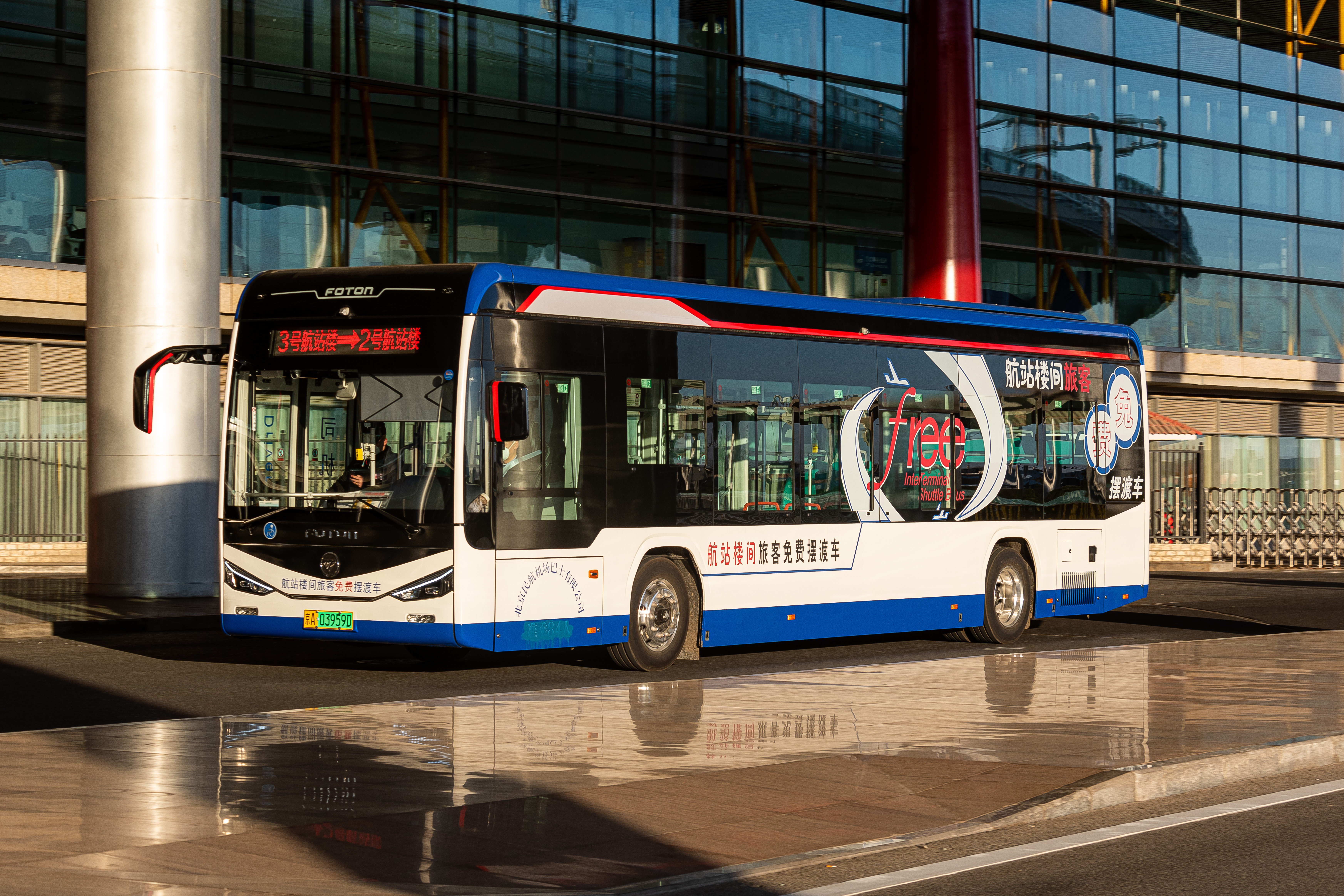
首都机场陆侧中转摆渡车行驶在3号航站楼一层

北京空港开远客运有限公司提供往来各航站楼之间的免费中转摆渡车。
行驶路线为：3号航站楼一层5号门→2号航站楼出发层→1号航站楼出发层；2号航站楼到达层7号门→1号航站楼到达层7号门→3号航站楼出发层。
行车间隔06:00 ～ 23:00 ： 不超过10分钟每班；23:00 ～ 06:00 ： 不超过15分钟一班车。全程需要約20分鐘。

## 統計
请参阅源Wikidata查询.
|      | 客運量      | 百分比改變 | 起降架次 | 貨運量 (噸) |
| ---- | ----------- | ---------- | -------- | ----------- |
| 2007 | 53,611,747  |            | 399,209  | 1,416,211.3 |
| 2008 | 55,938,136  | ▲04.3%     | 429,646  | 1,367,710.3 |
| 2009 | 65,375,095  | ▲016.9%    | 487,918  | 1,475,656.8 |
| 2010 | 73,948,114  | ▲013.1%    | 517,585  | 1,551,471.6 |
| 2011 | 78,674,513  | ▲06.4%     | 533,166  | 1,640,231.8 |
| 2012 | 81,929,359  | ▲04.1%     | 557,167  | 1,787,027   |
| 2013 | 83,712,355  | ▲02.2%     | 567,759  | 1,843,681   |
| 2014 | 86,128,313  | ▲02.9%     | 581,952  | 1,848,251   |
| 2015 | 89,939,049  | ▲04.4%     | 594,785  | 1,843,543   |
| 2016 | 94,393,454  | ▲05.6%     | 606,086  | 1,831,167   |
| 2017 | 95,786,296  | ▲01.5%     | 597,259  | 2,029,583.6 |
| 2018 | 100,983,290 | ▲05.4%     | 614,022  | 2,074,005.4 |
| 2019 | 100,013,642 | ▼01.0%     | 594,329  | 1,955,286.0 |

### 吞吐量和排名
| 年份 | 旅客吞吐量        | 世界排名 | 起降架次        | 备注 |
| ---- | ----------------- | -------- | --------------- | --- |
| 1992 | 869.96万人次:288  | 未上榜   | 6.8万架次:288   | |
| 1993 | 1028.79万人次:304 | 未上榜   | 8.04万架次:304  | |
| 1994 | 1164.14万人次:321 | 未上榜   | 9.5万架次:321   | |
| 1995 | 1504.46万人次:335 | 未上榜   |                 | |
| 1996 | 1638.49万人次:349 | 未上榜   | 13.36万架次:349 | |
| 1997 | 1690.79万人次:365 | 未上榜   | 14.1万架次:365  | |
| 1998 | 1731.89万人次:378 | 未上榜   | 16.1万架次:379  | |
| 1999 | 1819.08万人次:402 | 未上榜   | 16.49万架次:402 | |
| 2000 | 2169.1萬人次:426  | 未上榜   | 18.6万架次:426  | |
| 2001 | 达到2417万人次    |          |                 | |
| 2002 | 達到2715萬人次    | 26       | 达24萬架次      | 1號航站楼改建未用 首次躋身國際機場理事會世界前30大最繁忙機場行列                                                                                     |
| 2003 | 2440萬人次        |          |                 | 上半年客流受SARS事件影响而下滑 |
| 2004 | 3488.32萬人次     | 20       |                 | |
| 2005 | 4100.40萬人次     | 15       |                 | |
| 2006 | 4865.48萬人次     | 9        |                 | 首次躋身世界前十大最繁忙機場行列 |
| 2007 | 達到5358萬人次    | 9        | 39.97萬架次     | 貨郵吞吐量達到119萬噸 |
| 2008 | 達到5594萬人次    | 8        |                 | |
| 2009 | 達到6533萬人次    | 3        |                 | 同时为亞洲第一 |
| 2010 | 超過7389萬人次    | 2        |                 | 僅次於美國喬治亞州的亞特蘭大市唯一的亞特蘭大市國際機場（8852萬人） 且倫敦，紐約，東京，巴黎，上海，首爾，臺北以及莫斯科等大都會都有2個以上的樞紐機場 |
| 2011 | 達到7867萬人次    | 2        | 53.3萬架次      | 連續兩年居世界第二 |
| 2012 | 超過8190萬人次    | 2        | 55.7萬架次      | 連續三年居世界第二 |
| 2013 | 超過8371萬人次    | 2        | 56.8萬架次      | 連續四年居世界第二 |
| 2014 | 超過8613萬人次    | 2        | 58.2萬架次      | 連續五年居世界第二 |
| 2015 | 超過8993萬人次    | 2        | 59.0萬架次      | 連續六年居世界第二 |
| 2016 | 超過9439萬人次    | 2        | 59.9萬架次      | 連續七年居世界第二 |
| 2017 | 超過9578萬人次    | 2        | 59.7萬架次      | 連續八年居世界第二 |
| 2018 | 超過1億零98萬人次 | 2        | 61.4萬架次      | 連續九年居世界第二 |
| 2019 | 超過1億零1萬人次  | 2        | 61.4萬架次      | 連續十年居世界第二 |
| 2020 | 3451.38万人次     |          | 29.1万架次      | 客流受2019冠状病毒病疫情影响而下滑 |

## 意外事故
- 1968年12月5日，中国民航兰州管理局一架编号为640的伊尔-14在降落时因引擎故障，在首都机场跑道南端1209米处坠毁，造成包括郭永怀在内的机上人员全部遇难（一说仅机长和1名乘客经抢救脱险）。[7]:288[89]
- 1997年9月6日，一架編號為C-FTCA的波音767-375ER執行由北京飛往溫哥華的加拿大國際航空30號班機，因左側發動機高壓壓氣機脫落而在首都機場18L跑道中斷起飛，機上209人無一死傷。[90]
- 2004年1月15日，一架編號為EP-IAC的波音747SP-86執行由德黑蘭經北京至東京成田的伊朗航空800號班機，起飛後因液壓故障返航，降落時前起落架收起。該機2009年修復後繼續服役。[91]
- 2006年8月27日中午11时30分，在首都机场停机坪滑行道上，一架东航客机空中巴士A320 MU5178出港时，机翼与一架进港南航客机波音777 CZ3101垂直尾翼在首都机场311登机口处发生擦撞。
- 2007年6月18日20时30分，首都机场一架载有旅客的航班在起降过程中和一群家鸽“迎头相撞”，所幸航班及机上乘客没有发生任何危险，鸽群中有9只死亡。
- 2007年7月1日，中国国际航空B-2553号波音767-2J6/ER型客机前起落架突然意外收起，机头触地。
- 2007年7月11日17时10分左右，首都机场停机坪北坪上一架波音777在被拖往起飞跑道的过程中，拖车的拖车臂突然折断，飞机前起落架受损，没有造成人员伤亡。
- 2007年7月21日上午，一架飞往深圳的CA1337航班起飞后约一小时，发现飞机出现“漏气”现象。经过两个小时盘旋，上午11点左右，飞机终于成功降落在首都机场。
- 2008年6月4日，北京飞往昆明的中国国际航空CA1431航班在从北京首都国际机场起飞后不久，因为发现右机翼出现了破损，飞机被迫返航。
- 2009年3月28日下午4点40分左右，在北京首都国际机场三号航站楼29号停机坪，从哈尔滨飞北京的国航CA1666次航班一架波音737-300型客机在进港滑行时冲出停机线，所幸事故未造成人员伤亡。
- 2011年9月18日下午18时左右，首都机场T2航站楼南指廊下露天的施工现场，外包合约商施工人员在电焊过程中，不慎将保温材料引燃，形成浓烟。首都机场相关部门及时赶到现场展开紧急处置。20分钟后，现场处置完毕。现场无人员伤亡，未对机场运营秩序和航班造成影响。首都机场对给旅客带来的担心深表歉意，已责成施工单位停工整改，并将加强对施工单位的监管力度。
- 2013年7月20日，首都機場3號航站樓二層國際到達大廳B出口外發生自殺式炸彈襲擊，襲擊者冀中星被炸傷，其後被判處有期徒刑六年。 [92][93]
- 2016年12月1日晚22时许，聯邦快遞的一架麥道MD-11货机从北京飞往仁川，起飞后左侧发动机起火，14分钟后返航。[94]
- 2025年5月26日下午，聯合航空一架执飞北京至旧金山UA889次航班的波音777-200ER在首都机场东侧跑道加速准备起飞时，右侧发动机发生故障，冒出火光，随即中断起飞[95]。